# La Roche-sur-Yon
Ne doit pas être confondu avec La Roche-Guyon.
La Roche-sur-Yon est une commune de l'Ouest de la France, préfecture du département de la Vendée, situé dans la région des Pays de la Loire.
Arrosée par l’Yon et par ses affluents, la Riaillée et l'Ornay (et son tributaire la Soivre), La Roche-sur-Yon doit sa physionomie actuelle à Napoléon Ier, qui fait d'un petit bourg une cité moderne, basée sur un plan régulier en forme de pentagone et dotée d'édifices publics imposants (préfecture, hôtel de ville, théâtre, tribunal, lycée, église Saint-Louis, etc.) répartis autour d'une vaste esplanade centrale (place Napoléon). La ville est fondée par décret impérial le 25 mai 1804 (elle est promue à cette même date préfecture de la Vendée en remplacement de Fontenay-le-Comte).
Ville napoléonienne mais conçue par des ingénieurs des Ponts-et-chaussées, son nom même est source de querelles au gré des changements politiques qui agitent le XIXe siècle : elle est débaptisée et rebaptisée à huit reprises : La Roche-sur-Yon, Napoléon (sous le Premier Empire, les Cent-Jours et la Deuxième République), Bourbon-Vendée (sous la Restauration), Napoléon-Vendée (sous le Second Empire). Elle reprend son nom d'origine en 1870.
Elle est le principal centre urbain du département, au cœur de l'ancien Bas-Poitou, un centre économique aux fonctions multiples (secteurs secondaires et tertiaires essentiellement), mais aussi un pôle universitaire fort de 8 000 étudiants. La Roche-sur-Yon est la commune la plus peuplée du département, comptant 54 699 habitants en 2022 et son aire d'attraction atteignant 173 911 habitants à la même date. La ville occupe la 5e position au niveau régional et son aire d'attraction occupe également la 5e position.

## Géographie
Le territoire municipal de La Roche-sur-Yon s’étend sur 8 779 hectares. L’altitude moyenne de la commune est de 68 mètres, avec des niveaux fluctuant entre 32 et 94 mètres,

### Localisation
La Roche-sur-Yon se situe au cœur du bocage vendéen, dans la vallée de l'Yon, affluent du Lay. La ville est construite sur une roche granitique qui surplombe la vallée de l'Yon et lui donne une position stratégique. La ville se situe au centre du département. Napoléon Bonaparte a d'ailleurs choisi La Roche-sur-Yon comme préfecture pour sa position centrée et stratégique au cœur d'un département qui devait être pacifié après les Guerres de Vendée.

### Communes limitrophes
| Mouilleron-le-Captif  | Dompierre-sur-Yon | La Ferrière          |
| Venansault            | La Roche-sur-Yon  | La Chaize-le-Vicomte |
| Aubigny-Les Clouzeaux | Nesmy             | Rives-de-l'Yon       |

### Climat
Pour des articles plus généraux, voir Climat des Pays de la Loire et Climat de la Vendée.
En 2010, le climat de la commune est de type climat océanique franc, selon une étude du CNRS s'appuyant sur une série de données couvrant la période 1971-2000. En 2020, Météo-France publie une typologie des climats de la France métropolitaine dans laquelle la commune est exposée à un climat océanique et est dans la région climatique Bretagne orientale et méridionale, Pays nantais, Vendée, caractérisée par une faible pluviométrie en été et une bonne insolation.
Pour la période 1971-2000, la température annuelle moyenne est de 12,2 °C, avec une amplitude thermique annuelle de 13,8 °C. Le cumul annuel moyen de précipitations est de 831 mm, avec 12,7 jours de précipitations en janvier et 6,4 jours en juillet. Pour la période 1991-2020, la température moyenne annuelle observée par la station météorologique installée à La Roche-sur-Yon est de 12,4 °C et le cumul annuel moyen de précipitations est de 885,5 mm,. Pour l'avenir, les paramètres climatiques de la commune estimés pour 2050 selon différents scénarios d'émission de gaz à effet de serre sont consultables sur un site dédié publié par Météo-France en novembre 2022.
| Mois                                  | jan.             | fév.             | mars           | avril           | mai           | juin          | jui.           | août           | sep.          | oct.            | nov.            | déc.            | année      |
| ------------------------------------- | ---------------- | ---------------- | -------------- | --------------- | ------------- | ------------- | -------------- | -------------- | ------------- | --------------- | --------------- | --------------- | ---------- |
| Température minimale moyenne (°C)     | 3,2              | 2,7              | 4,4            | 6               | 9,3           | 12,3          | 13,9           | 13,9           | 11,4          | 9,4             | 5,9             | 3,6             | 8          |
| Température moyenne (°C)              | 6,1              | 6,4              | 8,8            | 10,9            | 14,3          | 17,5          | 19,4           | 19,5           | 16,8          | 13,4            | 9,2             | 6,5             | 12,4       |
| Température maximale moyenne (°C)     | 9                | 10,1             | 13,1           | 15,7            | 19,3          | 22,8          | 24,9           | 25,1           | 22,1          | 17,3            | 12,5            | 9,5             | 16,8       |
| Record de froid (°C) date du record   | −14,9 16.01.1985 | −15,4 10.02.1986 | −10,3 01.03.05 | −4,1 04.04.1996 | −0,4 01.05.16 | 2,8 01.06.06  | 7,2 08.07.1996 | 5,1 31.08.1986 | 2,5 26.09.10  | −4,5 30.10.1997 | −7,1 22.11.1988 | −9,5 30.12.1996 | −15,4 1986 |
| Record de chaleur (°C) date du record | 15,9 26.01.08    | 21,6 27.02.19    | 24,1 19.03.05  | 28,1 30.04.05   | 31,9 26.05.17 | 38,8 27.06.19 | 41,5 18.07.22  | 38,7 09.08.03  | 34,3 04.09.23 | 30,5 08.10.23   | 21,1 01.11.15   | 18,7 07.12.00   | 41,5 2022  |
| Ensoleillement (h)                    | 73,6             | 106,4            | 151,1          | 183,6           | 210,8         | 229           | 241,4          | 235,7          | 199,1         | 128,8           | 88,9            | 74              | 1 922,4    |
| Précipitations (mm)                   | 94,8             | 70,5             | 64,4           | 65,9            | 62,4          | 45,3          | 47,9           | 52,1           | 71,9          | 98,7            | 108,1           | 103,5           | 885,5      |

### Cadre géologique

La ceinture de leucogranites de la virgation ibéro-armoricaine.

La Roche-sur-Yon fait partie de la ceinture de leucogranites de l'ouest de la France.

La Roche-sur-Yon est située dans le domaine sud armoricain (plus précisément le domaine ouest-vendéen) marqué par la phase orogénique bretonne de l'orogenèse varisque, au début du Carbonifère inférieur, ou Tournaisien, il y a environ 360 Ma. La collision continentale au cours de l'orogenèse varisque proprement dite se traduit dans le Massif armoricain par un métamorphisme général de basse-moyenne pression, formant les gneiss et micaschistes, par des phases de cisaillement et par une anatexie générant migmatites et granites. Elle se traduit enfin, par la mise en place de nombreux leucogranites (à deux micas muscovite et biotite) intrusifs à travers les schistes cristallins, concomitamment aux cisaillements et à ce métamorphisme. La Roche-sur-Yon fait ainsi partie d'une grande ceinture de leucogranites au sud du massif armoricain. Cette ceinture correspond à un immense batholite mis en place dans des roches métamorphiques, seuls quelques plutons atteignant le paléozoïque épimétamorphique.
Ce batholite est subdivisé en plusieurs bandes (« rubans ») qui montrent une nette divergence vers l'Est : un axe majeur (Pointe du Raz - Nantes - Parthenay - Millevaches) à convexité nord-est (orienté N 110-130 °E) associé au cisaillement sud-armoricain avec le cisaillement sud-armoricain (décrochement dextre selon une orientation cadomienne dont le rejet horizontal atteindrait 500 km) ; au nord de cet axe, la bande Locronan-Lizio correspondant à plusieurs rubans orientés N 60 à 100°E (chapelet d'apophyses Bignan, Guéhenno, Savenay, etc.) ; au sud de cet axe, une échine discontinue de moles syntectoniques (massifs de Trégunc, Pont-l'Abbé, Port-Louis-Ploemeur, Glénan-Quiberon-Houat-Hoedic-Guérande-Le Croisic, Saint-Brévin, Noirmoutier-La Roche-sur-Yon allongés en direction sud-armoricaine dont le parallélisme avec le cisaillement sud-armoricaine incite à penser à l'influence indirecte d'une contrainte linéamentaire).
La présence des granites dans le territoire yonnais se reconnaît souvent dans les sous-bois, dans les prés et dans les carrières, à de gros blocs arrondis à texture grenue (tors, arènes, chaos, coulées appelés « chirons » en Vendée), et dans les lits de rivière aux marmites du diable. Les gneiss et micaschistes forment de longues bandes orientées du nord-ouest au sud-est.

## Urbanisme

### Typologie
Au 1er janvier 2024, La Roche-sur-Yon est catégorisée centre urbain intermédiaire, selon la nouvelle grille communale de densité à sept niveaux définie par l'Insee en 2022.
Elle appartient à l'unité urbaine de La Roche-sur-Yon, une unité urbaine monocommunale constituant une ville isolée,. Par ailleurs la commune fait partie de l'aire d'attraction de La Roche-sur-Yon, dont elle est la commune-centre,. Cette aire, qui regroupe 45 communes, est catégorisée dans les aires de 50 000 à moins de 200 000 habitants,.

### Occupation des sols
L'occupation des sols de la commune, telle qu'elle ressort de la base de données européenne d’occupation biophysique des sols Corine Land Cover (CLC), est marquée par l'importance des territoires agricoles (67,5 % en 2018), en diminution par rapport à 1990 (76,3 %). La répartition détaillée en 2018 est la suivante : 
zones agricoles hétérogènes (27,7 %), terres arables (20,1 %), prairies (19,7 %), zones urbanisées (16,7 %), zones industrielles ou commerciales et réseaux de communication (10,4 %), forêts (3 %), espaces verts artificialisés, non agricoles (1,6 %), eaux continentales (0,8 %). L'évolution de l’occupation des sols de la commune et de ses infrastructures peut être observée sur les différentes représentations cartographiques du territoire : la carte de Cassini (XVIIIe siècle), la carte d'état-major (1820-1866) et les cartes ou photos aériennes de l'IGN pour la période actuelle (1950 à aujourd'hui).

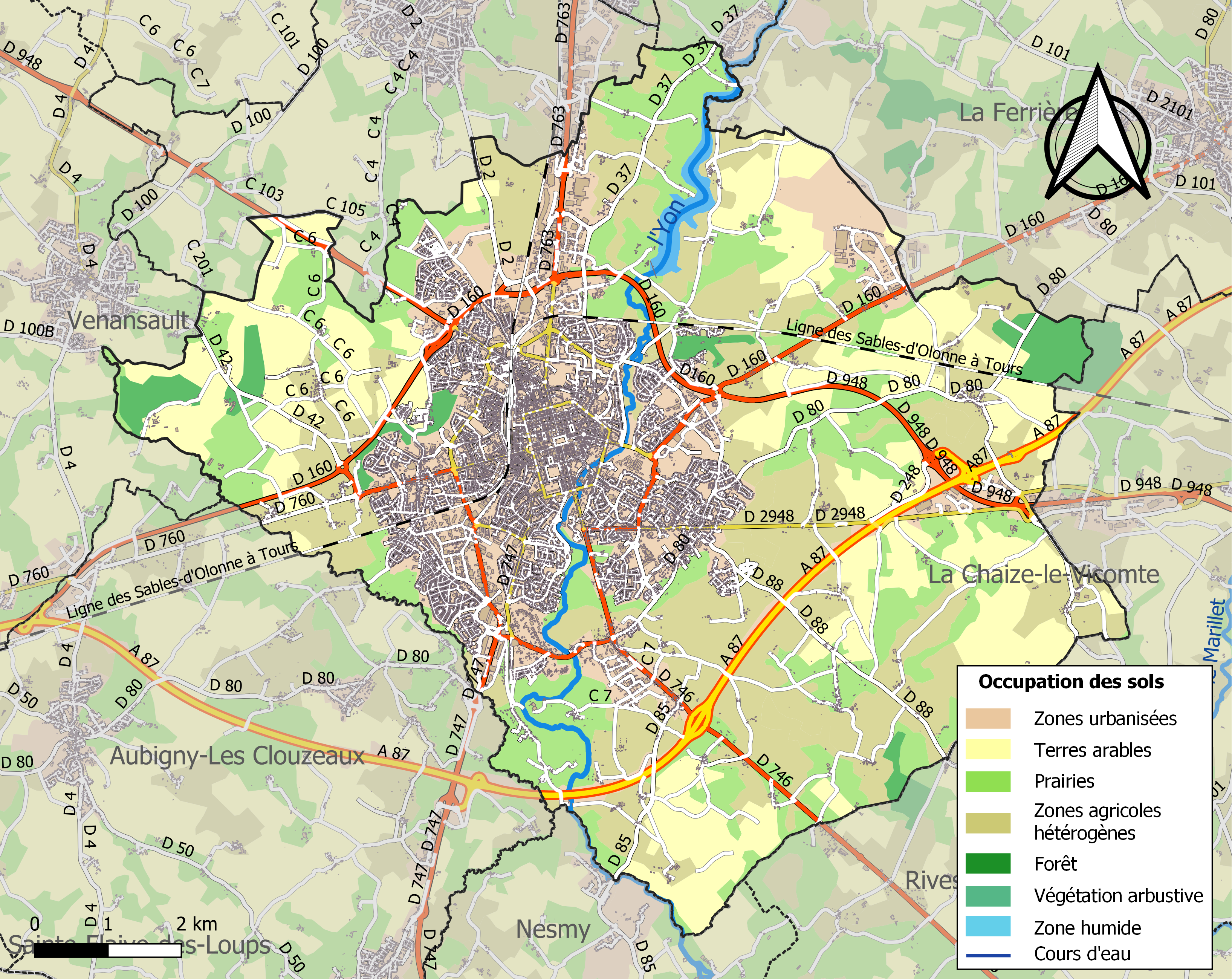
Carte des infrastructures et de l'occupation des sols de la commune en 2018 (CLC).

### Voies de communication et transports

#### Voies routières
Le réseau routier vendéen est organisé en étoile autour de La Roche-sur-Yon. La ville est donc au croisement de plusieurs routes départementales telles que :
- la RD 160 (ex-RN 160) : Les Sables-d'Olonne ↔ La Roche-sur-Yon ↔ Cholet, Angers, Saumur ;
- la RD 746 (ex-RN 746) : Luçon ↔ La Roche-sur-Yon ;
- la RD 747 (ex-RN 747) : La Tranche-sur-Mer ↔ La Roche-sur-Yon ;
- la RD 937 (ex-RN 137BIS) : Nantes ↔ La Roche-sur-Yon ;
- a RD 948 (ex-RN 148) : Noirmoutier, Challans ↔ La Roche-sur-Yon ↔ Bournezeau, Fontenay-le-Comte, Niort.

La Roche-sur-Yon est également desservie par une autoroute :
- l'A87 (Angers ↔ La Roche-sur-Yon) :  30 La Roche-sur-Yon Est

L'autoroute française A87 est une autoroute des Pays de la Loire, gérée par les autoroutes du Sud de la France qui relie Angers à la Roche-sur-Yon via Cholet. Cette autoroute est raccordée à l'A11, permettant de relier directement Paris à la Vendée ce qui présente un avantage pour le tourisme et le dynamisme économique de ce département.
Radio Trafic FM (107.7FM) émet sur l'A87 secteur ASF. L'A87 fait partie du réseau ASF de la zone ouest.
En 2008, cette autoroute a été prolongée par ASF de 16 km afin de servir de contournement Sud à la ville. Trois échangeurs ont alors été ajoutés :
 32 La Roche-sur-Yon Sud, l'échangeur  31 La Roche-sur-Yon Centre et  33 La Roche-sur-Yon Ouest.
Le contournement sud est une section de l'A87, longue de 16 km, ouverte à la circulation le 4 juillet 2008. Elle est gratuite pour les usagers qui l'empruntent et la vitesse y est limitée à 130 km/h.
Comme le contournement nord, cette rocade s’étend de l'échangeur de la Landette à l'ouest à l'échangeur de Château-Fromage à l'est.
- 30 La Roche-sur-Yon-Est : La Chaize-le-Vicomte
- 31 La Roche-sur-Yon-Centre : Luçon, La Rochelle, Le Bourg-sous-la-Roche, Saint-Florent-des-Bois
- 32 La Roche-sur-Yon-Sud : La Tranche-sur-Mer, Aubigny
- 33 La Roche-sur-Yon-Ouest : Les Clouzeaux, Saint-André-d'Ornay

#### Transports ferroviaires
Le chemin de fer arrive à la Roche-sur-Yon le 24 décembre 1866 avec l'ouverture de la ligne entre Nantes et la Roche-sur-Yon par la Compagnie d'Orléans. D'autres lignes sont ensuite ouvertes à destination des Sables-d'Olonne, de la Rochelle (14 mars 1871, Compagnie des Charentes) et de Bordeaux. Ces lignes sont incorporées dans le réseau de l'État en 1878.
Actuellement, la Roche-sur-Yon est reliée par voies ferrées aux villes des Sables-d'Olonne, de Nantes, de la Rochelle et de Bressuire.
La voie ferrée reliant Nantes aux Sables-d'Olonne via la Roche-sur-Yon a été électrifiée par la SNCF et RFF. Ces travaux ainsi que ceux de rénovation de la gare de la Roche-sur-Yon ont permis l'arrivée du TGV fin 2008.

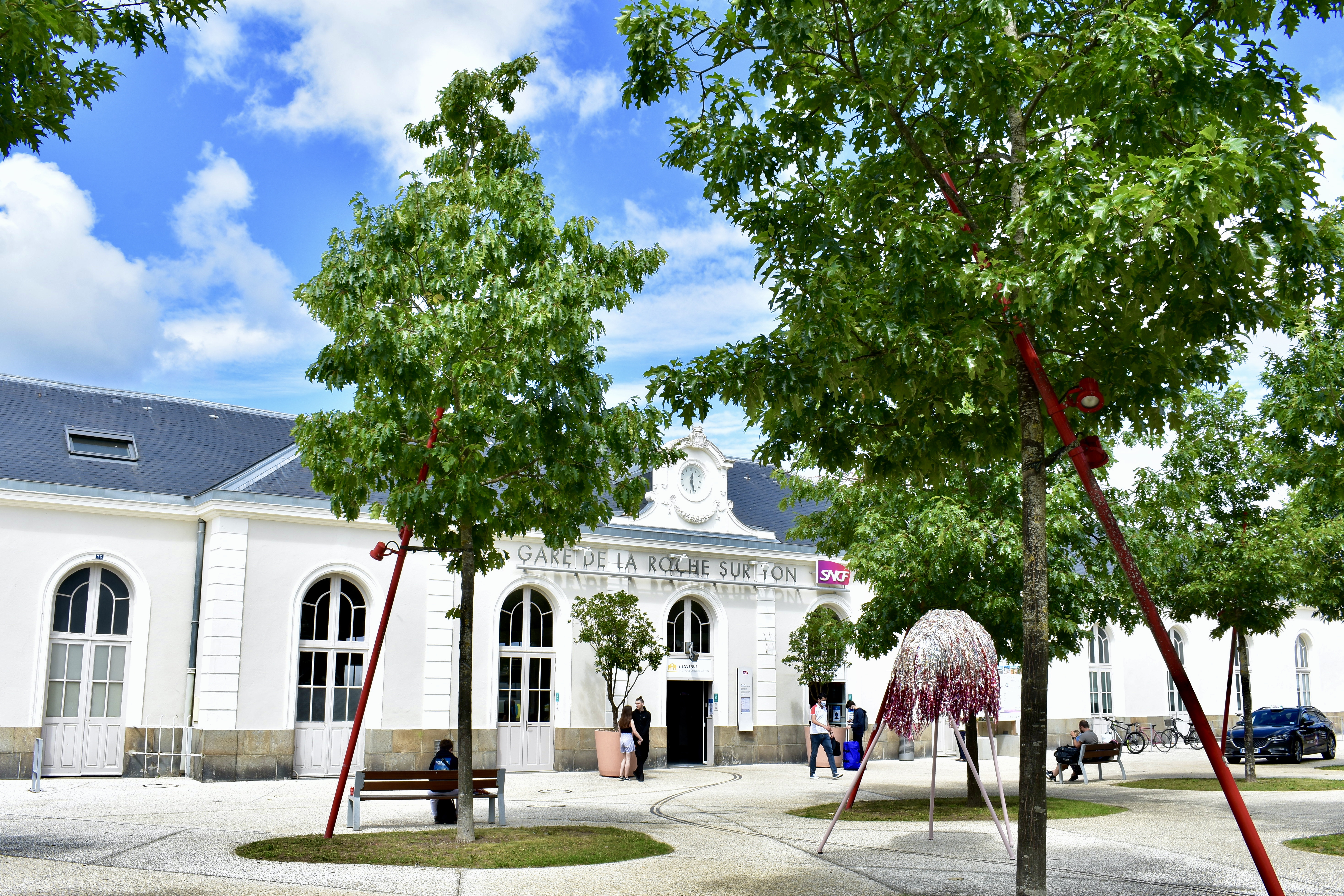
La gare, place d'Estienne-d'Orves.
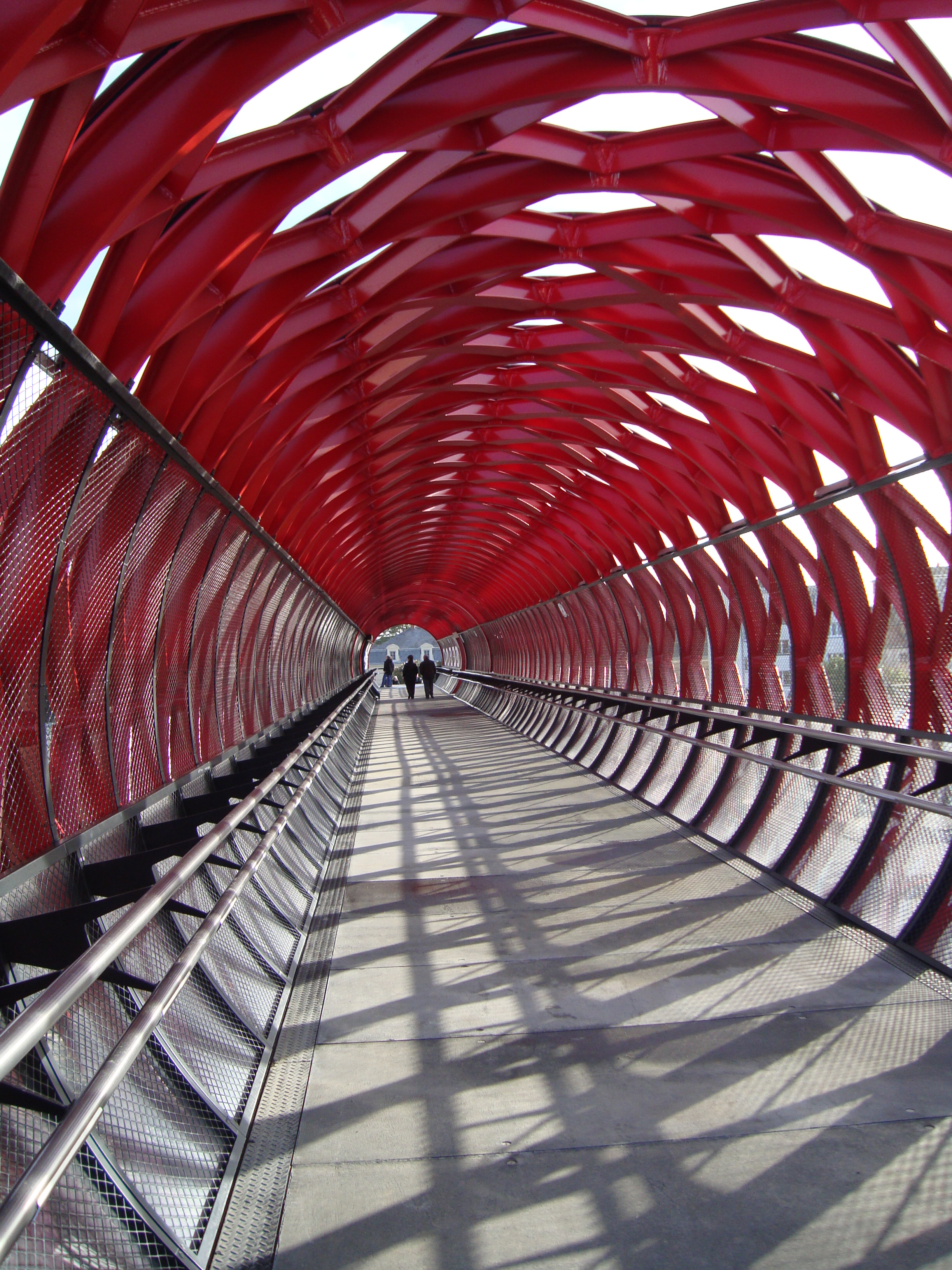
La passerelle de la gare, vue de l'intérieur.
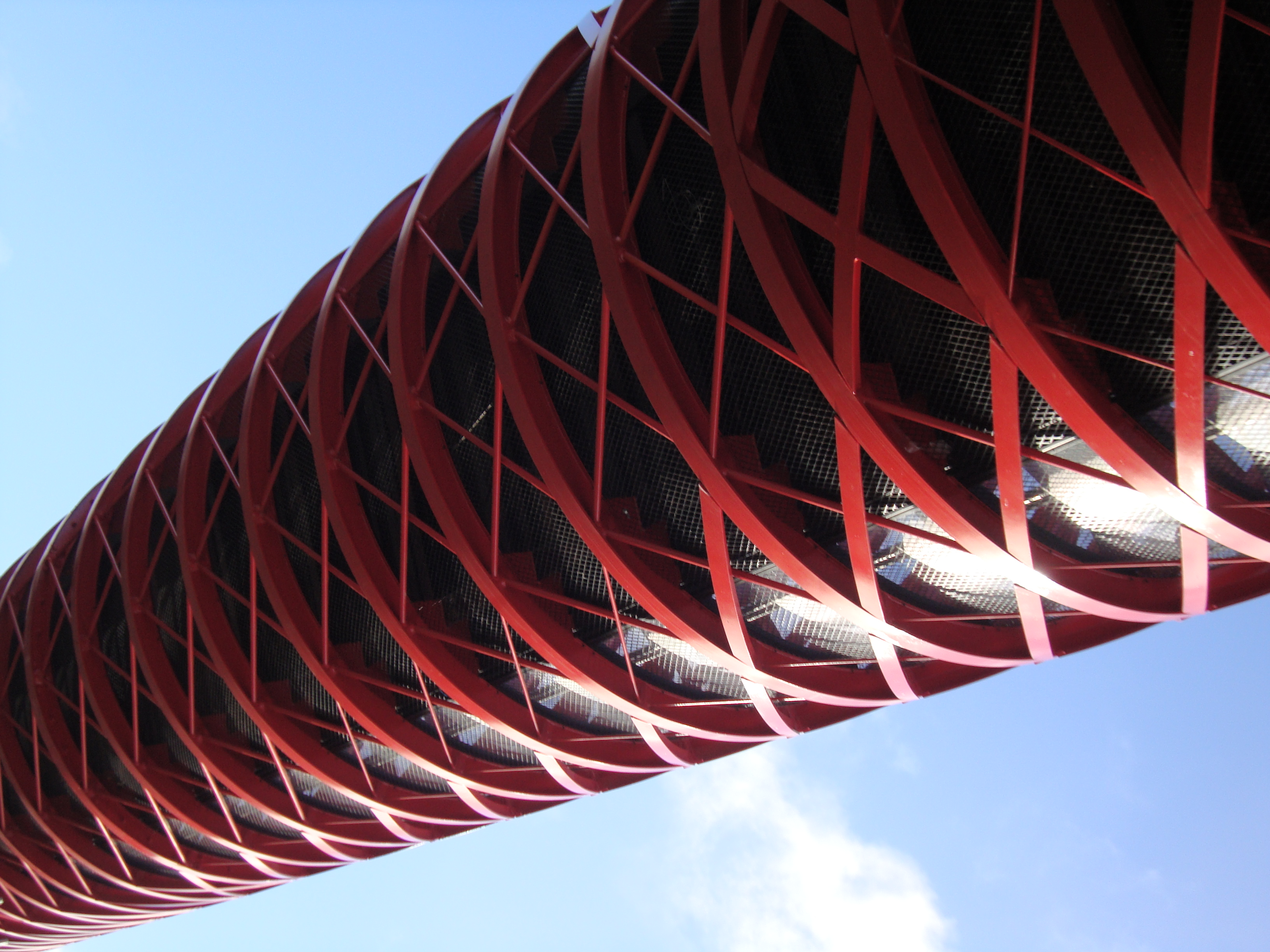
Vue de la passerelle de la gare.
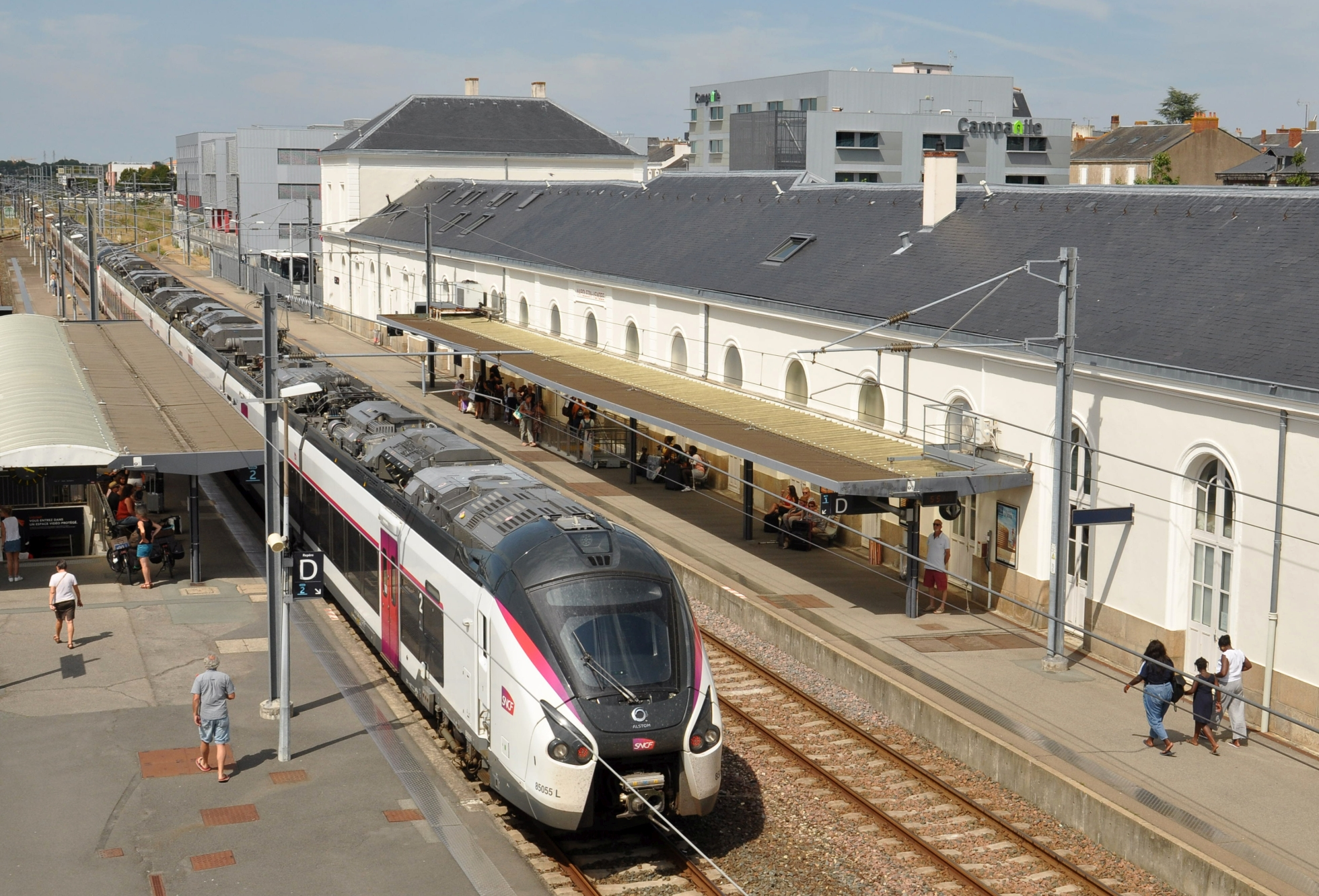
Les quais de la gare.

#### Transports en commun

Logo du réseau Impulsyon.

Depuis le 23 août 2010, le réseau STY a été rebaptisé Impulsyon.
Les principales nouveautés de ce réseau :
- desserte des 15 communes de La Roche-sur-Yon-Agglomération et non plus de la seule commune de La Roche-sur-Yon ;
- desserte du nouveau quartier de La Roche-sur-Yon ;
- amélioration de la desserte de la gare SNCF (2 lignes y passent (3 et 6) au lieu de la ligne F qui y avait son terminus) ;
- une tarification simplifiée ;
- il n'y a cependant aucun transport d'organisé les dimanches et jours fériés.

La Compagnie des transports du Yonnais (CTY), filiale de Ratp Développement, est l'exploitant de l'ancien réseau STY depuis le 1er janvier 2010 en remplacement de Keolis La Roche-sur-Yon (anciennement nommé Société des transports yonnais). Le nom STY a été conservé comme marque commerciale de janvier à août 2010, avant d'être remplacé par « Impulsyon ».
Le réseau Impulsyon se compose de 9 lignes, 7 lignes régulières et 2 lignes scolaires. Le réseau se compose aussi d'un service sur réservation, d'un service de TPMR et de location de vélos.
Impulsyon est partenaire du service d'information multimodal Destineo, service mis en place par la région Pays de la Loire et cofinancé par l'Union européenne.
L'autorité organisatrice des transports est La Roche-sur-Yon-Agglomération.

##### Historique
- 1976 : Le réseau de transports urbains de la Roche-sur-Yon est créé. Il comprend alors trois lignes et emploie 33 personnes.
- 1977 : Le réseau est étendu avec la création de trois nouvelles lignes.
- 1986 : Réorganisation du réseau lors de son 10e anniversaire.
- 1990 : Ouverture d'une septième ligne (ligne G).
- 1991 : La STY devient une filiale de Via-Transport (devenue Keolis).
- 1996 : Ouverture d'une huitième ligne (ligne H).
- 2004 : Les lignes A, B, C, D, F et G sont certifiées par l'AFNOR (NF 281, NF 286).
- 2005 : Ouverture d'une neuvième ligne (ligne J).
- 1er janvier 2010 : La ville de la Roche-sur-Yon choisit Ratp Développement pour gérer le réseau de la STY via la Compagnie des transports du Yonnais, en remplacement de Kéolis.
- 23 août 2010 : Un réseau réorganisé et étendu a été lancé le 23 août 2010 sous le nom commercial impulsyon [3].
- En 2021 le réseau de transport de La Roche-sur-Yon Agglomération, Impulsyon était l'un des premiers en France à se doter d'un bus à hydrogène vert.

##### Le réseau
Le réseau est maintenant composé de :
- six lignes régulières numérotées de 1 à 7 desservant La Roche-sur-Yon ;
- les lignes 1 et 2, qui sont parmi les lignes principales, sont cadencées ;
- dix lignes dédiées pour relier La Roche-sur-Yon à des communes limitrophes, Aubigny (ligne A), Venansault (ligne B), Les Clouzeaux (ligne C), La Ferrière (ligne F), Dompierre-sur-Yon (ligne D), Landeronde (ligne L), Mouilleron-le-Captif (ligne M), Nesmy et Chaillé-sous-les-Ormeaux (ligne N), Rives de L'Yon (ligne R) et la Chaize-le-Vicomte (ligne V) ;
- trois lignes scolaires, les lignes E, H et S qui conservent leur ancien tracé de ligne ;
- trois dessertes scolaires renforçant la desserte de certains établissements scolaires ;
- un service de soirée, nommé « Noctilyon », le vendredi et samedi de 21 h 30 à 0 h 30 ;
- un service de transport de personnes à mobilité réduite nommé « HandiYon » ;
- un service de location de vélos nommé « Vélyon ».

#### Transports aériens

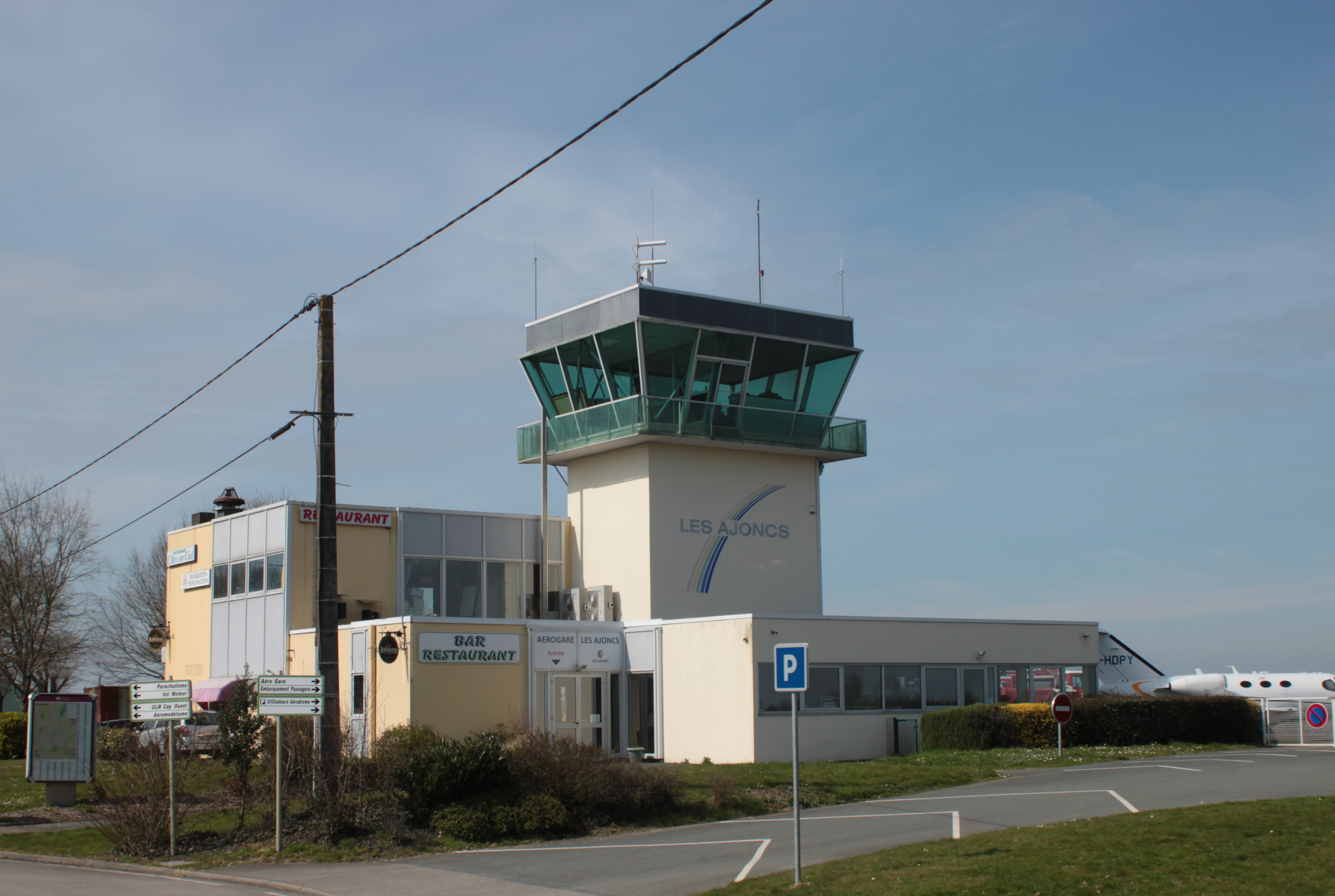
Tour de contrôle de l'aérodrome des Ajoncs.

La Roche-sur-Yon possède un petit aéroport civil, l'aéroport des Ajoncs ou René Couzinet, situé à environ 6 kilomètres au nord-est de la ville. On y accède par la route départementale 160 (ex-RN 160). Cet aéroport comporte deux pistes dont une en bitume.

##### Caractéristiques
- Piste 1 : 10/28 - 1 540 mètres sur 30 m (bitume).
- Piste 2 : 10L/28R - 900 mètres sur 80 m (herbe).

##### Données
| Année      | 2001   | 2002   | 2003   | 2004   | 2005   | 2006   | 2007   |
| ---------- | ------ | ------ | ------ | ------ | ------ | ------ | ------ |
| Mouvements | 15 504 | 18 881 | 18 168 | 18 246 | 20 293 | 21 964 | 24 257 |

## Toponymie
Le toponyme La Roche-sur-Yon a pour origine la situation de la ville construite sur un roc et déterminée par la rivière Yon qui la traverse. Elle est ainsi dénommée Rocha super Oionis fluvium, Rocha super Oium et Roca super Yon au XIe siècle, apud Rocam Castrum (référence à un castrum élevé sur le rocher) en 1128.
Cas unique en Europe, La Roche-sur-Yon a changé huit fois de nom en moins de 70 ans :
- La Roche-sur-Yon, jusqu'au 28 août 1804[25];
- Napoléon, sous le Premier Empire (de 1804 à 1814) ;
- La Roche-sur-Yon, durant une quinzaine de jours en 1814 ;
- Bourbon-Vendée, pendant la Restauration (d’avril 1814 à avril 1815)[26] en référence à la famille des comtes de Bourbon-Montpensier ;
- Napoléon, lors des Cent-Jours (d’avril 1815 à juin 1815) ;
- Bourbon-Vendée, pendant la Seconde Restauration et Monarchie de Juillet de juin 1815 à 1848 ;
- Napoléon, pendant la Deuxième République (de 1848 à 1852) ;
- Napoléon-Vendée, durant le Second Empire (de 1852 à 1870) ;
- La Roche-sur-Yon, depuis 1870.

Ses habitants sont appelés les Yonnais.

## Histoire

### Préhistoire et Antiquité
Plusieurs découvertes archéologiques prouvent que le sol yonnais fut occupé dès la préhistoire (hache préhistorique à deux tranchants, outils en silex, éventuellement un dolmen…). Des pièces et des objets antiques ont été retrouvés de même que des fondations d'enclos gaulois en bordure de l'Yon.

### Moyen Âge et Révolution
Le bourg est durant le haut Moyen Âge sous la dépendance juridique de l'importante viguerie régionale de Talmont. Au XIe siècle, Guillaume le Grand, comte de Poitiers et duc d'Aquitaine, entreprend de réorganiser la défense du Bas-Poitou, choisissant comme principal point d'appui le site de Talmont et comme base arrière La Roche-sur-Yon, deux forteresses qu'il confie à son fidèle Guillaume le Chauve.

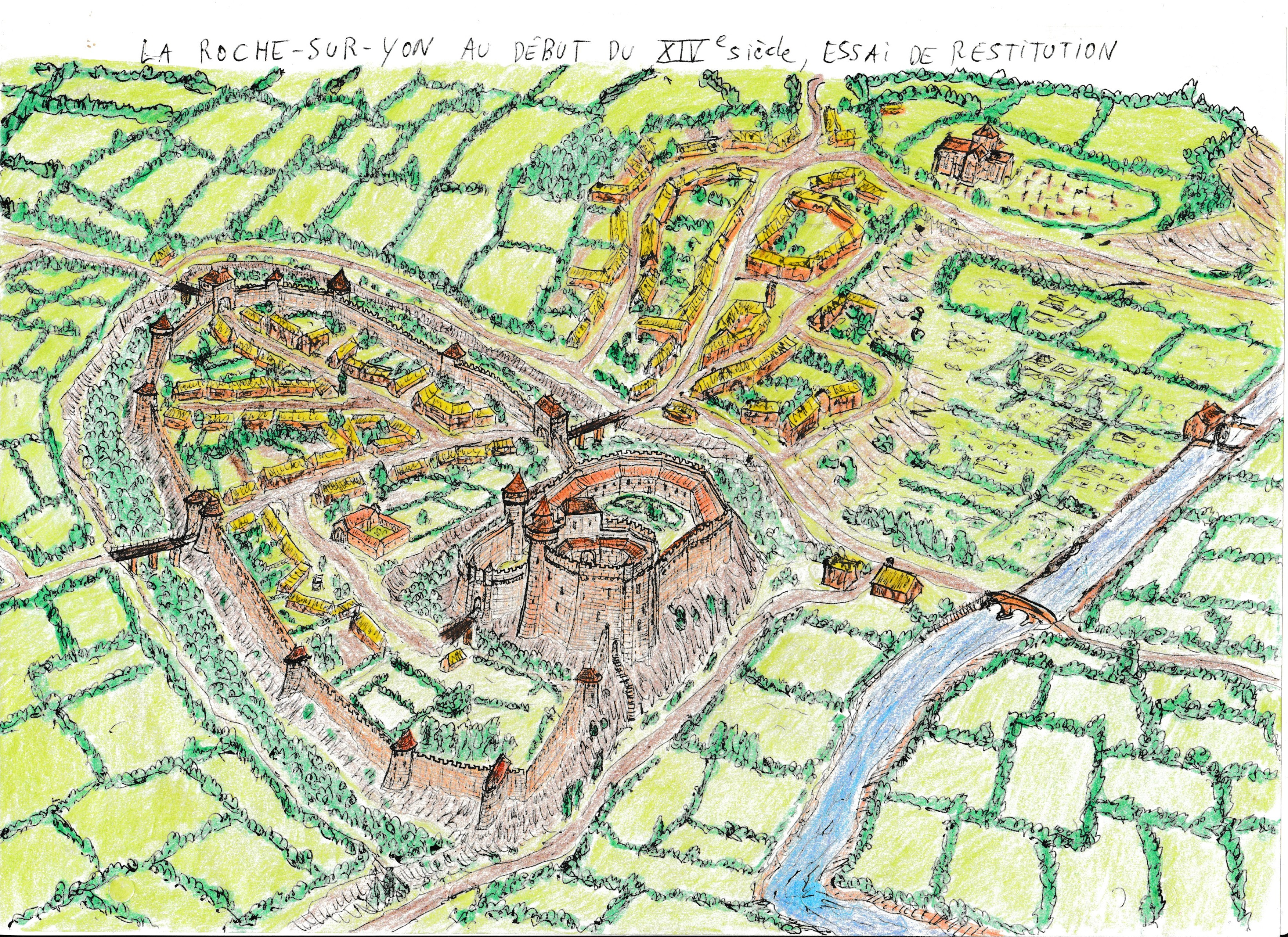
Représentation d'une vue aérienne de la ville de la Roche-sur-Yon telle qu'elle pouvait être vers le XIVe siècle, avec son château fort et le bourg fortifié.

En 1296, le bourg, la seigneurie et le château, construit à un endroit stratégique de la vallée de l'Yon, sont cédés par le roi Philippe le Bel à Charles de Valois. Au gré des investitures, des héritages et des ventes, le château passe de mains en mains. Il appartient à la famille de Beauvau au XVe siècle avant de passer à celle des Bourbon-Vendôme en 1454 lors du mariage d'Isabelle de Beauvau, dame de La Roche-sur-Yon, avec Jean VIII de Bourbon, comte de Vendôme. Au XVIe siècle, La Roche-sur-Yon devient une principauté aux mains des Bourbon-Montpensier, puis des ducs d'Orléans.
Le château de la ville est assiégé et repris aux Anglais par Olivier de Clisson lors de la guerre de Cent Ans. Il est en partie détruit lors des guerres de Religion qui secouent le Poitou et finalement incendié au cours des guerres de Vendée. En 1793, le nord de la Vendée se révolte contre la République, La Roche-sur-Yon reste républicaine mais, le 14 mars 1793, les insurgés vendéens prennent la ville. Après les guerres de Vendée et le passage des colonnes infernales, la ville n'était plus qu'un petit bourg en grande partie détruit.
Un souterrain-refuge à caractère défensif, occupé vraisemblablement vers le début du Moyen Âge, est découvert dans le village de Moulin-Neuf, au nord de la Roche-sur-Yon, en 1907. De même A. Blanchet indique la présence d'une motte à proximité de la grotte cachette de la Brunetière.

### La ville de Napoléon

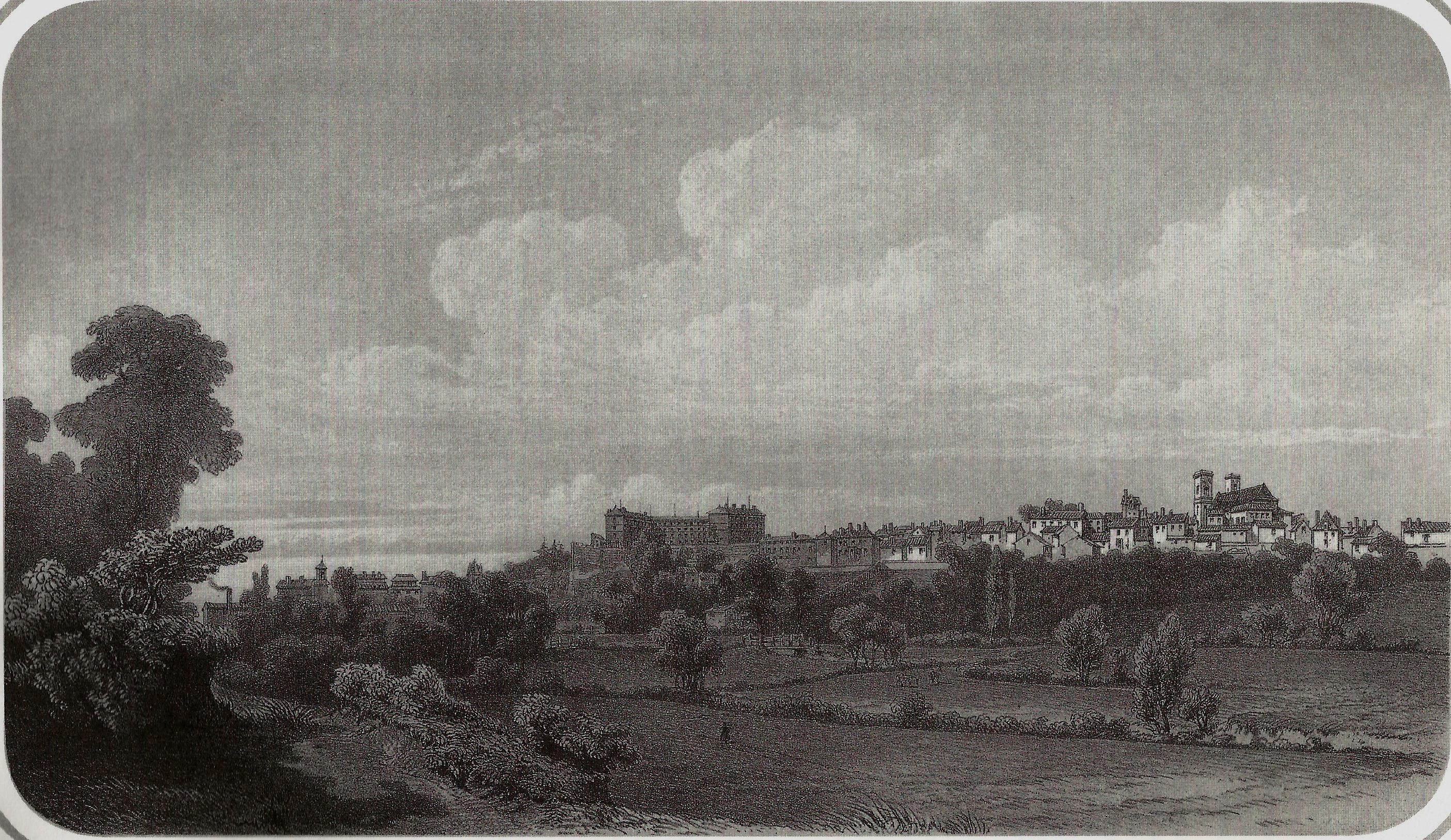
La Roche-sur-Yon, dessin de Thomas Drake et lithographie d'Henri Daniaud, 1860.

Le décret impérial du 5 prairial an XII (25 mai 1804) pris par Napoléon Bonaparte alors premier consul de la République, prévoit le transfert de la préfecture de la Vendée de Fontenay-le-Comte, ancienne capitale du Bas-Poitou, à la Roche-sur-Yon. Ce décret qui fonde une cité administrative et militaire s'inscrit dans le cadre des mesures de pacification des départements de l'Ouest de la France après les Guerres de Vendée et dans celui plus vaste de la réorganisation territoriale de l'Empire.
Le choix de La Roche-sur-Yon s'explique par la position de la ville au centre géographique du département. Déjà traversée par la route de Saumur aux Sables-d'Olonne, elle est suffisamment éloignée du littoral pour ne pas être atteinte par une invasion étrangère en moins d'une journée de marche. De plus, elle est traversée par la rivière l'Yon susceptible d'être canalisée jusqu'à la mer. Naît alors une ville nouvelle, dessinée par les ingénieurs Cormier et Valot, dont la singularité première réside en son tracé géométrique en forme de pentagone, son maillage en forme de grille (ou damier) et sa division en quatre quartiers organisés autour d'une grande place centrale.

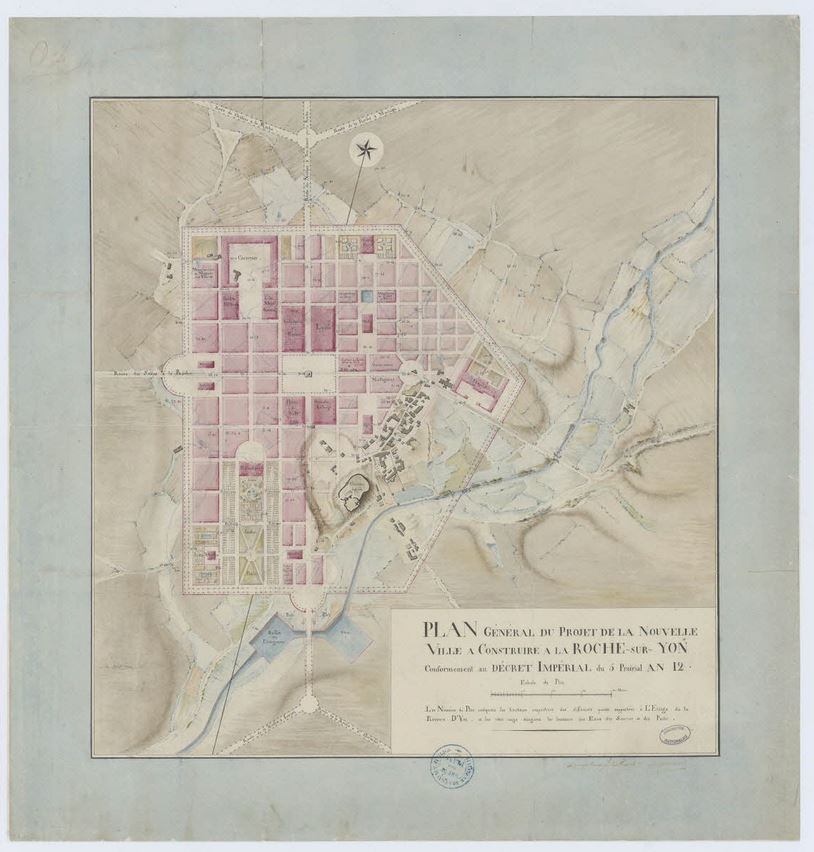
Plan général de la nouvelle ville au début du XIXe siècle.

Aucun changement de nom n'était prévu dans le décret fondateur. C'est le préfet Merlet, avec l'accord de l'Empereur, qui proposa de remplacer le nom de « La Roche-sur-Yon » par celui de « Napoléon », ce qui fut fait par arrêté préfectoral du 10 fructidor an XII (28 août 1804) :

« si le nom du département rappelle les souvenirs des ravages et de la destruction, que le nom de la nouvelle ville conserve celui du Génie bienfaisant qui répara ses malheurs »

— Jean-François Merlet
Le 8 août 1808, lors de sa première et unique visite, Napoléon, devenu empereur des Français, fait part de sa colère de voir les travaux de construction de « sa » ville si peu avancés, il dira : « J'ai répandu l'or à pleines mains pour édifier des palais, vous avez construit une ville de boue » (allusion faite à la technique de construction, le pisé). En effet, Emmanuel Crétet, son ministre de l'intérieur et directeur des ponts et chaussées, avait décidé sans son avis de faire reconstruire la ville par François Cointeraux, premier spécialiste du pisé permettant ainsi d'éviter les dépenses.
Dans le but de stimuler le développement, une loi fut promulguée, exonérant de la taxe foncière pour une période de quinze ans les habitations, jardins et tout édifice situé à l'intérieur des boulevards. En parallèle, un octroi fut instauré dans le dessein double de contrôler les flux migratoires attirés par les chantiers et de générer des revenus pour la municipalité. L'afflux de criminels et de forçats contribua à la prospérité de cette nouvelle ville, ces individus fuyant des contrées où leur réputation était notoire. Malgré de multiples expulsions et condamnations, il demeurait difficile de débarrasser entièrement cette agglomération composite de ses éléments nuisibles.
L'Empereur a vainement cherché à encourager l'implantation d'une raffinerie de sucre de betterave dans cette région. Il a ordonné la formation de commissions techniques pour étudier la navigabilité de l'Yon. De même, la mine de kaolin, située à une distance de dix kilomètres et que le chimiste d'Arcet avait estimée propice à la fabrication de faïences légères, semble n'avoir pas prospéré.
En 1812, la population de la ville était estimée à seulement 1 902 individus, parmi lesquels 494 étaient établis avant même l'établissement officiel de ladite cité. Le reste de la population se composait de migrants en provenance d'autres localités, comptant 114 personnes venant de Fontenay-le-Comte, 498 de diverses régions de la Vendée et 337 de la Loire-Inférieure, principalement issus de la ville de Nantes. Au début du règne de Napoléon III, la population urbaine s'élevait à environ 7 500 âmes. Cependant, l'objectif démographique ambitieux de 15 000 habitants ne fut réalisé qu'en 1886.

### Après le Premier Empire

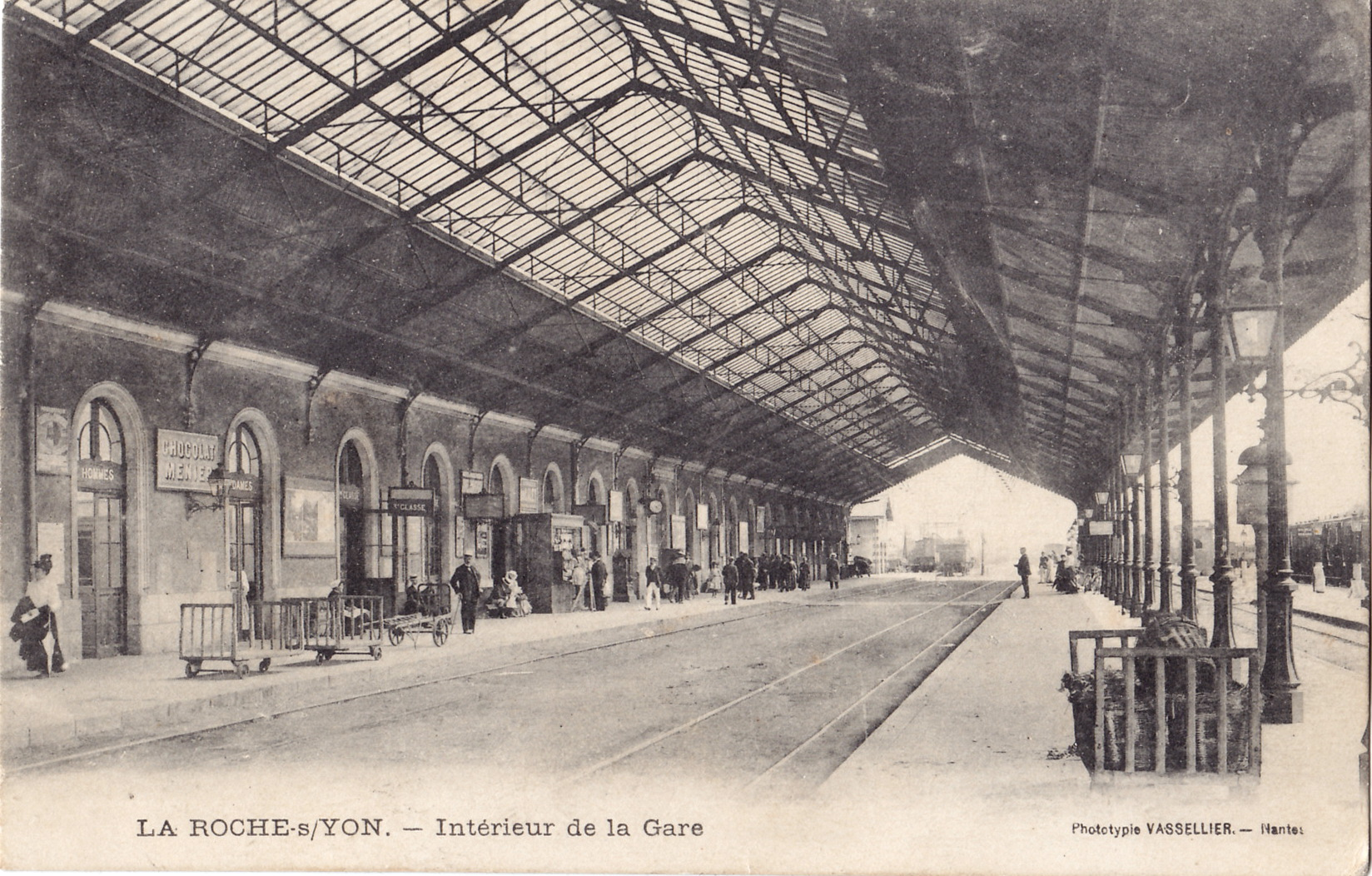
Verrière de la gare de La Roche-sur-Yon, dans les années 1910.

Certains travaux seront terminés après la chute du Premier Empire, comme l'église Saint-Louis, commandée en 1804 et dont la construction commencée en 1809 se termine en 1859.
En 1842, plusieurs édifices publiques d'envergure vouées à l'habitation ou au commerce ont vu le jour principalement le long des axes majeurs, tandis que le périmètre intérieur, formant un pentagone, demeure largement dépourvu de constructions. Cependant des vastes espaces vides sont encore présents au-delà des boulevards, attestant d'un statu quo urbanistique. La caserne temporaire construite sur l'emplacement de la gendarmerie et du théâtre demeure en place tandis que les premiers édifices de la caserne Travot sont édifiés depuis 1830.

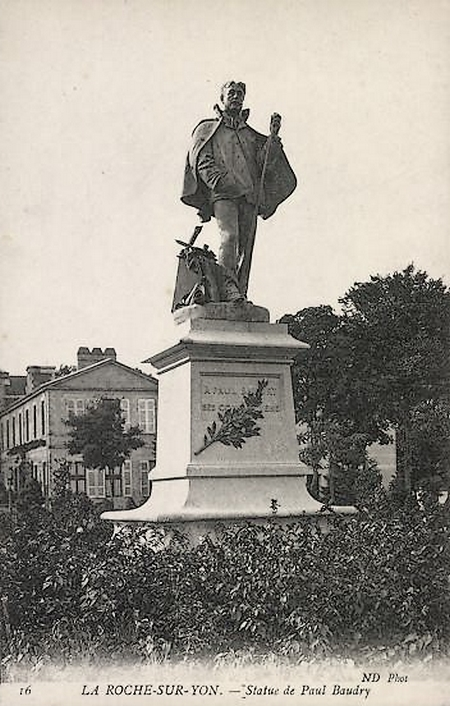
Statue de Paul Baudry fondue sous l'occupation en 1942.

La ville s'est développée progressivement, jusqu'à atteindre les limites du territoire de la commune. Le désenclavement de la ville a permis de relier le chef-lieu aux villes principales du département, à la fin du Premier Empire. Pendant cette période, un événement d'une importance notable fut l'établissement en 1866 de la ligne ferroviaire reliant Nantes à Bordeaux. Tracée à l'ouest de la ville pour des raisons topographiques, cette voie de chemin de fer a apporté l'essor d'un nouveau quartier en dehors du périmètre urbain principal. Ce quartier s'est distingué par la construction d'hôtels destinés aux voyageurs ainsi que par l'implantation d'industries et de commerces affiliés au secteur ferroviaire. Parallèlement, à l'ouest de cette ligne, des ensembles de résidences de faible hauteur ont été érigés, destinés principalement aux employés des chemins de fer.
Parmi les projets de construction entrepris dans le cadre du plan initial figurent notamment le théâtre et sa place, les habitations de la place de la préfecture, qui ont été agencées de manière coordonnée, et l'achèvement de la Caserne Travot en 1871. Au cours de cette période caractérisée par un calme relatif, la ville semble avoir trouvé un certain apaisement, s'adaptant en quelque sorte à son nouvel espace considérable. Les quartiers se sont progressivement complétés, accueillant l'installation de divers commerces et industries. Parallèlement, les habitations ont amorcé un mouvement de dispersion au-delà du périmètre urbain principal, se dirigeant vers les communes avoisinantes de Saint-André-d'Ornay et du Bourg-sous-la-Roche. À la fin de cette phase, les infrastructures d'importance publique se sont accrues, incluant des écoles normales, un gymnase, un haras, un hôpital psychiatrique ainsi qu'une deuxième caserne. Simultanément, les prémices des infrastructures de réseau font leur émergence, notamment pour l'approvisionnement en eau, gaz et électricité. Toutefois, les systèmes d'égouts demeurent encore rudimentaires. En 1911, la population agglomérée était de 11 417 habitants.
Lors de la Première Guerre mondiale, plusieurs soldats de la commune meurent au combat, parmi lesquels Henri Haigron.

### Seconde Guerre mondiale
Durant la période de la Seconde Guerre mondiale, la ville fut soumise à l'occupation allemande dès le 22 juin 1940. Sous cette autorité, diverses institutions militaires furent établies, dont une Feldkommandatur au sein de l'institution Saint-Joseph, une Kreiskommandatur sur la place du Champ de Foire, et une Standorstkommandatur à l'hôtel de ville. Ces entités avaient pour mandat de faire respecter les directives émises par les autorités d'occupation en France, notamment en ce qui concerne l'administration et la logistique des troupes allemandes. Par ailleurs, le lycée et le collège de jeunes filles, situés place Napoléon, furent saisis pour servir de casernes sous les noms de Blücher et Seydlitz. À la suite d'une directive concernant la réquisition des métaux non ferreux, certaines statues notables telles que celles représentant Paul Baudry et le général Travot ont été sujettes à la fonte par les forces d'occupation. En 1943, des barrages antichars composés de rails ont été érigés, restreignant ainsi l'accès aux voies secondaires hors des boulevards centraux de la ville à un passage étroit au milieu de la chaussée. Le 22 juin de cette année-là, une attaque aérienne a ciblé les voies ferrées, déployant quatre bombes d'une tonne qui ont également endommagé les hangars de l'aérodrome des Ajoncs. Le 4-5 août 1944, la gare de La Roche-sur-Yon a été bombardée. Dans le contexte de la retraite allemande, débutée le 26 août avec l'évacuation nocturne initiée par l'armée allemande et la Milice française, la ville a été traversée le 1er septembre par une colonne militaire importante en route de la poche de Saint-Nazaire à celle de La Rochelle. Au cours de cette traversée, un membre de la Résistance, Auguste Murail, a été exécuté près du passage à niveau de Tournefou. Le 7 septembre, une opération de la Wehrmacht a eu lieu dans la ville, aboutissant à la saisie de cent millions de francs à la Banque de France et à la libération de prisonniers allemands blessés présents à l'hôpital. Ce jour-là, un résistant nommé Hubert Cailler a été abattu rue Sadi-Carnot. Le 17 septembre 1944, la ville est libérée du joug nazi et des festivités y sont organisés.

### Depuis 1945
Après la Seconde Guerre mondiale, le développement urbain de la ville s'est maintenu de façon soutenue. Dès l'année 1945, une réponse aux nouvelles conditions ainsi qu'aux demandes croissantes en matière de logements neufs a été apportée par la création d'habitations à loyer modéré (HLM) et de zones industrielles. Ce processus s'est formalisé à travers l'approbation du plan d'aménagement communal en 1953, suivi du plan de regroupement d'urbanisation englobant les municipalités de La Roche-sur-Yon, Saint-André-d'Ornay et Le Bourg-sous-la-Roche, ce dernier ayant reçu l'approbation le 23 octobre 1958. Ces plans ont été conçus par le service départemental de l'urbanisme et ont également anticipé une croissance démographique similaire à celle envisagée en 1936, mais à une échéance plus rapprochée. Le 11 juillet 1964, la ville a fusionné avec Le Bourg-sous-la-Roche et Saint-André-d'Ornay, consolidant ainsi son expansion territoriale. À l'occasion d'une tournée en Vendée, le Général de Gaulle, président de la Ve République, rend visite à la ville, le 20 mai 1965.

### Élections municipales de 1977
À La Roche-sur-Yon, où il n’y a pas de section du Mouvement des radicaux de gauche (MRG), les sections du Parti communiste français (PCF) et du Parti socialiste (PS) ont dès 1975 manifesté publiquement leur volonté de mettre en place une liste commune de la gauche pour les élections municipales. Un groupement de militants socialistes autogestionnaires dont fait partie le Parti socialiste unifié (PSU) participe aussi à cette liste commune. Menée par Jacques Auxiette, la liste est composée de 17 candidats présentés par la section du PS, de 10 candidats présentés par la section du PCF et de 6 candidats présentés par les militants socialistes autogestionnaires et le PSU. La liste dirigée par le maire en place depuis novembre 1961, Paul Caillaud, qui regroupe la Fédération nationale des républicains et indépendants (FNRI), le Rassemblement pour la République (RPR) et le centre des démocrates sociaux (CDS) est défaite dès le premier tour face à la liste de la Gauche unie, menée par Jacques Auxiette, qui obtient 51,93 % des voix. Pour la première fois depuis les débuts de la Ve République, la municipalité de La Roche-sur-Yon est détenue par la gauche, alors que la droite reste majoritaire à l’échelle du département de la Vendée.

### Bicentenaire
La ville a fêté tout au long de l'année 2004 le bicentenaire de sa fondation par Napoléon Bonaparte.
Outre les nombreuses manifestations organisées à cette occasion, ont été commandées plusieurs œuvres pour laisser une trace significative de cet événement : une tapisserie monumentale réalisée par Jacques Brachet, une sculpture de Jean-Pierre Viot et une médaille créée par Thérèse Dufresne.
Une fédération des cités napoléoniennes d'Europe a été constituée, parmi lesquelles Ajaccio, Iéna, Pontivy, Pułtusk, Waterloo et La Roche-sur-Yon qui en est cofondatrice.

## Politique et administration

### Rattachements administratifs et électoraux

#### Rattachements administratifs
La ville est le chef-lieu l'arrondissement de La Roche-sur-Yon et du département de la Vendée.
Elle était le chef-lieu de l'unique canton de la Roche-sur-Yon de 1793 à 1973, année où celui-ci est scindé pour former les cantons de (La Roche-sur-Yon-Nord-Nord et La Roche-sur-Yon-Nord-Sud), ce qui s'est traduit par le fractionnement de la commune en parties,. Dans le cadre du redécoupage cantonal de 2014 en France, cette circonscription administrative territoriale a disparu, et le canton n'est plus qu'une circonscription électorale.

#### Rattachements électoraux

Les fractions communales de La Roche-sur-Yon depuis 2015.

Pour les élections départementales, la commune est depuis 2014 est le bureau centralisateur de deux cantons répartis comme représenté sur le schéma à droite : 
- le canton de la Roche-sur-Yon-1, formé de la partie nord de La Roche-sur-Yon et des communes de Dompierre-sur-Yon, de Mouilleron-le-Captif, de Landeronde et de Venansault ;
- le canton de la Roche-sur-Yon-2, formé de la partie sud de La Roche-sur-Yon et des communes d'Aubigny, de La Chaize-le-Vicomte, des Clouzeaux et de Nesmy.

Pour l'élection des députés, elle fait partie de la deuxième circonscription de la Vendée .

### Intercommunalité
La Roche-sur-Yon était le siège de la communauté de communes du Pays-Yonnais, un établissement public de coopération intercommunale (EPCI) à fiscalité propre créé en 1994.
Cette intercommunalité se transforme le 1er janvier 2010 en communauté d'agglomération sous le nom de La Roche-sur-Yon-Agglomération ou « La Roche-Agglo », dont la ville est demeurée le siège.
La Roche-sur-Yon-Agglomération est la structure intercommunale la plus peuplée de Vendée avec 97 028 habitants (recensement de 2018).

### Tendances politiques et résultats
Le maire de la Roche-sur-Yon est Luc Bouard depuis le 4 avril 2014, à la suite de sa victoire aux élections municipales de 2014 face à l'ancien maire Pierre Regnault. C'est la 1re fois depuis 1977 que la droite obtient la mairie de La Roche-sur-Yon.
Lors du second tour des élections municipales de 2020 dans la Vendée, la liste menée par le maire sortant Luc Bouard — d'adord divers droite puis membre d'Horizons — remporte la majorité absolue des suffrages exprimés, avec 52,28 % des voix, devançant celle d'union de la gauche menée par le socialiste Stéphane Ibarra, qui a obtenu 47,72 %, lors d'un scrutin marqué par une abstention s'élevant à 59,21 %,.

### Liste des maires

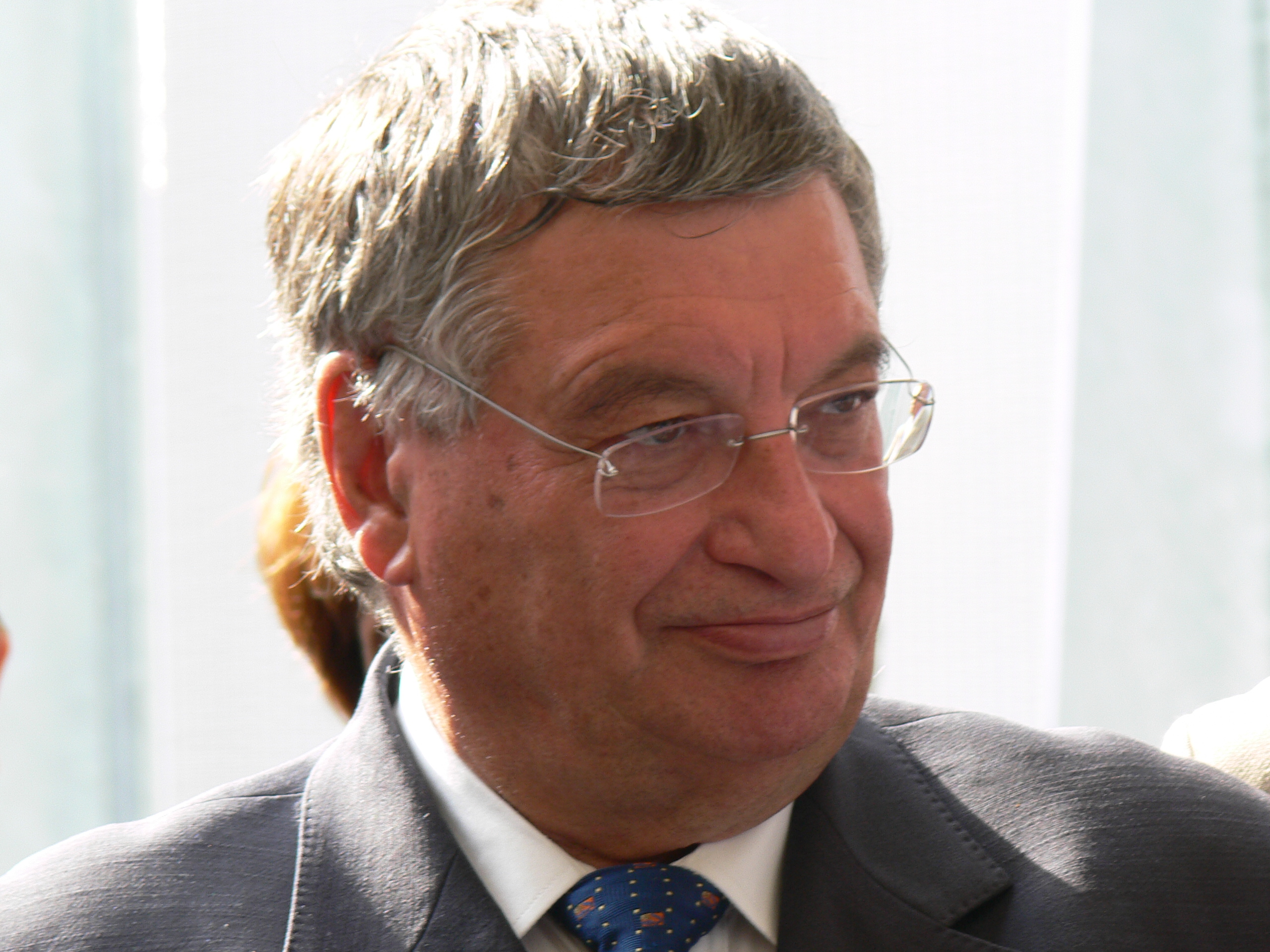
Jacques Auxiette, maire de la Roche-sur-Yon de 1977 à 2004.

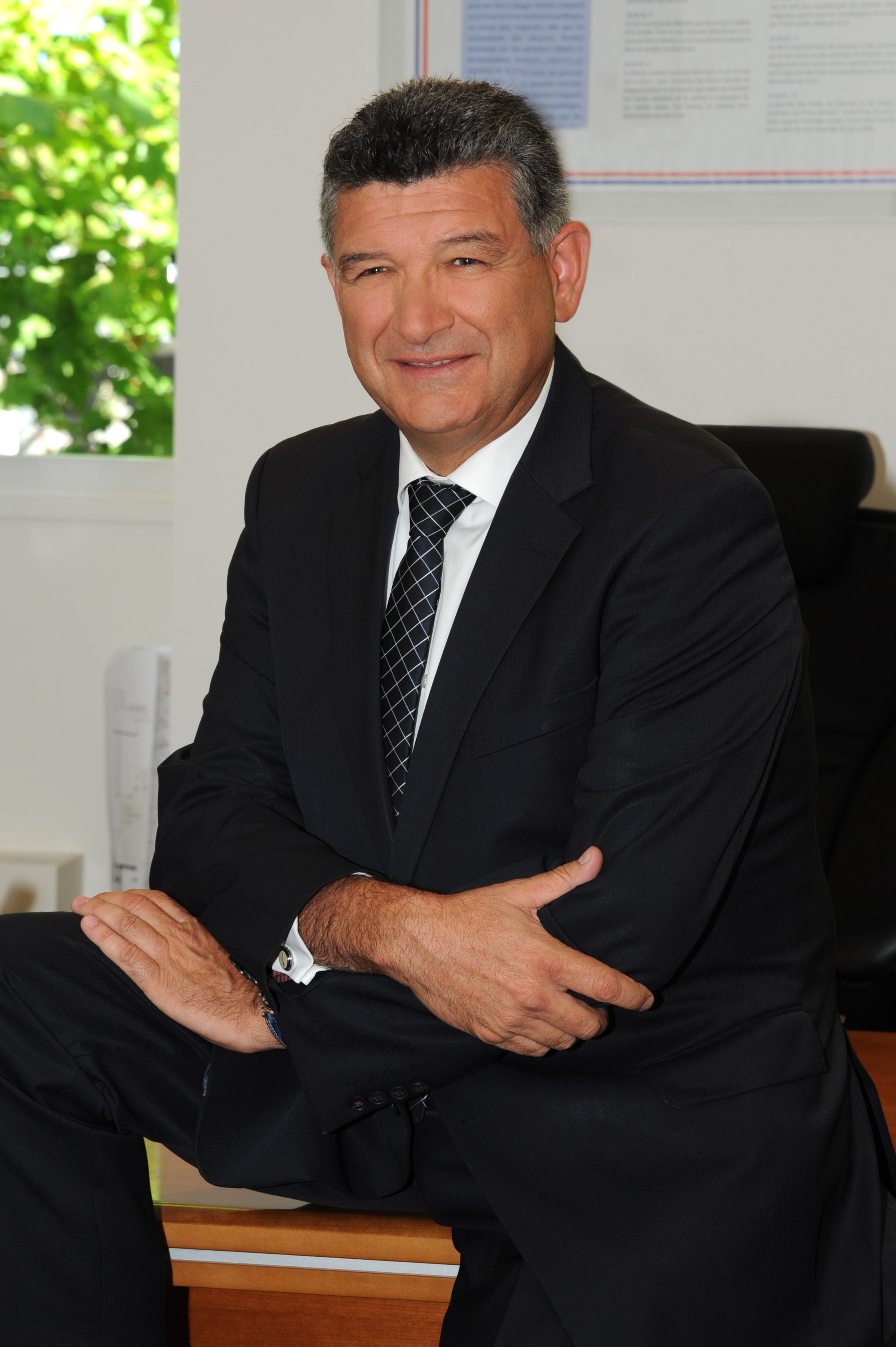
Luc Bouard, maire depuis 2014.

| Période       | Période                      | Identité         | Étiquette                       | Qualité |
| ------------- | ---------------------------- | ---------------- | ------------------------------- | --- |
| mai 1945      | mai 1953                     | Léonce Gluard    | SFIO                            | Contrôleur principal des contributions indirectes Officier des Palmes académiques, chevalier de la Légion d’honneur |
| mai 1953      | mai 1955                     | Léon Tapon       | Rad.                            | Brasseur |
| mai 1955      | juin 1955                    | Léon Giraudeau   | Gauche                          | |
| juin 1955     | mars 1959                    | Camille Simon    | Rad.                            | |
| mars 1959     | novembre 1961                | André Boutelier  | Droite                          | Médecin Décédé en fonction |
| décembre 1961 | mars 1977                    | Paul Caillaud    | RI puis UDF                     | Pharmacien Député de la Vendée (1re circ.) (1967 → 1981) |
| mars 1977     | avril 2004                   | Jacques Auxiette | PS                              | Professeur de mathématiques Conseiller régional des Pays de la Loire (1979 → 1983 puis 1986 → 2015) Président du conseil régional des Pays de la Loire (2004 → 2015) Conseiller général de La-Roche-sur-Yon-Nord (1979 → 1985) Démissionnaire |
| avril 2004    | avril 2014                   | Pierre Regnault  | PS                              | Ingénieur en techniques de promotion sociale, cadre agricole retraité Conseiller général de La Roche-sur-Yon-Nord (1998 → 2015) Président de La Roche-sur-Yon-Agglomération (2010 → 2014)                                                     |
| avril 2014    | En cours (au 3 juillet 2020) | Luc Bouard       | UMP → LR puis DVD puis Horizons | Exploitant agricole et syndicaliste agricole puis agent général d'assurances Président de La Roche-sur-Yon-Agglomération (2014 → ) Réélu pour le mandat 2020-2026                                                                             |

### Politique de développement durable
La ville a engagé une politique de développement durable en lançant une démarche d'Agenda 21 en 2010.
En juillet 2019 le conseil d'agglomération valide le projet de plan climat qui vise à planifier la politique énergétique et climatique de l'agglomération sur une durée de 6 ans.
Le jeudi 9 décembre 2021, la première station à hydrogène vert de Vendée est inaugurée sur l'ancien site Michelin, la première de cette envergure en France.

### Patrimoine végétal
La Roche-sur-Yon peut jouir d'un riche patrimoine végétal, avec 11 sites naturels, 7 vallées et une multitude de parcs et jardins plus ou moins atypiques. La mairie, l'institut universitaire de technologie de La Roche-sur-Yon et la ligue pour la protection des oiseaux (LPO) ont pris l'initiative de rendre disponible l'intégralité des données sur le patrimoine végétal yonnais sur un site internet consacré à la biodiversité.

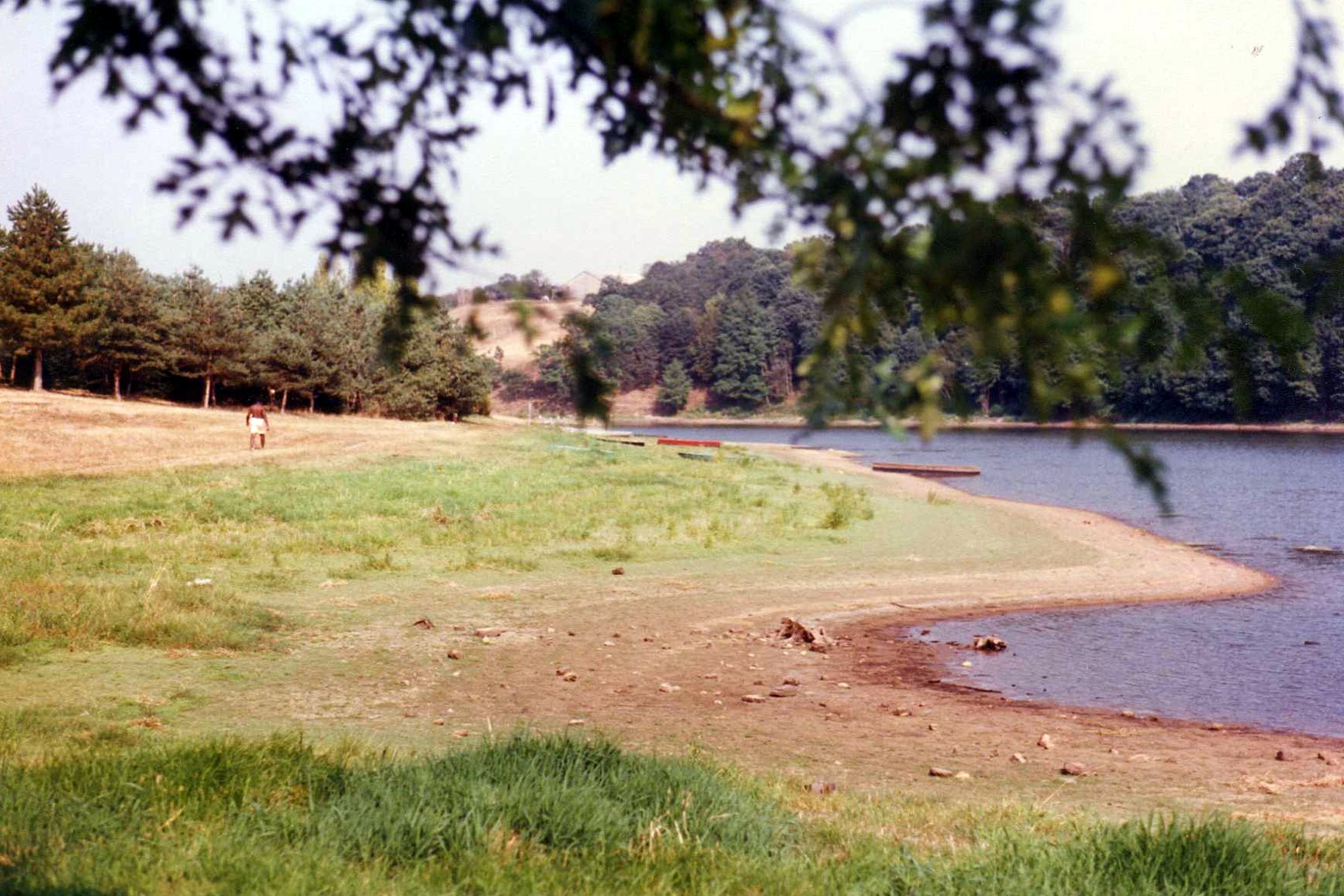
Plan d'eau de Moulin Papon.

Le 17 juin 2017, la ville de La Roche-sur-Yon a inauguré au square Jean-Moulin, dans le quartier des Forges, le premier arbre à tétines de France.

### Distinctions et labels
Depuis 2017, La Roche-sur-Yon est récompensée de quatre fleurs au concours des villes et villages fleuris, et a notamment été distinguée par le « prix régional de l'arbre » des Pays de La Loire en 2010. En avril 2021, elle obtient le trophée « Fleur d'Or » des Villes et Villages Fleuries. La ville de La Roche-sur-Yon a aussi été saluée par la Fédération des villes de France pour avoir été précurseur dans la mise en place d'une gestion différenciée des espaces verts afin de réduire les pesticides.
En novembre 2021, la ville de La Roche-sur-Yon remporte le concours « Capitale française de la biodiversité », ce concours valorise les meilleures actions réalisées par les communes et intercommunalités françaises en faveur de la biodiversité,.

### Jumelages et pactes d'amitiés
Jumelages
Jumelages et partenariats de La Roche-sur-Yon.| Ville | Ville              | Pays | Pays        | Période     |
| ----- | ------------------ | ---- | ----------- | ----------- |
|       | Burg[65]           |      | Allemagne   | depuis 2005 |
|       | Coleraine          |      | Royaume-Uni | depuis 1980 |
|       | Costache Negri[65] |      | Roumanie    | depuis 1989 |
|       | Cáceres[65]        |      | Espagne     | depuis 1982 |
|       | Drummondville[65]  |      | Canada      | depuis 1983 |
|       | Gummersbach[65]    |      | Allemagne   | depuis 1968 |
|       | Makhatchkala       |      | Russie      |             |
|       | Pontivy[65]        |      | France      | depuis 2007 |
|       | Tambacounda[65]    |      | Sénégal     | depuis 1995 |
|       | Tizi Ouzou[65]     |      | Algérie     | depuis 1988 |
|       | Zibo               |      | Chine       |             |
Pactes d'amitiés
- Zibo (Chine) depuis 1991
- Afántou (Grèce) depuis 1994

Projets de développement locaux
- Costache Negri (Galaţi) (Roumanie) depuis 1989
- Tambacounda (Sénégal) depuis 1995
- Al-Yamun (Palestine) depuis 1996
- Saint-Nicolas (Flandre-Orientale) (Belgique) depuis 2003

Depuis octobre 1994, la ville de La Roche-sur-Yon fait partie du réseau REVE (RÉseau Villes Européennes).

## Équipements et services publics

### Enseignement

#### Enseignement primaire

##### Écoles publiques
- École élémentaire Victor-Hugo.
- École maternelle Maria-Montessori.
- Groupe scolaire André-Malraux / Jean-Roy.
- Groupe scolaire l'Angelmière.
- Groupe scolaire des Pyramides.
- Groupe scolaire Pont-Boileau.
- Groupe scolaire Flora-Tristan.
- Groupe scolaire Jean Moulin.
- Groupe scolaire Jean Yolle.
- Groupe scolaire Laënnec.
- Groupe scolaire du Moulin Rouge.
- Groupe scolaire Léonce Gluard.
- Groupe scolaire Marcel Pagnol.
- Groupe scolaire Montjoie.
- Groupe scolaire Rivoli.

##### Écoles privées
- École Jeanne-d'Arc.
- École Notre-Dame.
- École Charles-de-Foucauld.
- École Sainte-Famille / Saint-Louis.
- École Sainte-Thérèse.
- École Saint-André-d'Ornay.

#### Collèges

##### Établissements publics
- Collège Nicolas Haxo.
- Collège Édouard-Herriot.
- Collège des Gondoliers.
- Collège Auguste-et-Jean-Renoir.

##### Établissements privés
- Collège Saint Louis.
- Collège Richelieu.
- Collège du Sacré-Cœur.

#### Lycées

##### Établissements publics
- Lycée polyvalent Rosa-Parks.
- Lycée Jean de Lattre-de-Tassigny.
- Lycée Pierre Mendès-France.
- Lycée professionnel Édouard-Branly.

##### Établissements privés
- Lycée Saint-François-d'Assise.
- Lycée et campus Notre-Dame-du-Roc.
- École technique Epsilon.
- Lycée professionnel des Établières.

#### Enseignement supérieur

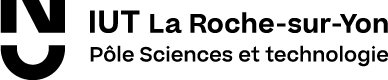
Logo de l'institut universitaire de technologie de La Roche-sur-Yon.

La Roche-sur-Yon est le siège de plusieurs établissements d’enseignement supérieur, établis pour la plupart d'entre eux sur le campus de la Courtaisière :
- l'université de Nantes sur le campus de La Roche-sur-Yon (quartier de La Courtaisière au nord de La Roche-sur-Yon) est composée de :
  - l'IUT de La Roche-sur-Yon, institut universitaire de technologie avec ses 4 départements : génie biologique, réseaux et télécommunications, information et communication et gestion des entreprises et des administrations,
  - la faculté de droit et des sciences politiques,
  - la faculté de langues et cultures étrangères,
  - l'Inspé (formation des professeurs des écoles),
  - le campus Courtaisière de Polytech Nantes, école d'ingénieurs ;
- l'Institut catholique de Vendée (ICES) qui s’articule autour de quatre facultés d'enseignement universitaire : droit et économie-gestion, science politique et histoire, lettres et langues, sciences. Les formations proposées dans ces facultés (licence, double-licence et master) permettent d’obtenir les diplômes universitaires d'État dans le cadre de la réforme réforme licence-master-doctorat ;
- l'école de gestion et de commerce (EGC) ;
- l'institut de formation aux professionnels de santé (IFPS), qui est une école d’infirmières, d’aides soignantes, et d’ambulanciers (depuis 2010) ;
- l'institut catholique d'arts et métiers (Icam), qui est une école d'apprentissage (anciennement IST) et une école d'ingénieurs ;
- Supsocial, école d'assistants de service social, d’éducateurs spécialisés et propose aussi une préparation aux concours d'entrée.

### Santé
La Roche-sur-Yon dispose de trois établissements de santé :
- le centre hospitalier départemental, situé aux Oudairies[67] ;
- la clinique privée Saint-Charles, située dans le quartier du Bourg-sous-La Roche[68] ;
- le centre hospitalier Georges-Mazurelle (établissement public de santé mentale), situé dans le quartier de la Vallée Verte, au sud de la ville.

## Population et société

### Démographie

#### Évolution démographique
L'évolution du nombre d'habitants est connue à travers les recensements de la population effectués dans la commune depuis 1800. Pour les communes de plus de 10 000 habitants les recensements ont lieu chaque année à la suite d'une enquête par sondage auprès d'un échantillon d'adresses représentant 8 % de leurs logements, contrairement aux autres communes qui ont un recensement réel tous les cinq ans,.

En 2022, la commune comptait 54 699 habitants, en évolution de +1,78 % par rapport à 2016 (Vendée : +5,33 %, France hors Mayotte : +2,11 %).
| 1800  | 1806 | 1821  | 1831  | 1836  | 1841  | 1846  | 1851  | 1856  |
| ----- | ---- | ----- | ----- | ----- | ----- | ----- | ----- | ----- |
| 1 015 | 857  | 2 792 | 3 904 | 5 257 | 5 164 | 6 909 | 7 498 | 8 178 |

| 1861  | 1866  | 1872  | 1876  | 1881   | 1886   | 1891   | 1896   | 1901   |
| ----- | ----- | ----- | ----- | ------ | ------ | ------ | ------ | ------ |
| 8 298 | 8 710 | 8 841 | 9 755 | 10 634 | 11 773 | 12 215 | 12 710 | 13 629 |

| 1906   | 1911   | 1921   | 1926   | 1931   | 1936   | 1946   | 1954   | 1962   |
| ------ | ------ | ------ | ------ | ------ | ------ | ------ | ------ | ------ |
| 13 685 | 14 885 | 13 629 | 14 538 | 15 247 | 16 073 | 18 107 | 19 576 | 24 019 |

| 1968   | 1975   | 1982   | 1990   | 1999   | 2006   | 2011   | 2016   | 2021   |
| ------ | ------ | ------ | ------ | ------ | ------ | ------ | ------ | ------ |
| 36 067 | 44 713 | 45 098 | 45 219 | 49 262 | 50 717 | 52 773 | 53 741 | 54 952 |

| 2022   | - | - | - | - | - | - | - | - |
| ------ | - | - | - | - | - | - | - | - |
| 54 699 | - | - | - | - | - | - | - | - |

En 1964, la commune absorbe Saint-André-d'Ornay et le Bourg-sous-la-Roche.
La nouvelle ville que Napoléon Bonaparte a créée en août 1804 et choisie pour accueillir 15 000 habitants se développe très lentement au XIXe siècle. Ceci est probablement dû au fait que la ville était artificielle et qu'elle n'avait aucun facteur d'attrait. L'arrivée du chemin de fer sous le Second Empire, en 1866, a permis une croissance plus rapide. En effet, la ville se trouve au croisement des voies Paris - Les Sables-d'Olonne et Nantes - Bordeaux.
Ce n'est que sous la Troisième République (1870) que la ville dépasse les 10 000 habitants.
La croissance démographique devient forte à la fin du XXe siècle, surtout après la fusion avec Saint-André-d'Ornay et le Bourg-sous-la-Roche en 1964, deux communes rurales qui apportèrent de l'espace à la ville pour son développement. Dans les années 1980, la population stagne autour de 45 000 habitants, mais depuis 1990, la population croît à nouveau fortement. En effet, La Roche-sur-Yon a enregistré une augmentation de 9 % de sa population entre 1990 et 1999, ce qui en fait la seconde des Pays de la Loire en matière de croissance démographique, juste après Nantes. La Roche-sur-Yon compte 89 000 habitants dans l'agglomération et 118 000 habitants dans l'aire urbaine.

#### Pyramide des âges
La population de la commune est relativement jeune.
En 2018, le taux de personnes d'un âge inférieur à 30 ans s'élève à 37,7 %, soit au-dessus de la moyenne départementale (31,6 %). À l'inverse, le taux de personnes d'âge supérieur à 60 ans est de 26.8% la même année, alors qu'il est de 31,0 % au niveau départemental.
En 2018, la commune comptait 25 660 hommes pour 29 106 femmes, soit un taux de 53,15 % de femmes, supérieur au taux départemental (51,16 %).
Les pyramides des âges de la commune et du département s'établissent comme suit :
| Hommes | Classe d’âge | Femmes |
| ------ | ------------ | ------ |
| 0,6    | 90 ou +      | 1,7    |
| 7,3    | 75-89 ans    | 10,0   |
| 15,5   | 60-74 ans    | 18,2   |
| 19,3   | 45-59 ans    | 19,5   |
| 16,9   | 30-44 ans    | 15,4   |
| 23,2   | 15-29 ans    | 20,9   |
| 17,2   | 0-14 ans     | 14,3   |

| Hommes | Classe d’âge | Femmes |
| ------ | ------------ | ------ |
| 0,8    | 90 ou +      | 2,2    |
| 8,7    | 75-89 ans    | 11,1   |
| 20,3   | 60-74 ans    | 21,3   |
| 20     | 45-59 ans    | 19,4   |
| 17,5   | 30-44 ans    | 16,8   |
| 15     | 15-29 ans    | 13,2   |
| 17,7   | 0-14 ans     | 16,1   |

### Sports et loisirs
La Roche-sur-Yon s'appuie sur l'engagement des clubs et des sportifs sur le terrain et sur un maillage d'équipements forts, pour favoriser l'accompagnement à la pratique sportive dès le plus jeune âge.
Parmi les actions de soutien à la pratique sportive, la Ville a créé en 2018 un Office des sports yonnais et ce, afin de favoriser la concertation entre les différentes associations, permettre la mutualisation des moyens et faciliter le recrutement de bénévoles.
La ville compte des complexes sportifs dont un ensemble sportif sur le site des « Terres Noires » qui comprend entre autres un hippodrome, un centre équestre, des courts de tennis. La ville abrite également une patinoire et un complexe aquatique « Le Cap »,.

### Équipements culturels
La Roche-sur-Yon dispose :

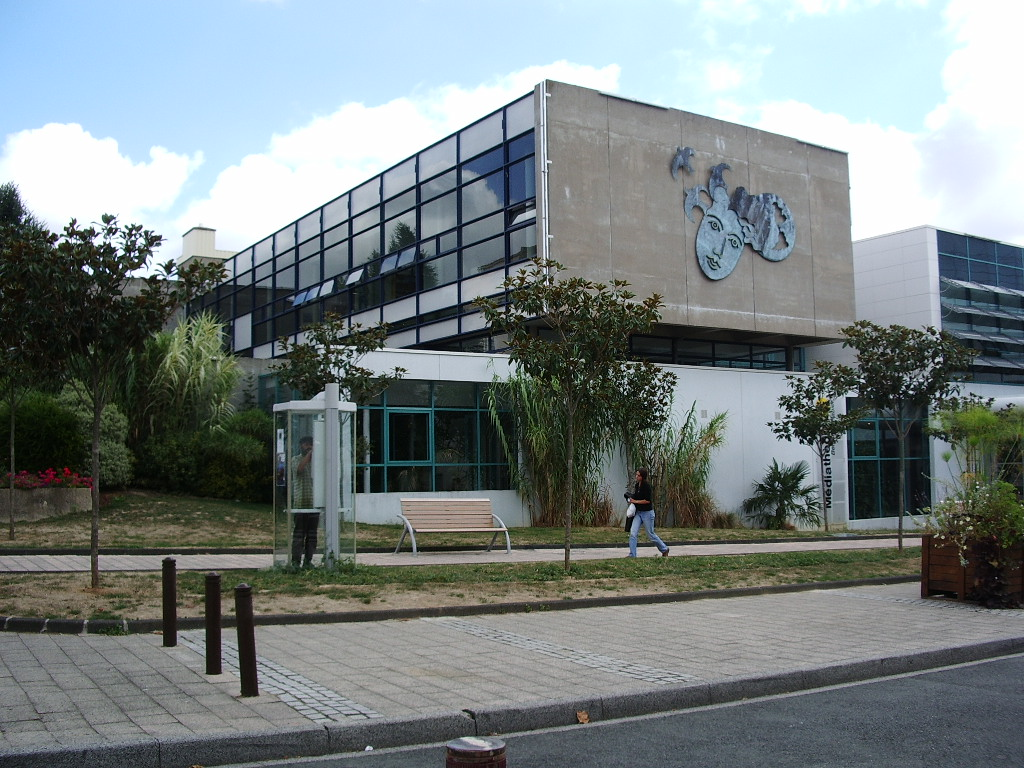
La médiathèque Benjamin-Rabier.

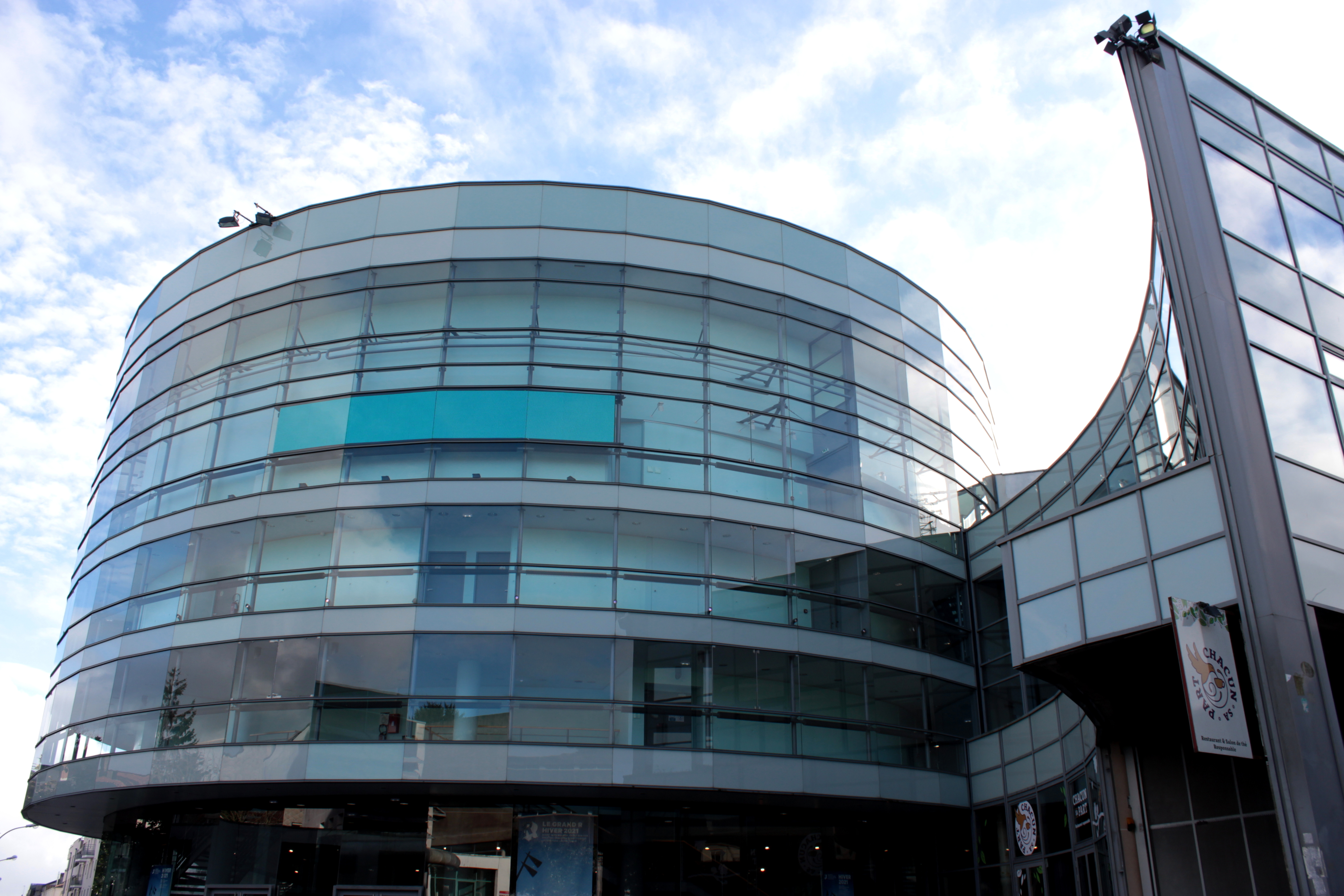
La scène nationale Le Grand R.

- d'un réseau de quatre médiathèques (médiathèque Benjamin-Rabier, médiathèque Léopold-Sédar-Senghor, médiathèque Félix-Leclerc, médiathèque du Bourg-sous-la-Roche)[77] ;
- d'une scène nationale, « Le Grand R » ;
- d'une scène de musiques actuelles, « Le Fuzz'Yon » remplacé par « le Quai M »[78] en septembre 2022 ;
- de nombreux lieux d'expositions («Espace Cormier», « Espace Waldeck-Rousseau », «Espace François-Mitterrand », « Espace Robert-Pineau », « MYM (Musée yonnais municipal) », « Hôtel du département », « Espace régional des Pays de La Loire », « Maison Renaissance », « Logis de Mirville », « Galerie Promenarts », « La Gaterie », « Original galerie », etc.) ;
- de deux cinémas (« Le cinéville » et « Le Concorde ») ;
- d'un conservatoire de musique de danse et d'art dramatique ;
- de nombreux espaces de spectacles : « Le Manège », « Le théâtre municipal »( plafond peint par Georges Levreau), « Le Jardin de la mairie » ; une salle de musiques « Quai M », « Le Jardin des Compagnons », « Les Oudairies », etc.
- de nombreuses compagnies de théâtre (« Compagnie pirate », « Le menteur volontaire », « Grizzly Philibert Tambour », etc.) ;
- d'une compagnie de cirque : La Compagnie Croche ;
- de nombreux festivals toute l'année : le Festival international du film de La Roche-sur-Yon anciennement « En route vers le monde » se déroule chaque année en octobre, depuis 2002 ; Le Festival Voisinages, spectacles variés en tout genre qui se déroulent dans la salle de spectacle le Manège, Scène nationale du Grand R, Le Festival « Les F'estivales »… ;
- de la première « copy-party » légale en bibliothèque[79], visant à sensibiliser les utilisateurs aux questions de la copie privée s'est tenue à la bibliothèque universitaire du pôle universitaire yonnais le 7 mars 2012[80].
- Le Cyel (Centre yonnais d'expression libre) inauguré le 13 janvier 2017 regroupe le Conservatoire, l'École d'art et une salle d'exposition du musée.

### Cultes

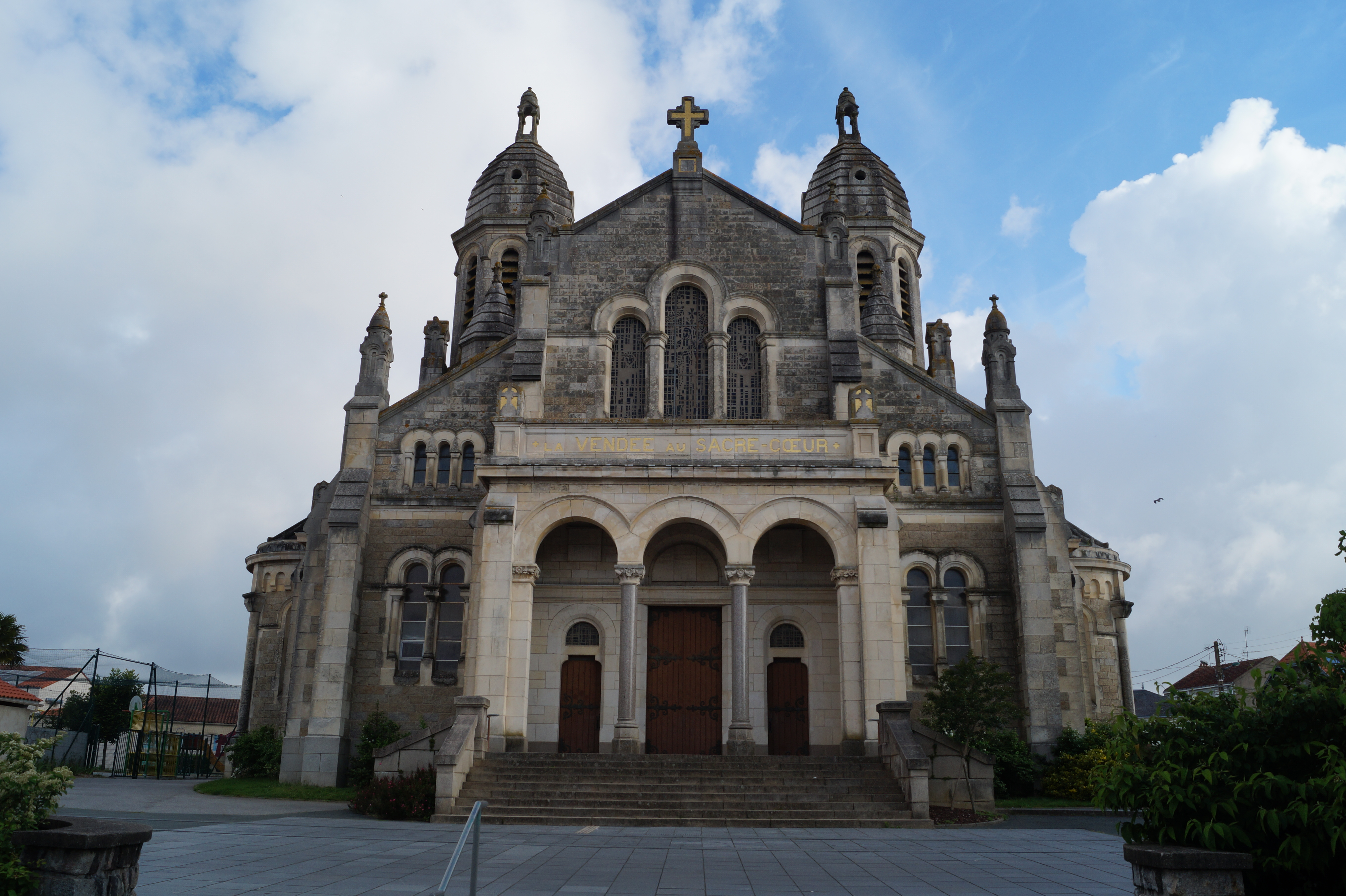
L'église du Sacré-Cœur.

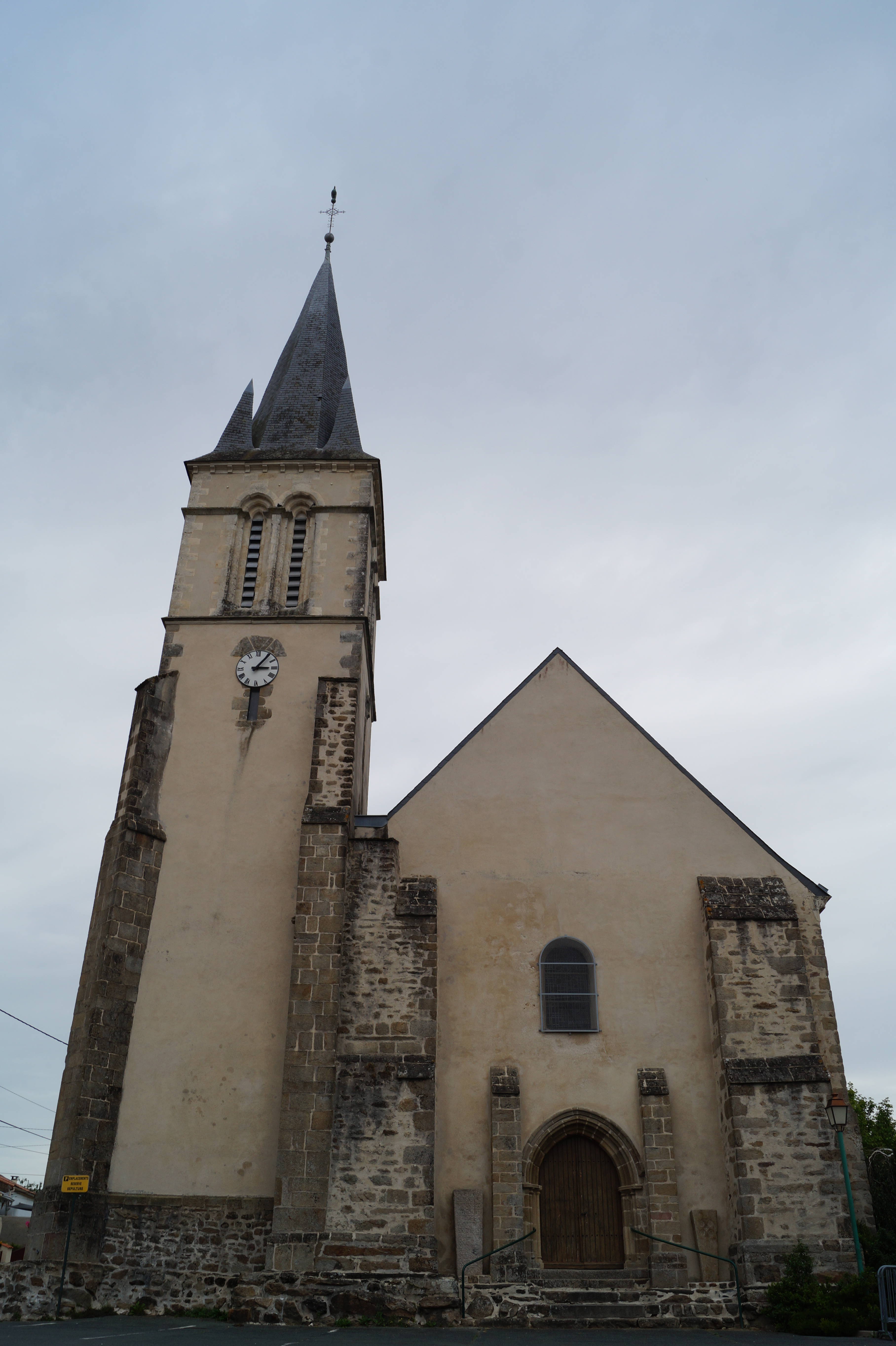
L'église Saint-Pierre dans le quartier du Bourg-sous-la Roche.

#### Catholiques
- Église Saint-Louis, place Napoléon
- Église du Sacré-Cœur, rue Louis Blériot
- L'église Notre-Dame, rue Lazare-Carnot ;
- L'église Sainte-Bernadette, boulevard Édouard-Branly (Les Forges) ;
- L'église Sainte-Thérèse, place Renoir (quartier la Liberté) ;
- L'église Saint-André, rue Roger-Salengro (Saint-André d'Ornay) ;
- L'église Saint-Hilaire, boulevard d'Austerlitz (quartier des Pyramides) ;
- L'église Saint-Pierre, rue Abbé-Martineau (Le Bourg-sous-la Roche) ;
- La chapelle Saint-Michel, impasse Ampère ;
- La chapelle de la maison de retraite, entrée rond-point du Docteur-Larrey ;
- La chapelle de la Miséricorde du foyer Sainte-Thérèse, rue Luneau ;
- La chapelle du monastère de la Visitation, rue Abbé-Pierre-Arnaud ;

#### Protestants
- La chapelle des Oblats de Saint-Vincent-de-Paul, rue du Maréchal-Juin ;
- Le temple protestant réformé, rue Chanzy ;
- L'église évangélique, rue Henri Aucher ;
- L'assemblée la Bonne Nouvelle, rue Cacères ;

#### Autre église chrétienne
- La salle du royaume des témoins de Jéhovah, rue Philippe Lebon.

#### Musulmans
- La Grande Mosquée, rue Pierre Bacqua.
- Association culturelle des musulmans de Vendée
- Association Vendée-Maghreb

## Économie
Cette ville nouvelle, située en plein centre d'un département rural mais dynamique avec des entreprises renommées (Bénéteau, Cougnaud, Akena , etc.), dispose désormais de parcs d'activités très importants. Ces derniers accueillent notamment les entreprises Rideau (vérandas) ou encore Accompanéo (transporteurs de personnels). D'autres grandes usines sont présentes notamment dans le domaine électrique et électronique. L'usine de fabrication de pneumatiques Michelin, en place depuis 1972, a définitivement arrêté la production de pneus en avril 2020.
L'agglomération est desservie par l'aérodrome de La Roche-sur-Yon - Les Ajoncs.
La majeure partie des emplois proviennent du secteur tertiaire, très développé, qui fait de La Roche-sur-Yon une ville de services (santé, conseils, banque, commerces , etc.).

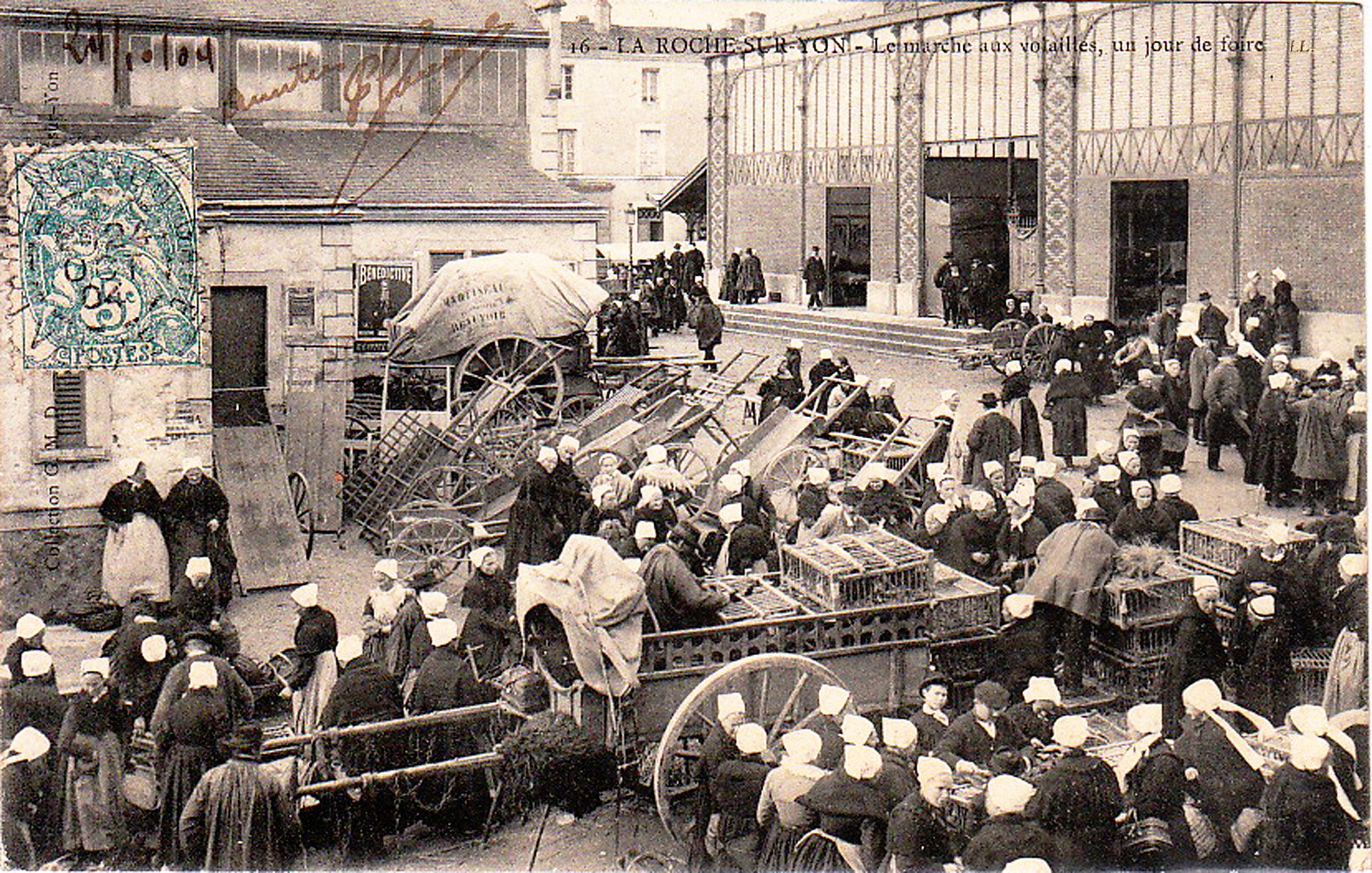
Marché aux volailles sur la place du marché avec les anciennes halles de l'ingénieur Michelin détruites en 1976.

Répartition des actifs (en 1999, d'après l'Insee) :
- primaire : 0,9 % ;
- secondaire (industrie + bâtiment) : 19,2 % ;
- tertiaire (commerces + services) : 79,9 % ;
- chômage : environ 5 % en 2022[82].

La Roche-sur-Yon est le siège de la chambre de commerce et d'industrie de la Vendée qui gère les ports de pêche et plaisance des Sables-d’Olonne, de Saint-Gilles-Croix-de-Vie, de L'Île-d'Yeu, de l’Herbaudière, ainsi que les ports de pêche des Brochets, de l’Epoids, des Champs et le marché de gros de fruits et légumes des Sables-d’Olonne.
La ville accueille diverses boutiques et enseignes au sein de trois grands pôles commerciaux : le premier constitué par le centre-ville (principalement les halles, la place Napoléon et la rue Clemenceau), le second au nord de la ville (Les flâneries) et le troisième au sud (Sud Avenue).

### Médias
Trois médias ayant leurs bureaux à La Roche-sur-Yon diffusent à La Roche-sur-Yon et dans ses environs :
- Maville Solidaire (site d'informations sur internet) ;
- Côté La Roche (groupe Publi-Hebdos) ;
- Le Journal du Pays yonnais (groupe Publi-Hebdos) ;
- Ouest-France La Roche-sur-Yon (groupe Ouest-France).

## Culture locale et patrimoine

### Lieux et monuments

#### La place Napoléon

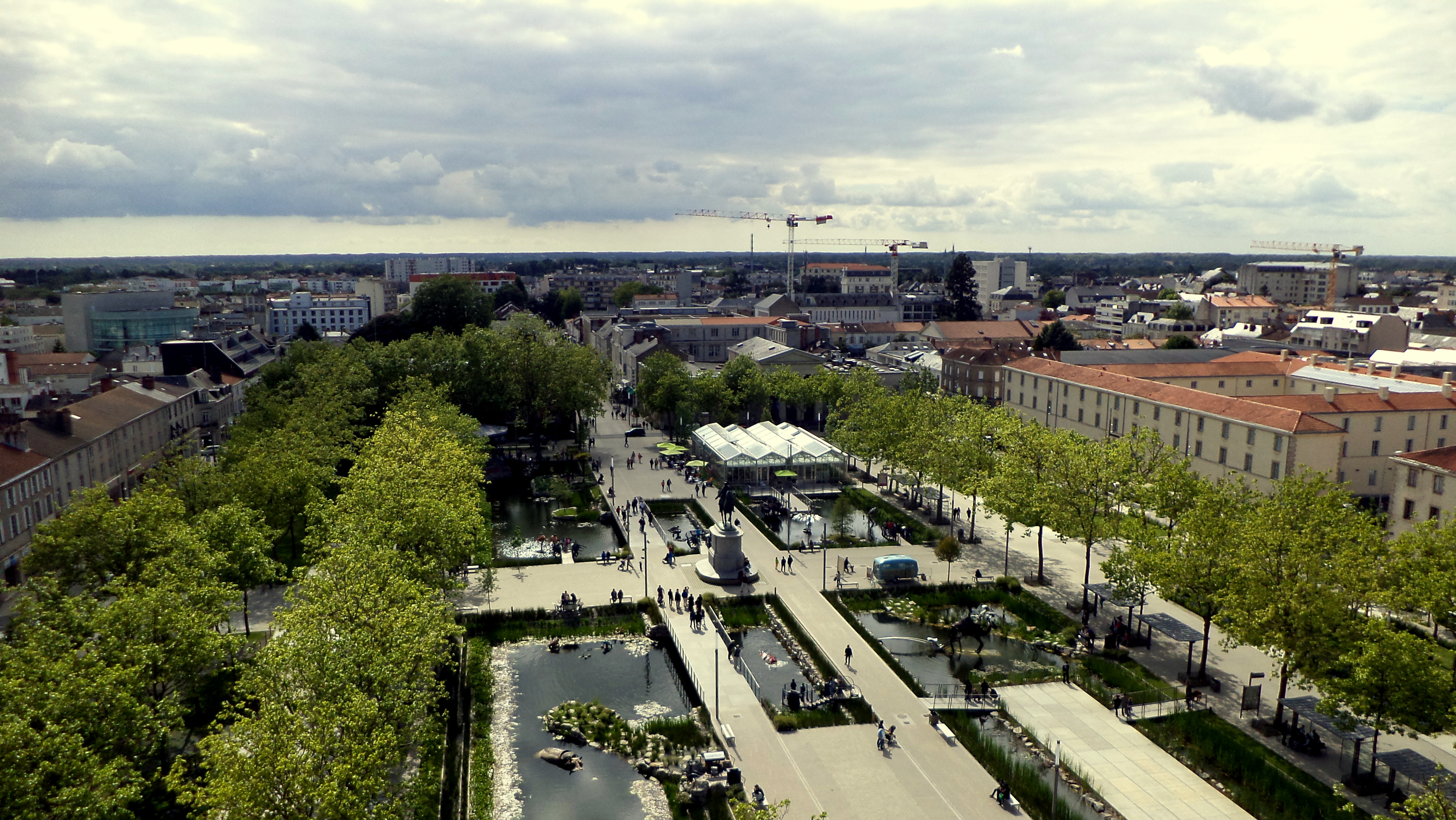
La place Napoléon.

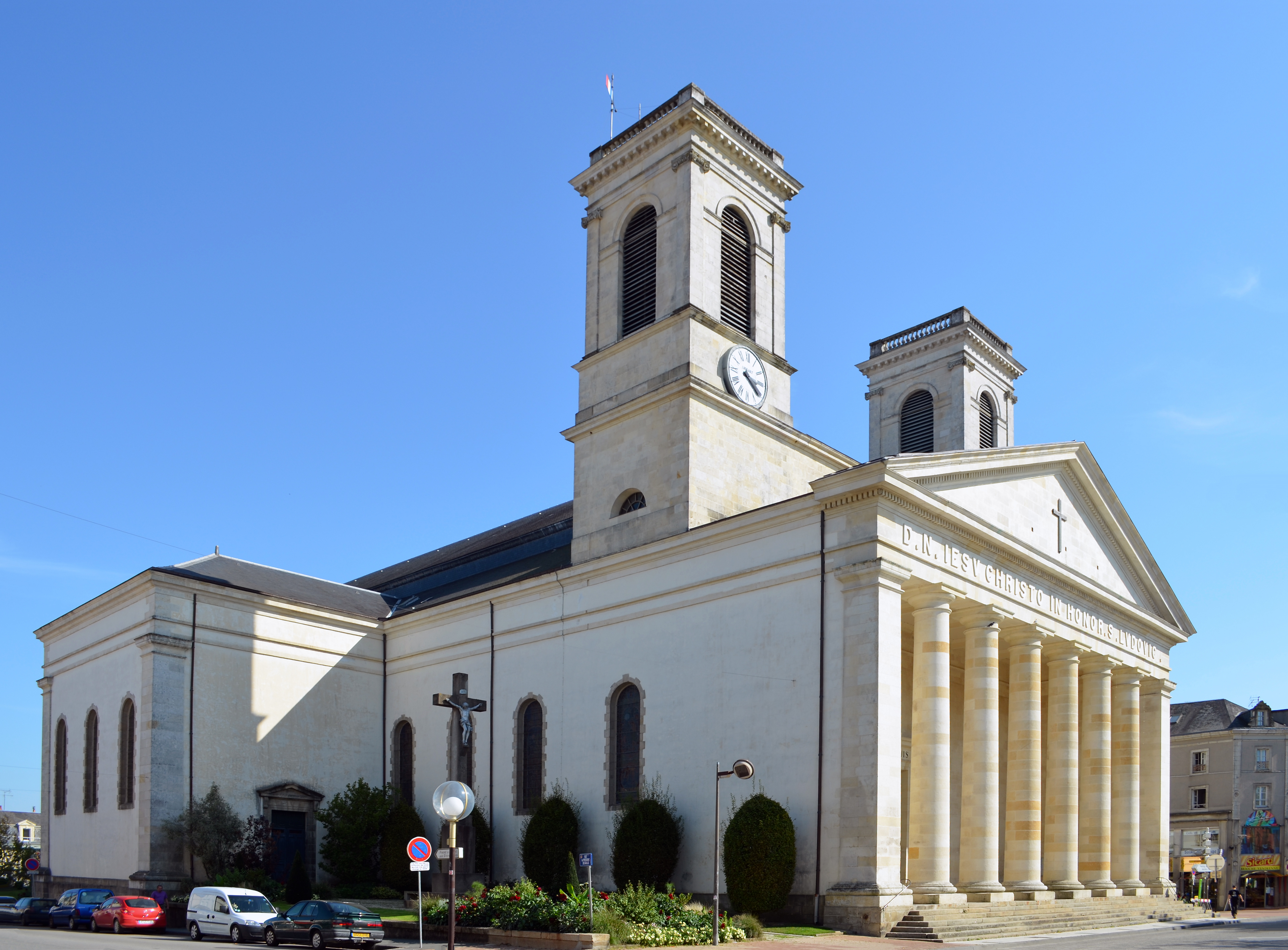
Église Saint Louis.

La place Napoléon est l'une des plus vastes esplanades publiques de France. Elle a pour éléments importants :
- l'église Saint-Louis (1830) ;
- la grande auberge où fut reçu Napoléon le 8 août 1808 ;
- l'hôtel de Ville (1810) ;
- la statue équestre de Napoléon (1854) ;
- l'ancien palais de justice (1815) ;
- le lycée impérial (1815).

En 2012 commencent les travaux de la place Napoléon, de la rue Clemenceau et de la place de la Vendée qui étaient restées pratiquement inchangées depuis les années 1980. Ainsi la proposition du cabinet d'architectes Alexandre Chemetoff et Associés est retenue par la Ville. Les travaux achevés courant 2014 accordent un plus large espace à la végétation et à l'eau. De plus, des animaux mécaniques réalisés par François Delarozière ont été installés dans les bassins d'eau de la place et le public peut interagir avec eux en permanence et gratuitement en fonction des horaires d'ouverture,. Le projet a donné lieu à de nombreuses critiques, principalement à cause de son coût, mais aussi en raison du manque de place de stationnement.
Dans le cadre d'un programme de construction, il a été édifié, sur le site de l'ancien collège Stéphane Piobetta désaffecté, qui donne sur la place, des logements et commerces, un hôtel, un cinéma. Les travaux ont débuté en 2021, pour une livraison début 2024.

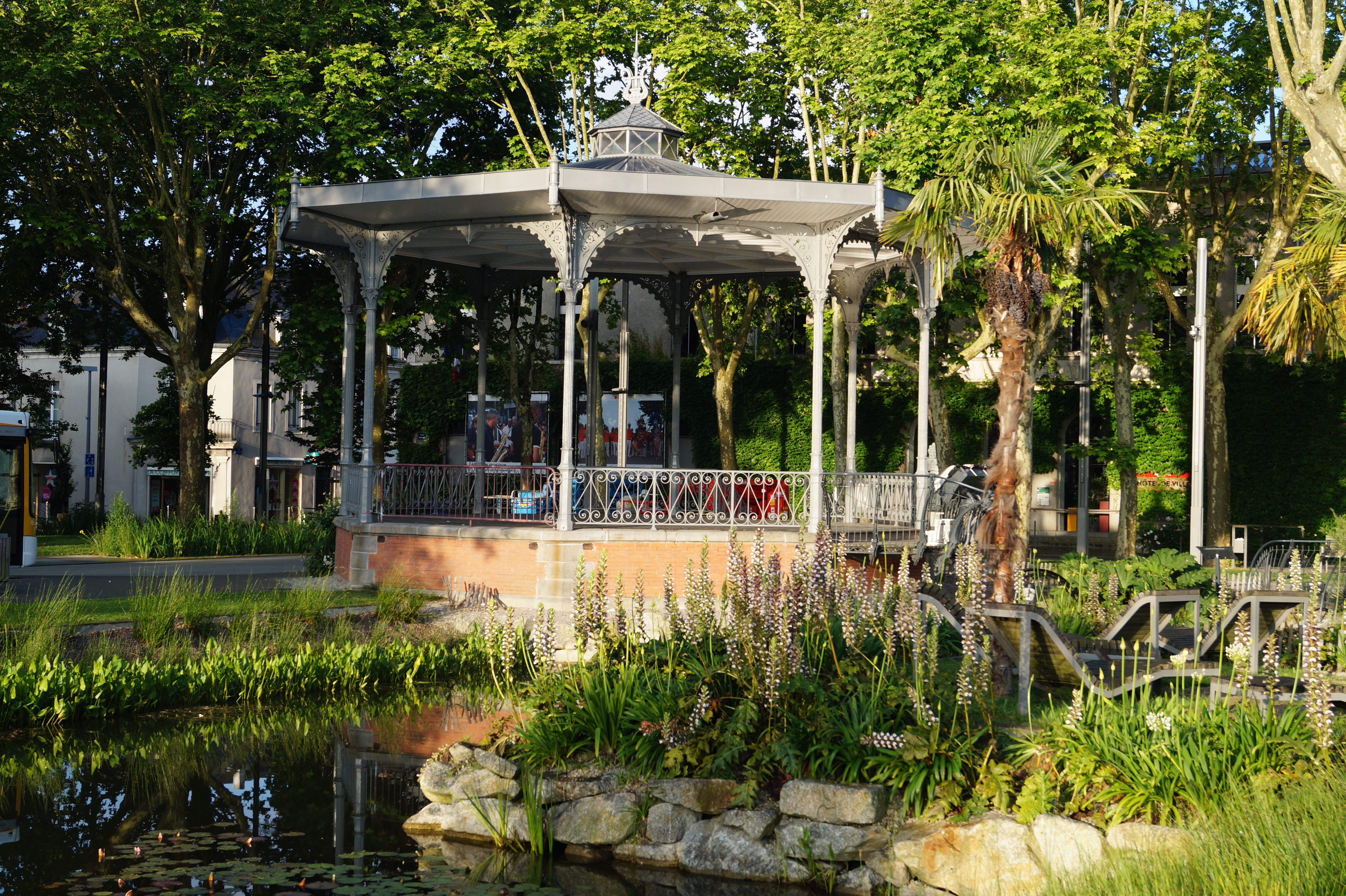
Le kiosque.
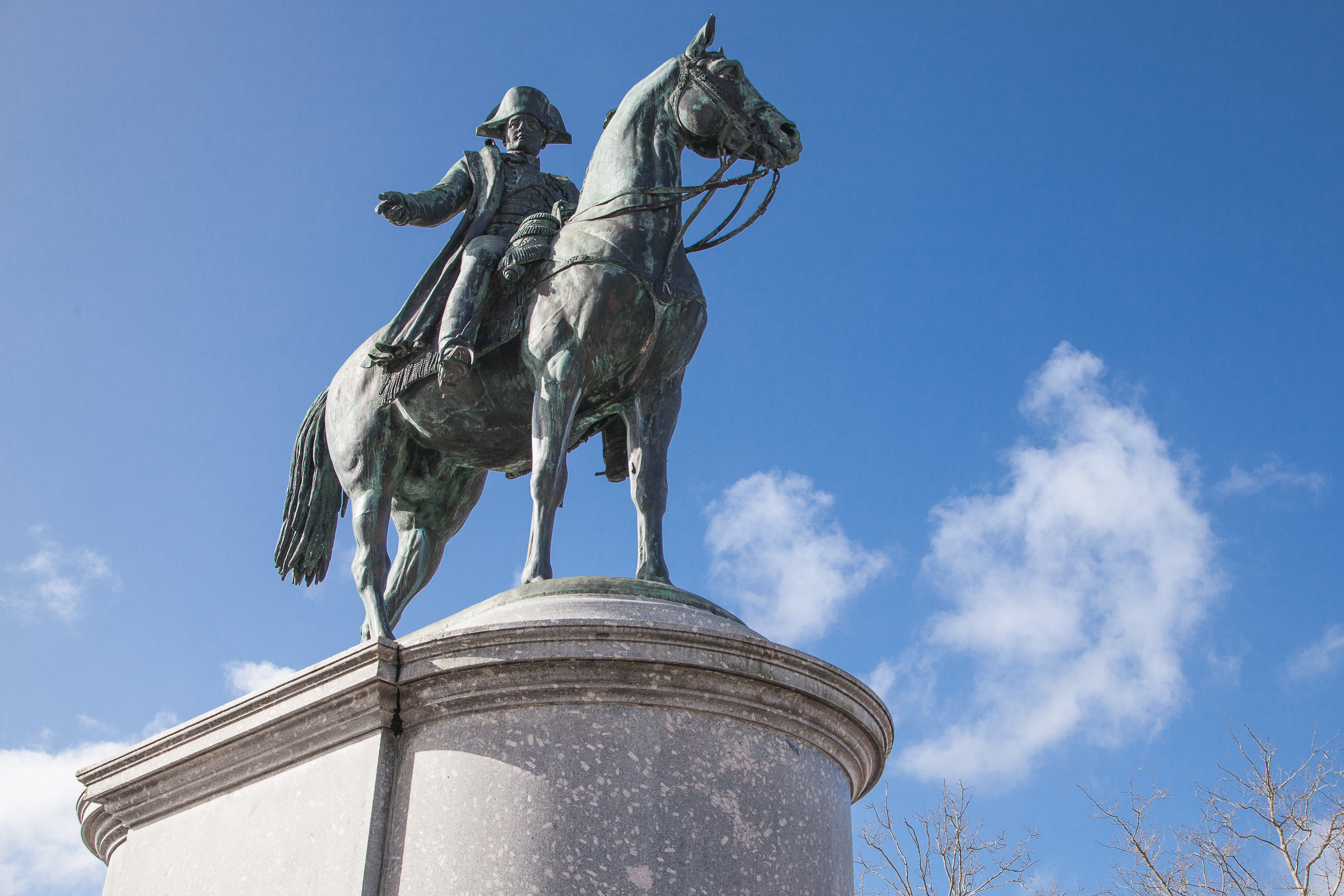
Statue de Napoléon.
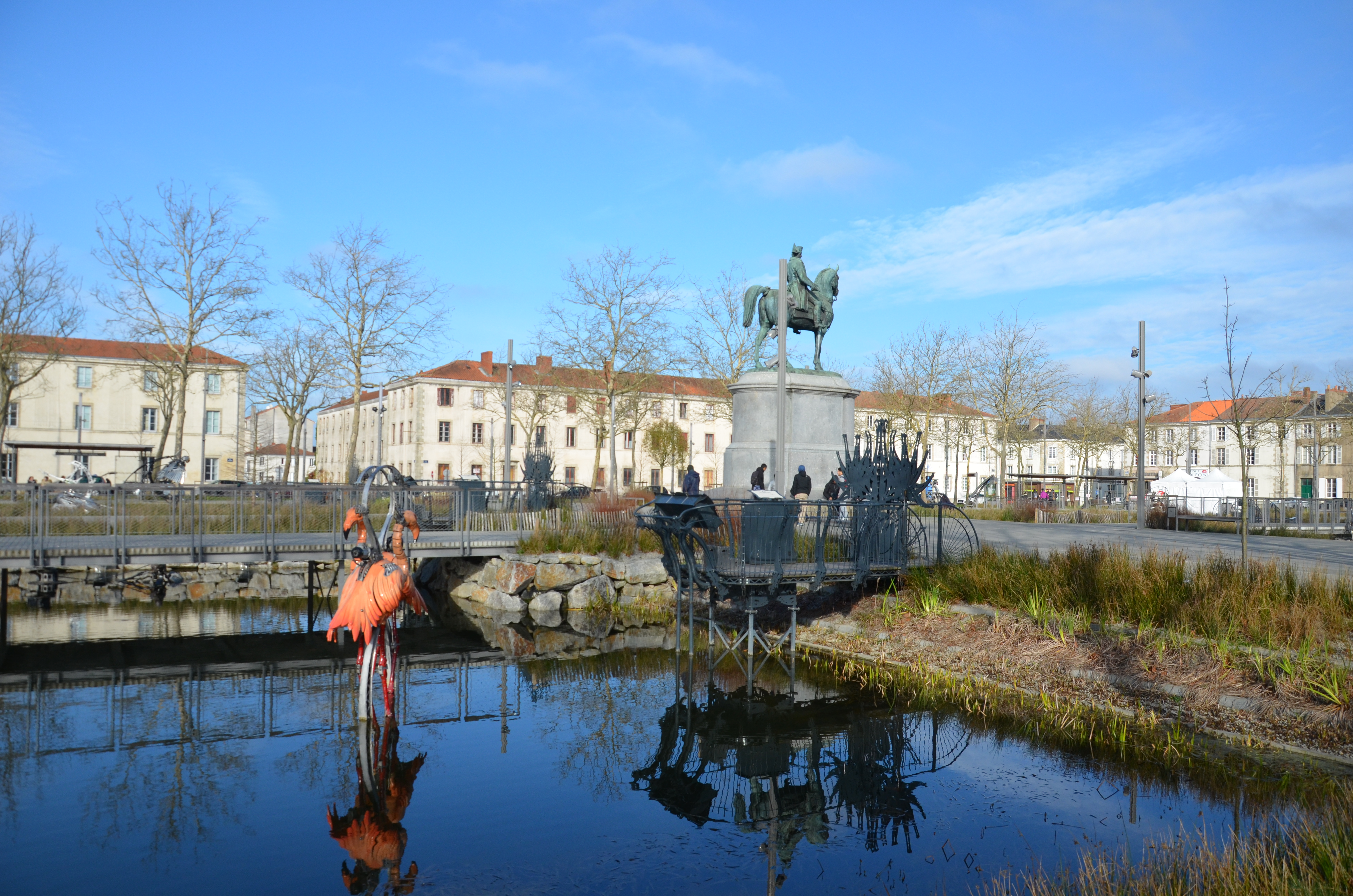
Animaux mécaniques.
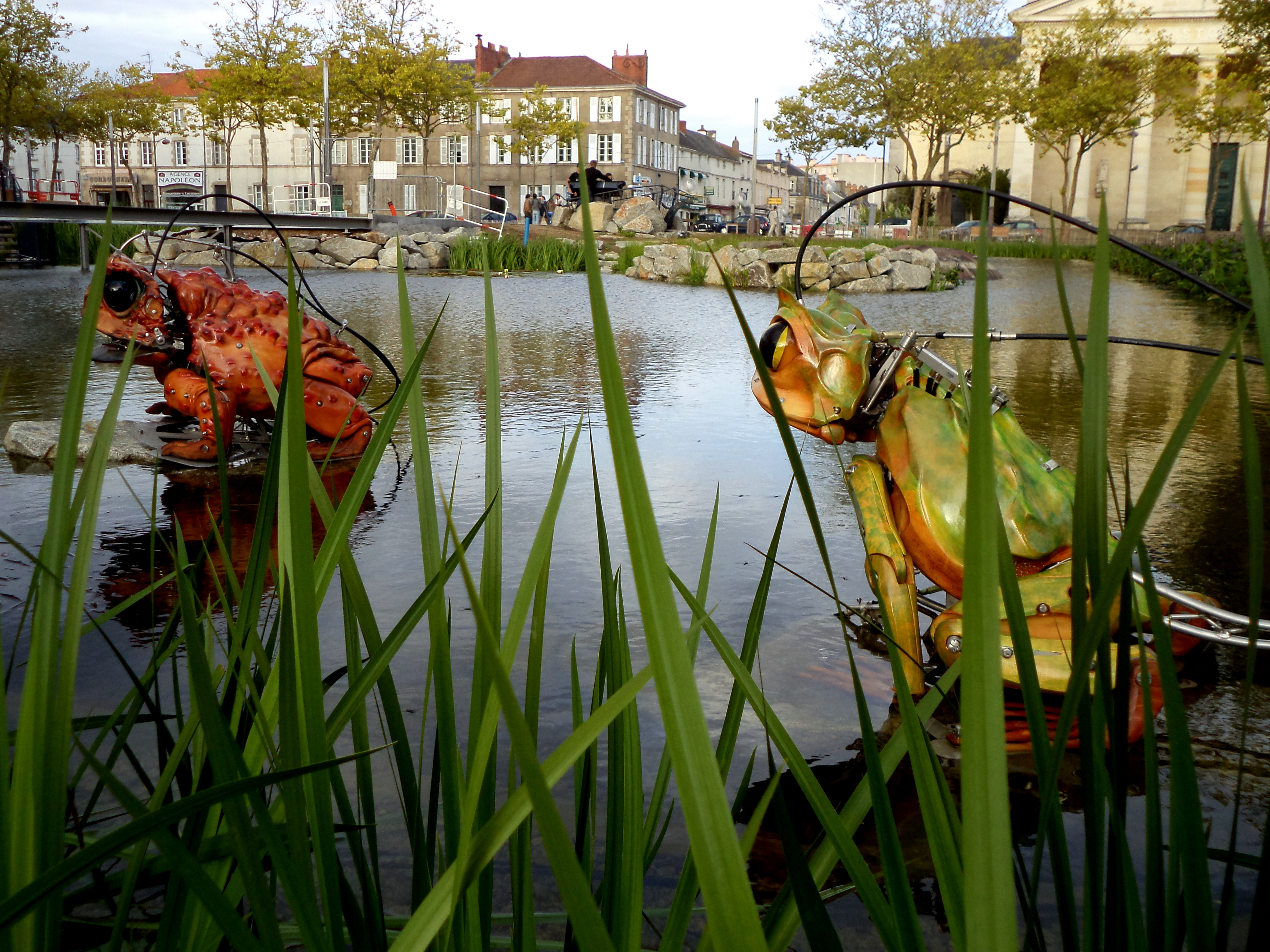
Un bassin.

#### L'église Saint-Louis
Construite en plusieurs étapes faute de crédits, de 1809 à 1829 et de 1850 à 1859, elle est consacrée sous le vocable de Saint-Louis en 1830. L'église Saint-Louis est le plus vaste édifice religieux de la Vendée. Située au cœur du Pentagone, sur la place Napoléon, ce lieu participe au même titre que la mairie, le lycée impérial ou le palais de justice, à cette démarche citoyenne de paix voulue par Napoléon.
Cet édifice construit sous le modèle des basiliques antiques présente une architecture extérieure néo-classique qui est mise en valeur par son retrait de la place Napoléon.
L'intérieur de l'église, largement inspiré de l'église Saint-Philippe-du-Roule de Paris, présente une architecture néo-classique avec un péristyle de colonnes cannelées à chapiteaux corinthiens supportant une voûte en berceau peinte en trompe-l'œil.
L'église Saint-Louis, classée Monument Historique en 1982, constitue un des plus vastes édifices cultuels de Vendée. Elle abrite notamment une Vierge à l'enfant, statue en polychrome du XIVe siècle représentant Notre-Dame de La Roche.
L'église a pour particularité de présenter de nombreux symboles républicains avec : 
- une peinture patriotique de la première guerre mondiale où le Christ est représenté ;
- un drapeau français sur le clocher nord ;
- le Christ représenté en « bleu, blanc, rouge » sur une majorité de vitraux[87].

2029 est l'année du bicentenaire de l'église Saint-Louis, un projet de restauration d'environ sept millions d'euros a été lancé en 2017 par les collectivités territoriales et s'étale sur dix ans,.

L'église Saint-Louis
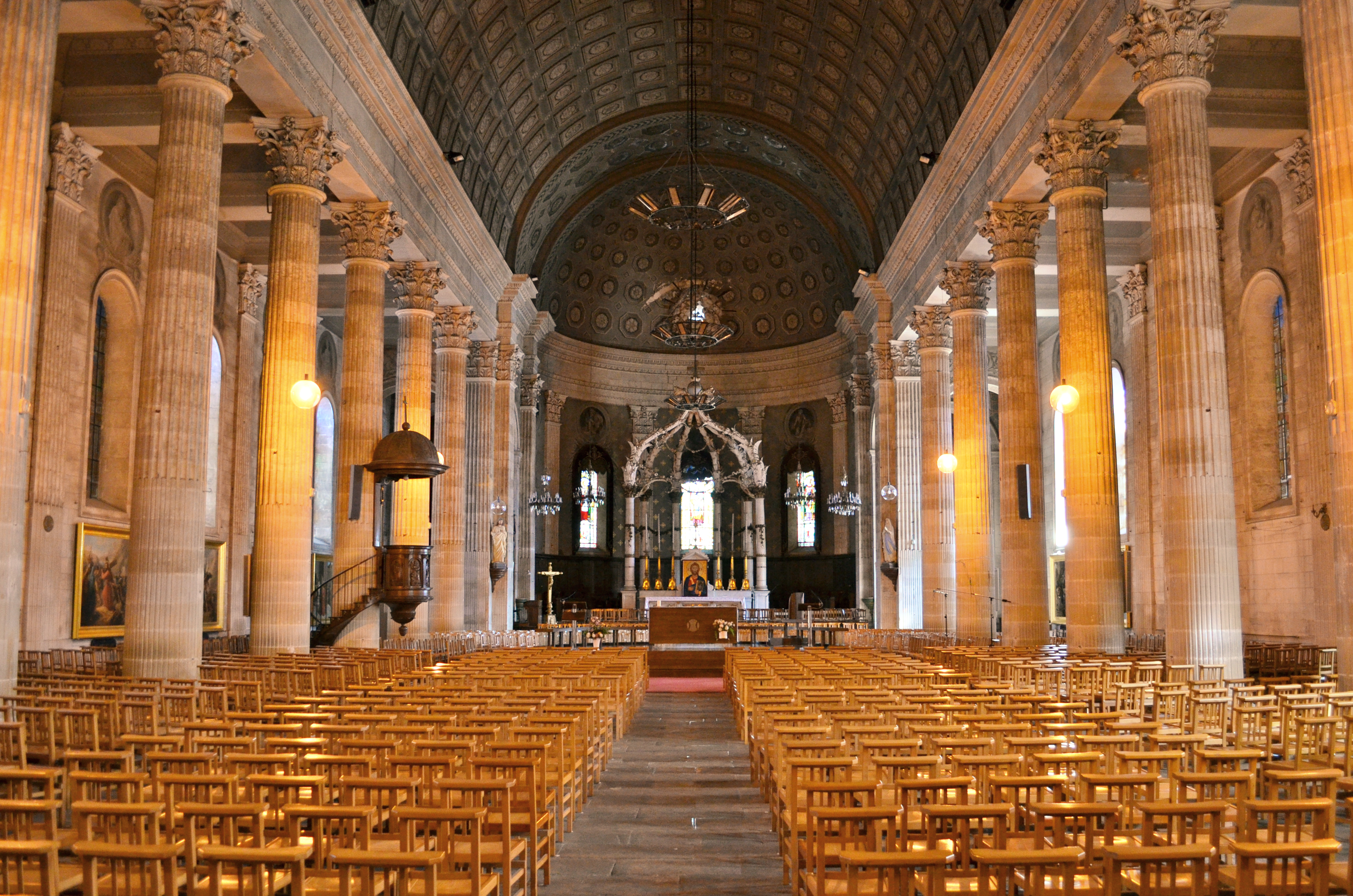
Nef de l'église.
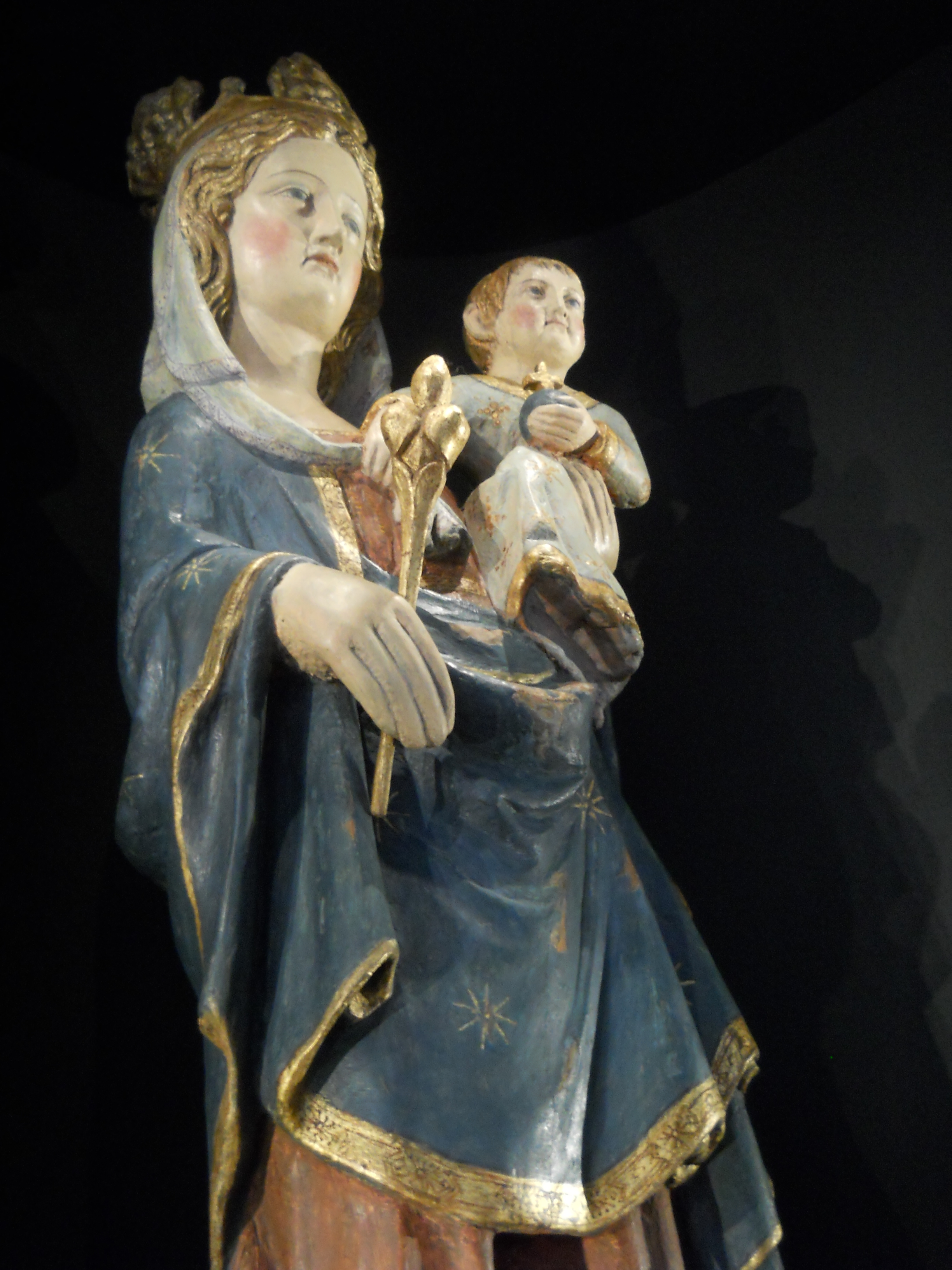
Vierge à l'enfant du XIVe siècle.
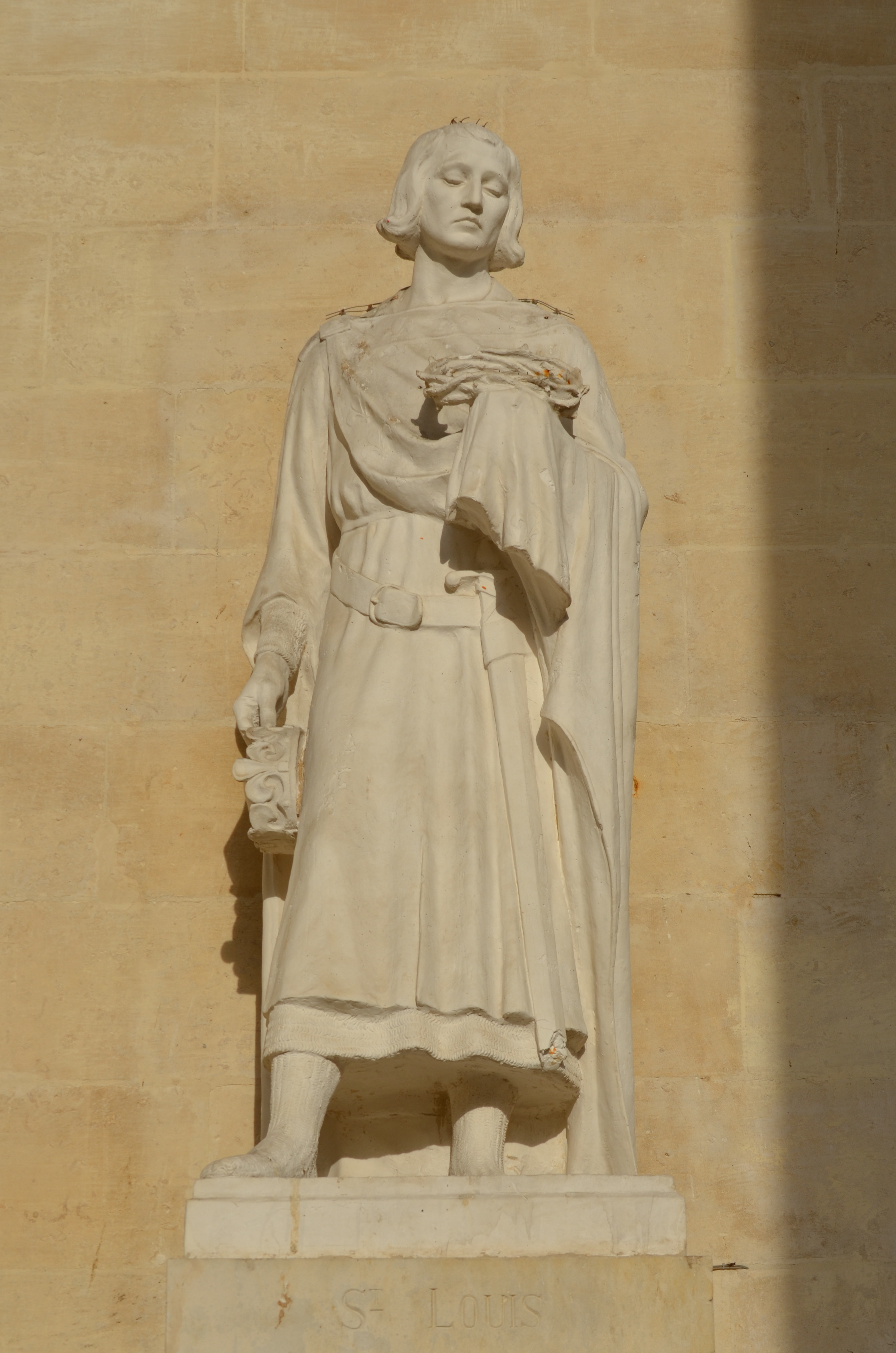
Saint Louis.
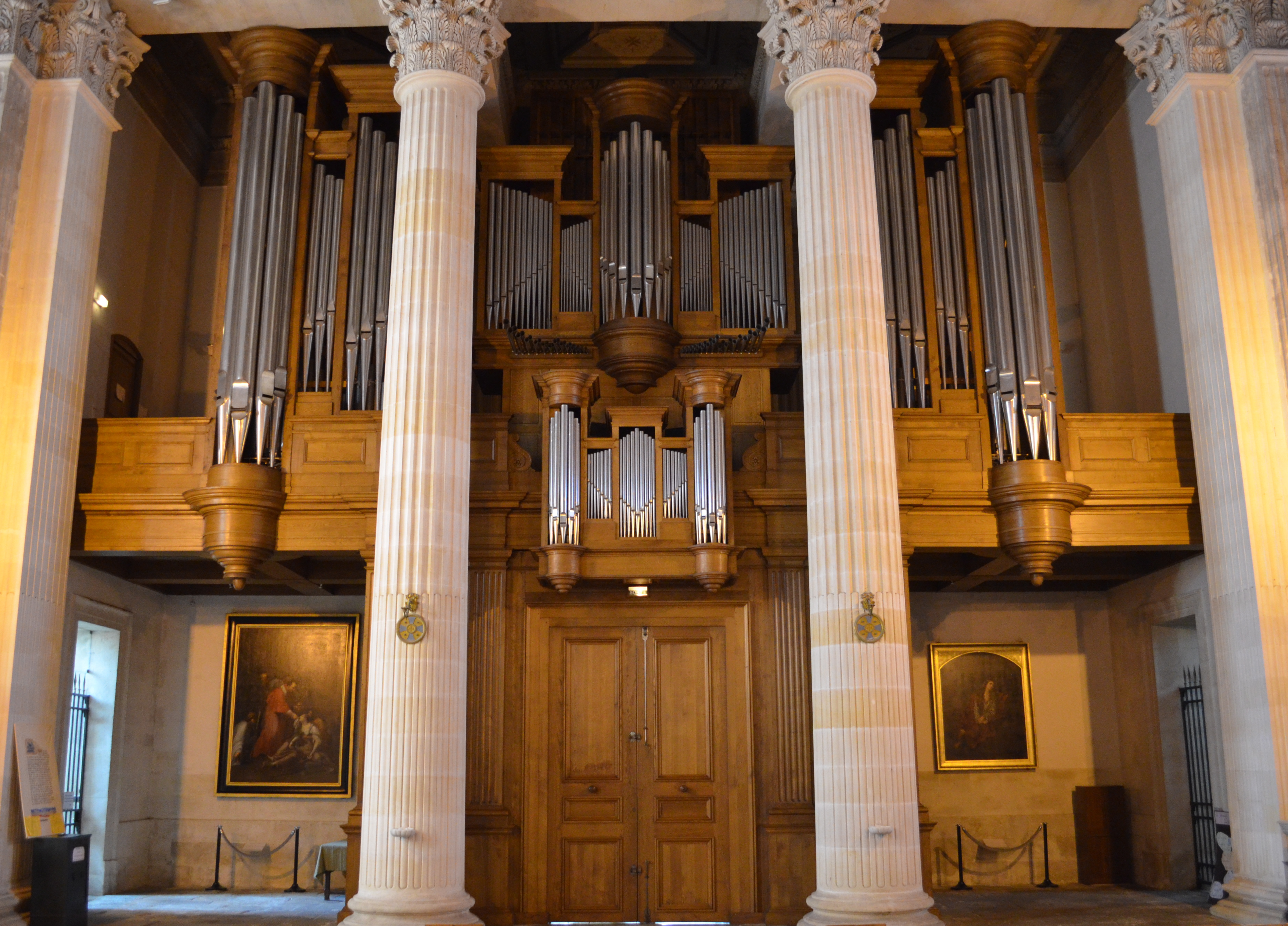
l'orgue Koenig.
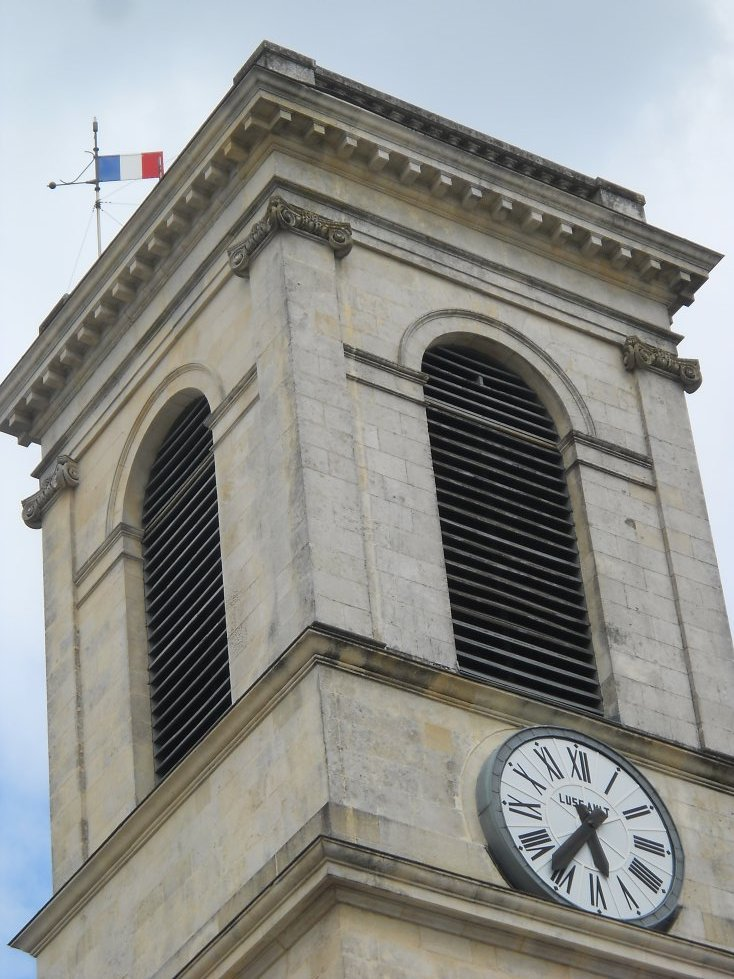
Le clocher nord.

#### Abbaye des Fontenelles

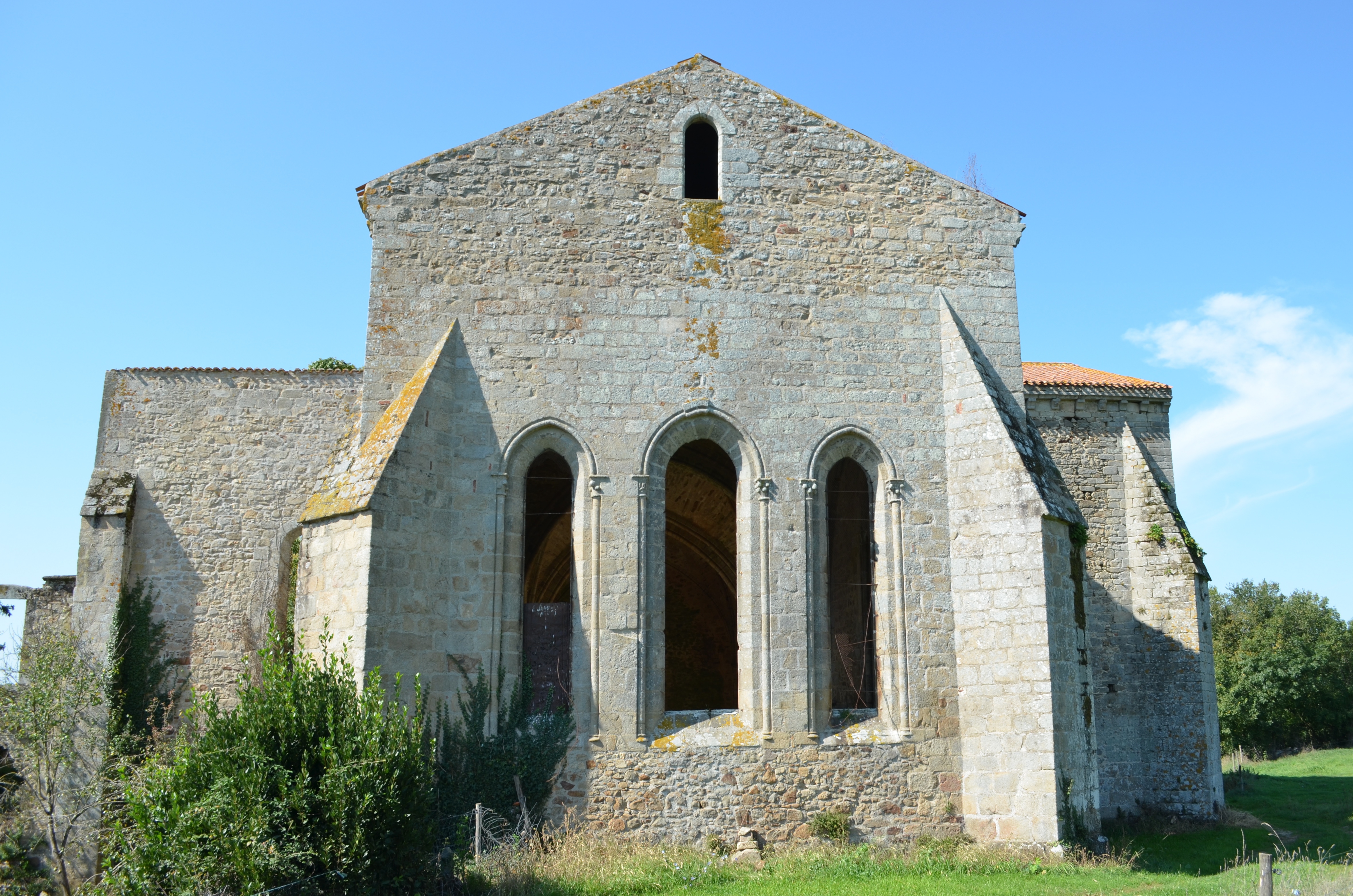
Abbaye des Fontenelles.

L'abbaye des Fontenelles, aux Fontenelles, construite dès 1210 en périphérie de la ville pour les vertus thermales du site. L'abbaye fut fondée en 1210 par Guillaume de Mauléon, seigneur de Talmont, et sa femme Béatrice de Machecoul, dame de La Roche-sur-Yon et de Luçon. Ils firent une donation aux chanoines réguliers de saint Augustin dépendant de l'abbaye Notre-Dame de Chancelade, en Périgord, afin qu'ils édifient ce monastère. Ceci nous est rapporté par le testament de Béatrice, daté de 1235.
L'abbaye est construite dans la forêt de La Roche-sur-Yon, à une lieue à l'ouest de ce château, sur le territoire aujourd'hui dépendant de l'ancienne commune de Saint-André-d'Ornay (elle-même absorbée par La Roche-sur-Yon en 1964). Elle est dédiée à la Vierge sous le nom de Notre-Dame des Fontenelles en raison de la présence sur ce territoire d'une petite source d'eau ferrugineuse.
Guillaume de Mauléon et son épouse donnèrent aux religieux des droits seigneuriaux à condition qu'une lampe soit allumée en permanence dans l'église abbatiale, ainsi que deux cierges lors de chaque messe :

#### Église du Sacré-Cœur

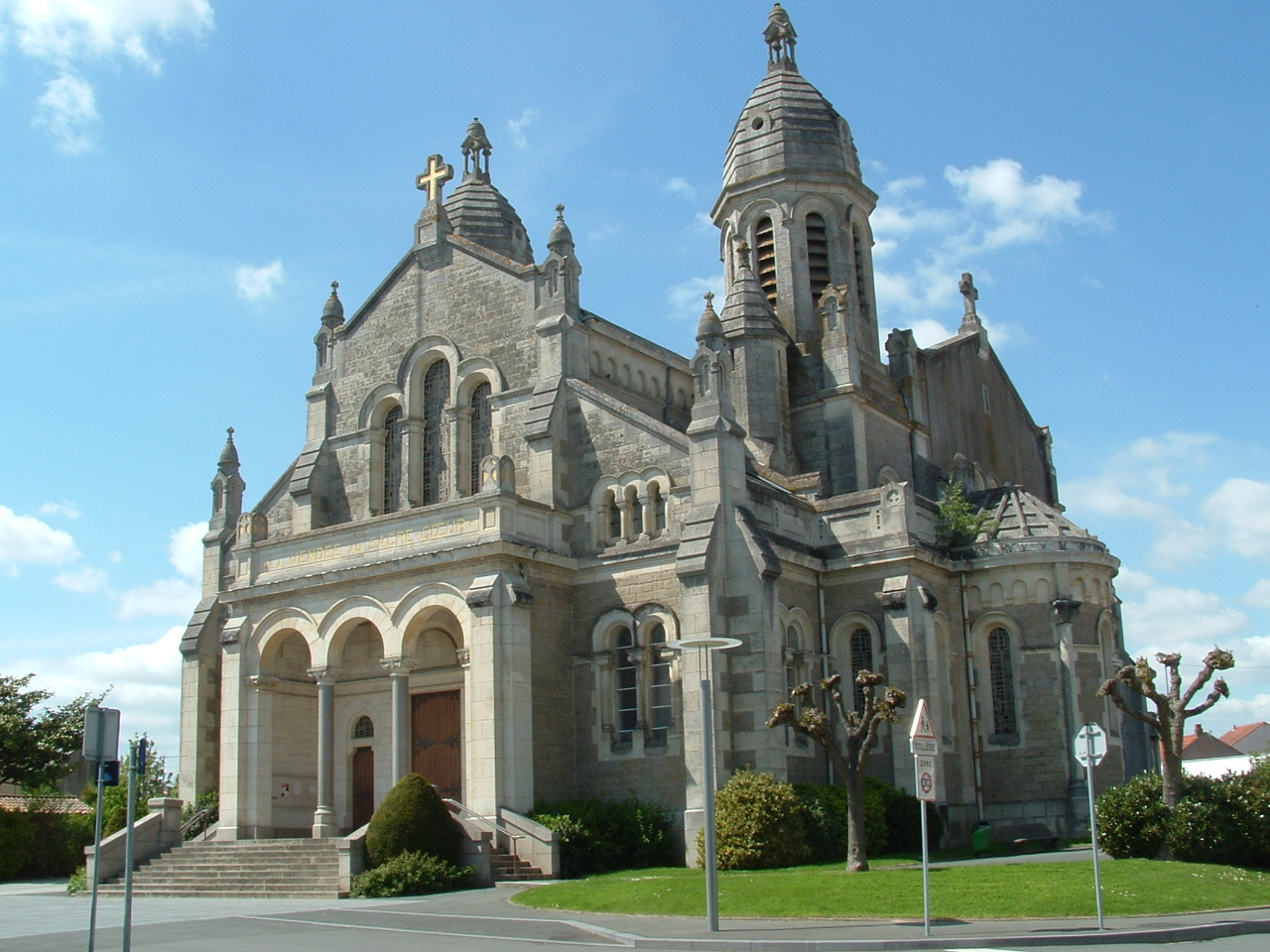
L'église du Sacré-Cœur.

L'église du Sacré-Cœur, rue Blériot, sa construction, située dans le quartier du même nom, a été pensée pendant la Première Guerre mondiale. Au départ, ça devait être une basilique, projet finalement abandonné. L'emplacement choisi pour construire cette église est un nouveau quartier au nord de la Roche-sur-Yon, un quartier ouvrier qui n'avait pas d'église pour prier et se réunir.
En 1917, la guerre est enlisée sur les fronts et le moral à l'arrière est au plus bas. Claire Ferchaud, de Loublande, déclarait être sujette à des apparitions. La jeune paysanne eu l'occasion de rencontrer le président de la République Raymond Poincaré. Ce jour-là, elle lui demanda d'apposer le Sacré-Cœur de Jésus sur le drapeau français.
Le salut de la France est alors espéré. Malgré le refus de Poincaré, un mouvement est lancé en Vendée et, le 18 avril 1917, le président du département et l'évêque Garnier promettent l'érection d'une basilique diocésaine dédiée au Sacré-Cœur.
Après la guerre, la mission est confiée aux architectes Libaudière et Ballereau. Le projet s'inspire du Sacré-Cœur de Montmartre avec un dôme monumental et une inspiration byzantine. Sur un terrain donné par le curé Deval, les travaux sont lancés en 1923 et le premier tiers de l'édifice est inauguré le 13 novembre 1927, devant 30 000 à 40 000 personnes venues de tout le département.
Né de la guerre 1914-1918, le projet d'église a eu du mal à se concrétiser encore après 1945. « À l'époque, on visait un développement religieux, comme à Montmartre avec de l'adoration perpétuelle. Mais au niveau financier c'était un gouffre ».
L'église que nous connaissons actuellement est achevée en 1965.

#### Musée municipal

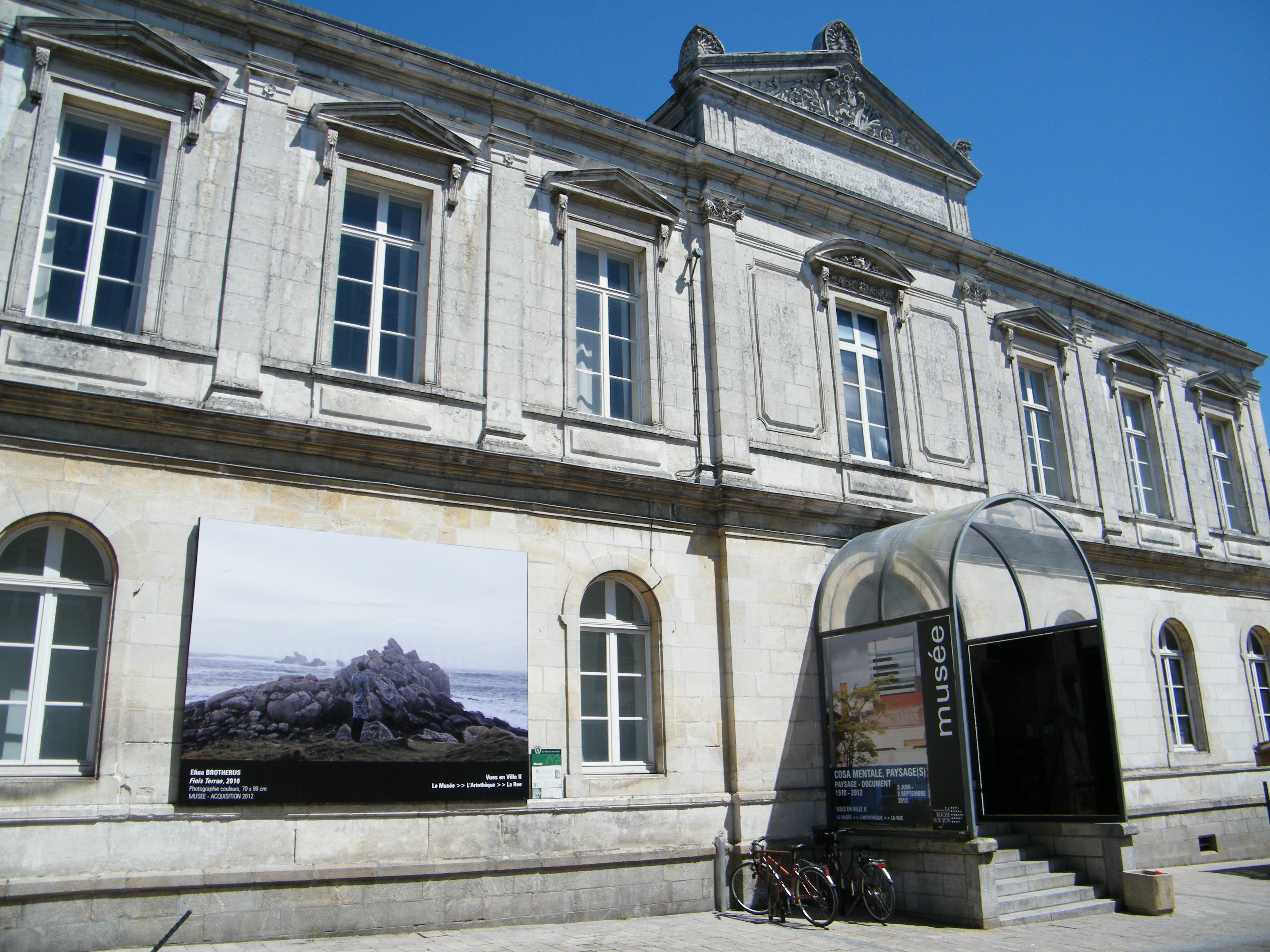
Ancien musée - rue Jean Jaurès.

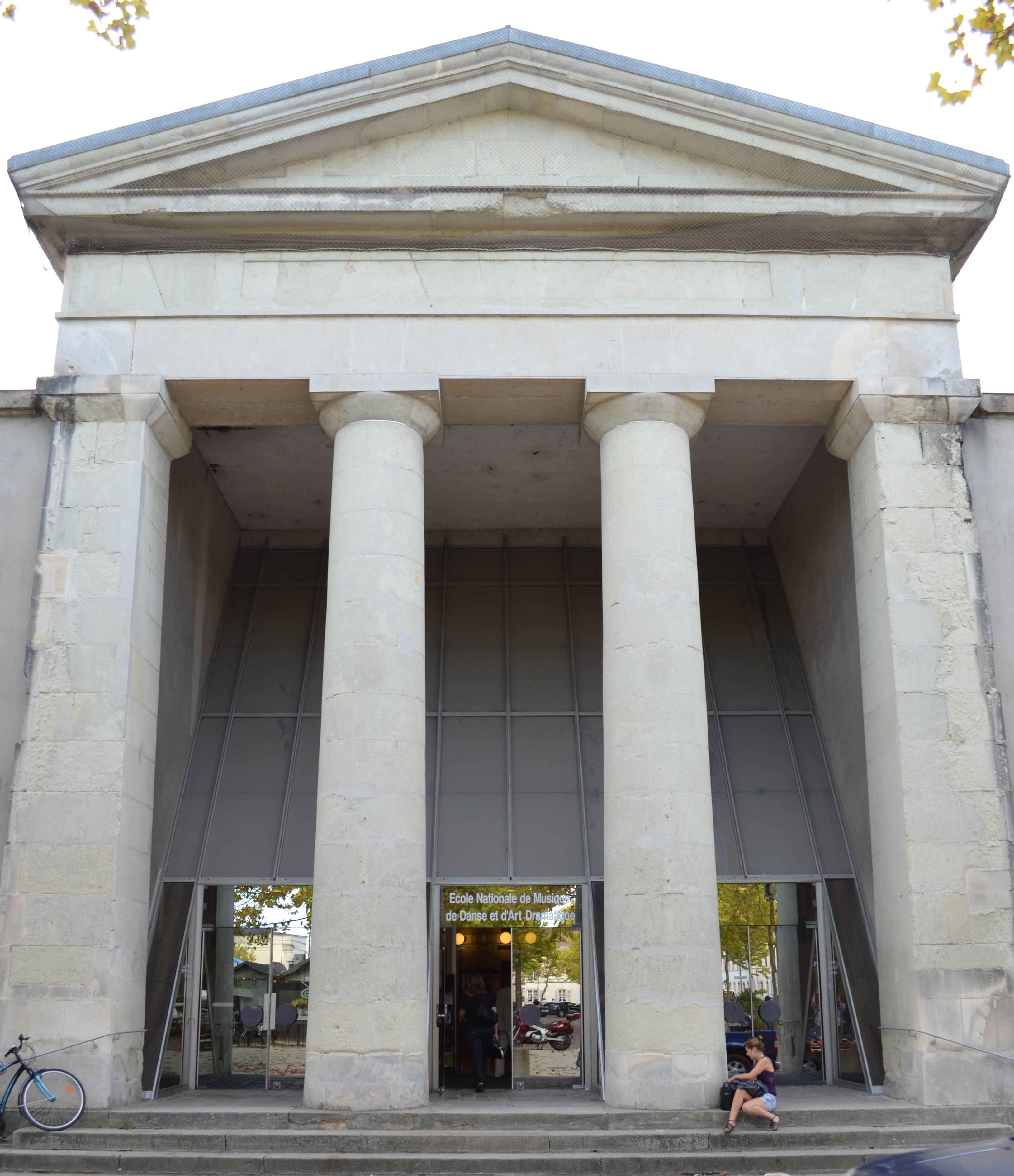
Entrée de l'ancien conservatoire, futur musée.

Construit en 1877, le musée municipal de La Roche-sur-Yon possède une riche collection constituée autour de ses trois domaines de prédilections que sont la peinture et les arts graphiques depuis le XIXe siècle, et la photographie contemporaine.
Le musée abrite 175 tableaux du XVIIe au XXe siècle, la majorité datant de la seconde moitié du XIXe et du début du XXe siècle. Trois orientations s’en dégagent : la peinture académique de la seconde moitié du XIXe siècle, la peinture de paysage, ainsi qu’un fonds vendéen. La collection comprend aussi près de 3 000 pièces d’arts graphiques, dont 280 dessins originaux. Le reste consiste en estampes datant pour la plupart du XIXe siècle.
La collection de photographies contemporaines du musée de La Roche-sur-Yon a la particularité d’être axée sur la photographie dite « plasticienne » (images mises en scène par l’artiste). Cette collection, atypique en Pays de la Loire et même en France pour un musée de taille modeste, s’est constituée à partir de 1983. Les œuvres qui ont été acquises durant ces années sont aujourd’hui des pièces historiques ; et de nombreux artistes présents dans la collection du musée de La Roche-sur-Yon, comme Andy Warhol, Jeff Wall, Cindy Sherman, Thomas Ruff, Andreas Gursky, Christian Boltanski, Annette Messager, etc., sont également représentés dans les grandes collections publiques françaises et étrangères. Les dernières acquisitions ont permis de faire entrer dans les collections des photographes internationaux (Gábor Ősz, Karen Knorr et Ellen Kooi), mais aussi des artistes confirmés de la photographie françaises : Thibaut Cuisset et Corinne Mercadier.
Le musée présente des œuvres des artistes suivants : Benjamin Rabier, Paul Baudry, Andreas Gursky, Cindy Sherman, John Hilliard, Jeff Wall, Markus Raetz, Sophie Ristelhueber, Patrick Tosani, Christian Boltanski, Annette Messager, Bernard Lange.
De mars à juin 2019, le musée municipal a présenté sa dernière expo : « Dans l'intimité d'un empereur »,. Il est depuis fermé au public, il est transféré place Napoléon dans les anciens locaux du Conservatoire.

#### Centre Beautour
Demeure du naturaliste et homme politique vendéen Georges Durand (1886-1964), le domaine de Beautour est organisé autour d’un logis construit en 1861. À la mort de Georges Durand en 1964, le site de 230 hectares et les collections (150 000 insectes et 4 000 oiseaux) sont léguées au Muséum national d'Histoire naturelle.
Il a fallu attendre le rachat du lieu en 2007 par la ville de La Roche-sur-Yon, puis sa cession par bail emphytéotique à la région des Pays de la Loire en 2009, pour qu’un projet de sauvegarde et valorisation des huit hectares restants et des collections soit lancé.
D’un montant de huit millions d’euros, les travaux du Centre régional de la biodiversité ont été lancés en avril 2012 pour s’achever en 2013, avec une ouverture au public le 26 juin. L’ensemble des lieux a été réhabilité avec notamment un agrandissement de 1 400 m2, l’aménagement de jardins thématiques. Le cabinet d’architectes Guinée-Potin, a été choisi pour assurer une construction dite « écologique » avec notamment usage de chaume de Camargue pour la couverture extérieure.
Piloté par la région des Pays de la Loire, la gestion du site et des contenus scientifiques est assurée en lien avec les associations et organismes Terre des Sciences, LPO, amis de Georges Durand, Universités de Nantes, Agrocampus, INRA, Chambre d’agriculture, La Roche-sur-Yon-Agglomération…
Au-delà des animations, évènements proposés, le Centre Beautour présente une exposition permanente et des expositions temporaires.
L’exposition permanente s’articule autour de trois axes :
- naturaliste : les pratiques de Georges Durand sont analysées et mises en rapport avec ce qu’est le naturalisme au XXe siècle ;
- paysager : un regard est porté sur le lien entre les collections de Georges Durand et leur lieu avec le territoire concerné ;
- biographique : l'héritage et le rôle de Georges Durand sont abordés.

#### Autres lieux et monuments
- Vieille ville et vieux château.

Existant dès l'antiquité, le bourg de La Roche-sur-Yon se développe durant le Moyen Âge avec l'implantation d'un château fort. Son développement se poursuit jusqu'aux guerres de Vendée où le bourg est incendié.
Actuellement, il subsiste la place de la vieille horloge ainsi que les ruines du château fort yonnais.
- Maison Renaissance.

Construite en 1566 et classée monument historique en 1930, la maison Renaissance présente une architecture oscillant entre style médiéval et ornements issus de la Renaissance. Le lieu est désormais occupé par un centre d'interprétation sur l'histoire et l'urbanisme de La Roche-sur-Yon. Le fonds provenant de l'avionneur vendéen René Couzinet y est également exposé.
- Hôtel des postes

Ce bâtiment d'architecture Art déco a été construit à l'emplacement de l'ancienne prison, il a été inauguré en 1927.
Les ornementations du bâtiment sont les mosaïques, et les bas-reliefs représentant le blason de la ville, l'aigle napoléonien ou encore le caducée.

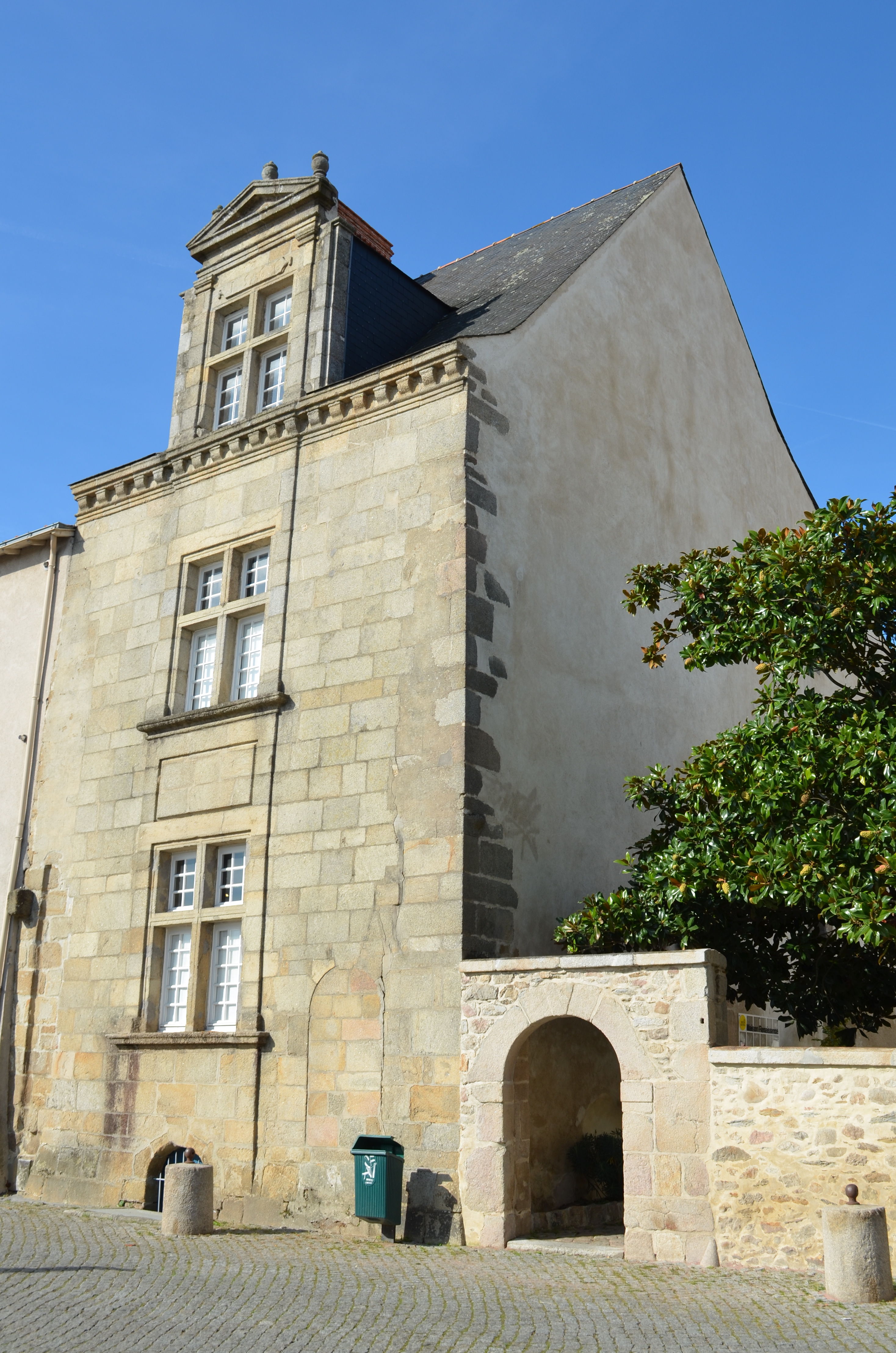
Maison Renaissance (1566).
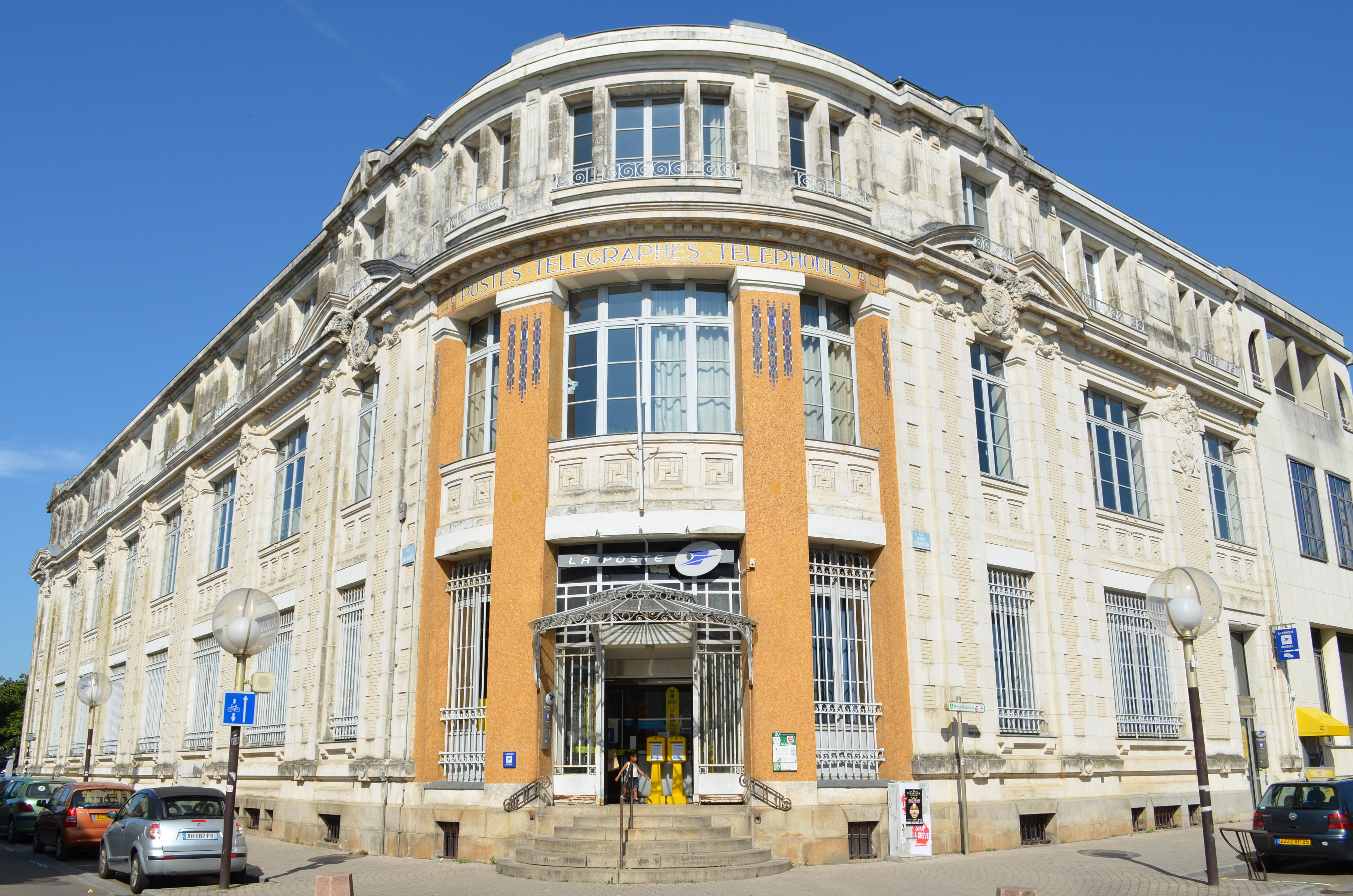
Hôtel des Postes - rue G. Clemenceau.
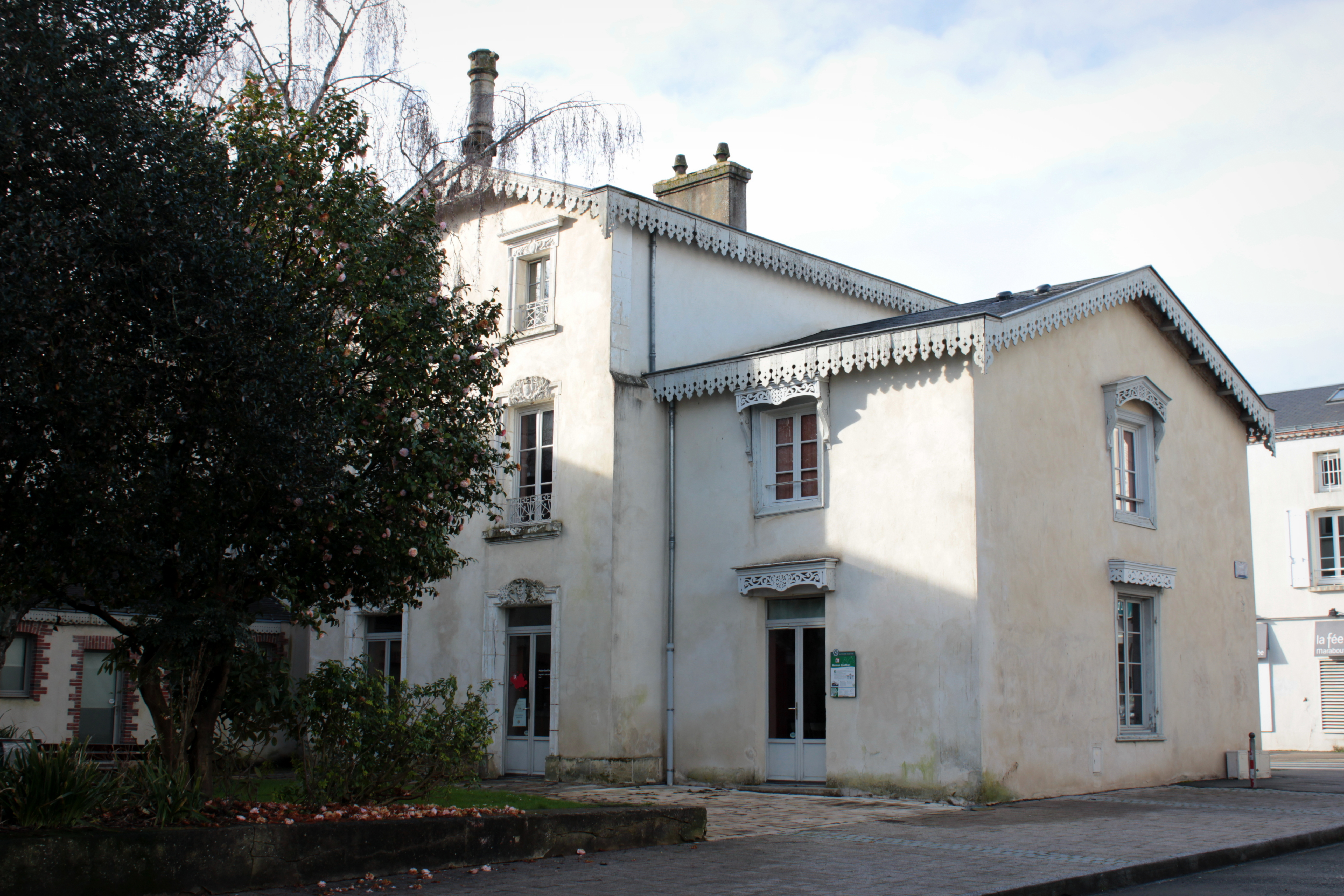
L'arrière de la maison Gueffier désormais siège du pôle littérature de la scène nationale de La Roche-sur-Yon (Grand R).
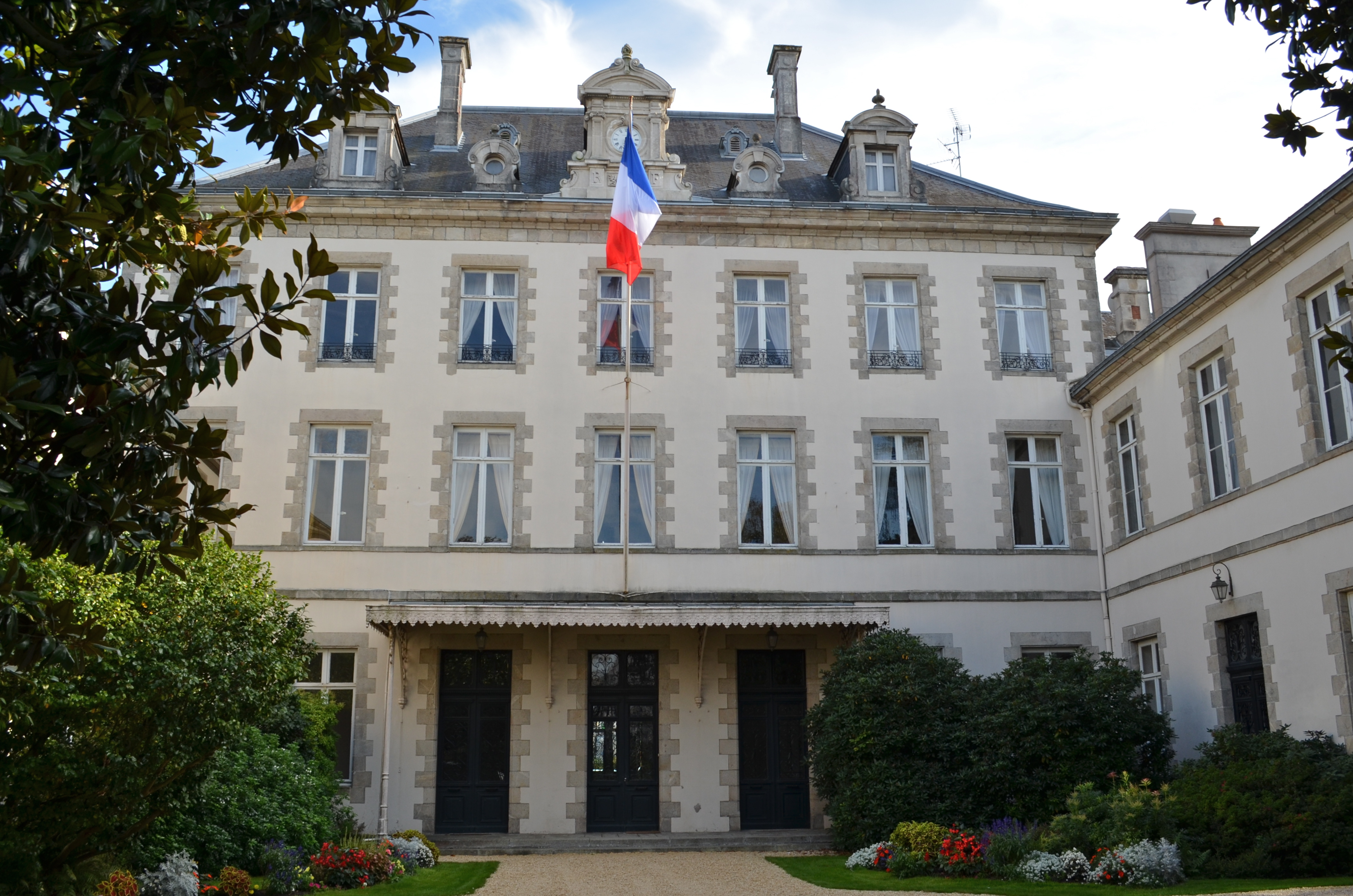
Hôtel de préfecture de la Vendée.

- Maison Gueffier.

Dernier vestige d’un ensemble d’habitations construites début 1807, afin de loger les nouveaux fonctionnaires de la ville. Ces maisons ne sont pas faites pour durer. C’est le pisé, technique ancienne, rapide et économique, que l’entrepreneur lyonnais François Cointeraux s’attache à relancer. Il s’agit de verser puis de compacter dans un coffrage en bois des couches successives de terre mêlées de sable et de gravier. Les ouvriers doivent travailler dans l'urgence, durant des périodes de mauvais temps, sans vérifier la qualité du pisé, sans renforcer les murs de pans de bois. Les premiers mois de 1807 particulièrement froids et venteux fragilisent les constructions. Les douze maisons commencées sont consolidées, les quatorze autres prévues ne verront pas le jour. En 1997, la maison Gueffier est rachetée par la municipalité qui lui donne ce nom en l'honneur d'André Gueffier (1900-1989) ancien propriétaire de la maison, avocat, résistant et militant des droits de l'homme.
- Hôtel de préfecture de la Vendée

Le décret du 5 prairial an XII (25 mai 1804) imposait de déplacer dans les meilleurs délais la préfecture, de Fontenay-le-Comte à La Roche-sur-Yon. C'est le préfet Merlet qui effectua le transfert officiel de la préfecture, le 19 août 1804. Sa construction débuta en 1806 et s'acheva en 1818. Pendant la durée des travaux le préfet était logé dans le château de la Brossardière.
La préfecture, édifiée sous le Premier Empire, est partiellement inscrite au titre des monuments historiques le 10 juin 1991.
- Théâtre à l'italienne.

Construit en 1845, le théâtre de La Roche-sur- Yon est un exemple typique des salles de spectacles des XVIIIe et XIXe siècles. Il a été entièrement restauré en 2005.

Théâtre à l'italienne
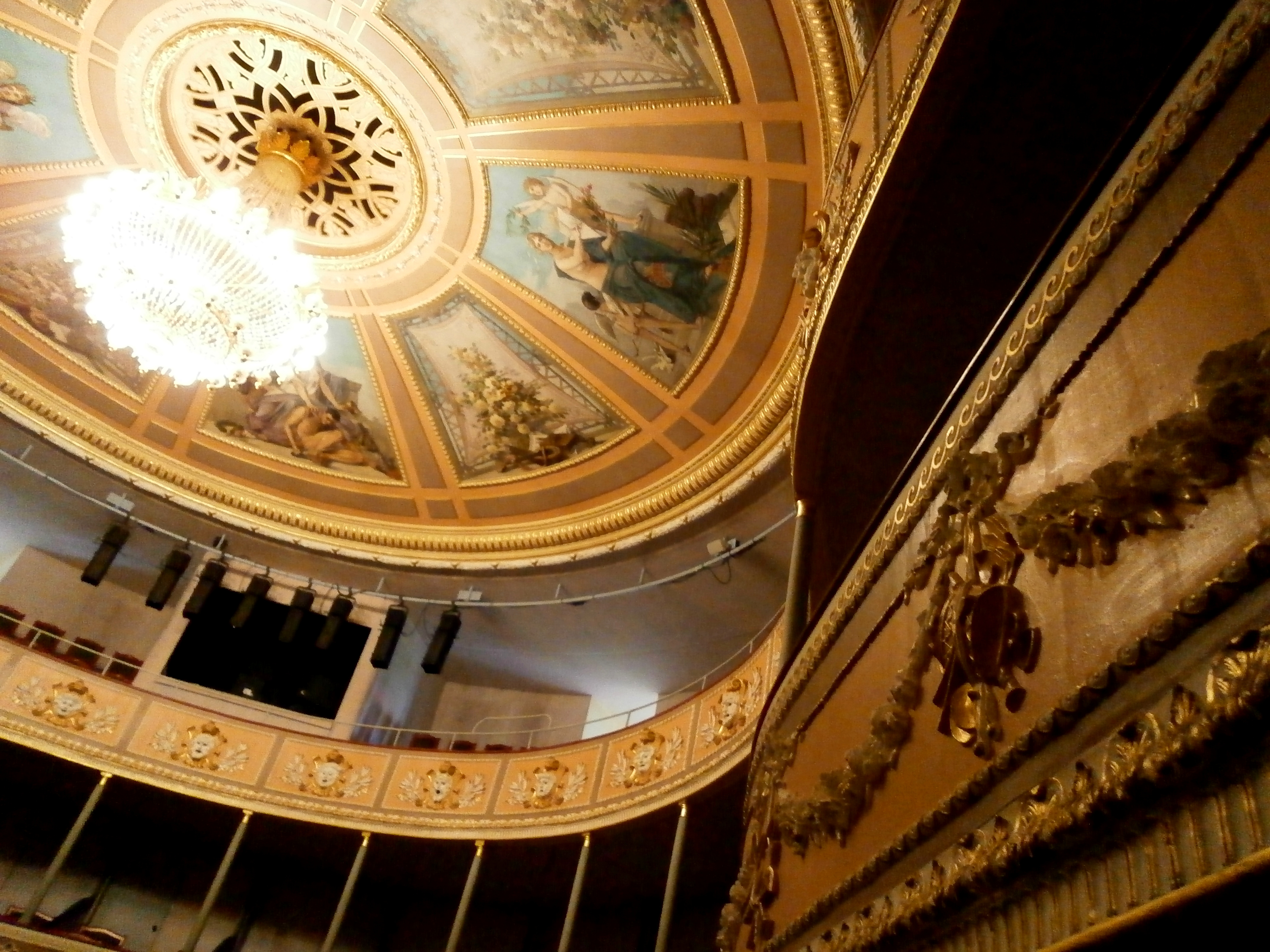
Le plafond en coupole, peint par Georges Levreau.
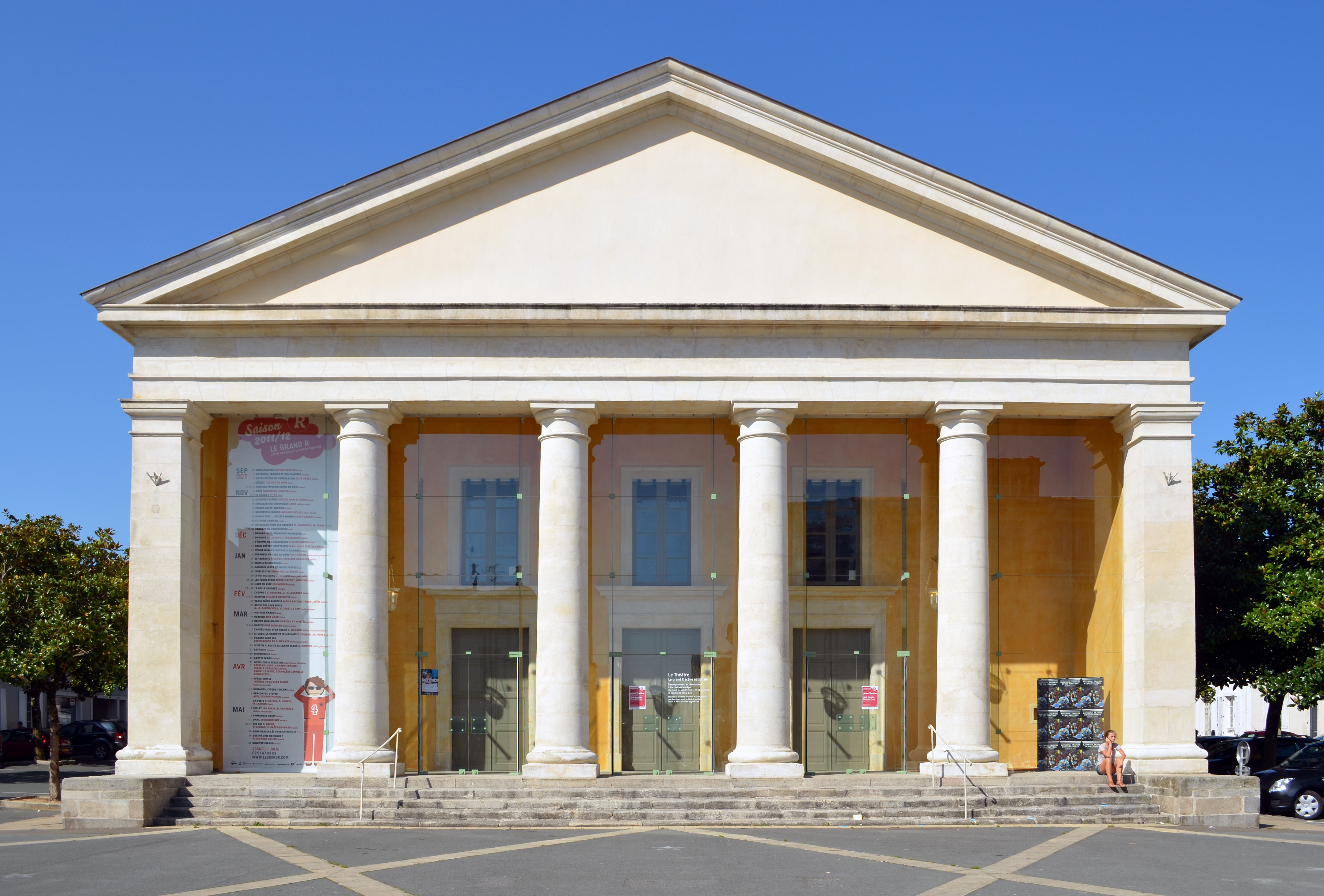
La façade.

- Haras de la Vendée.

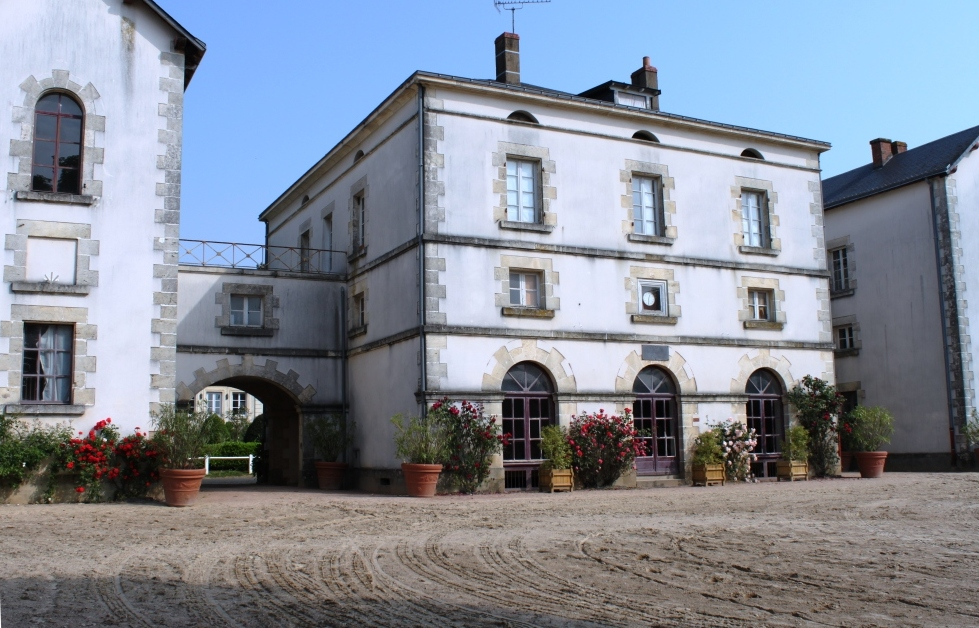
Grande sellerie du haras de la Vendée.

Construit en 1843 dans un parc arboré de 4,5 hectares avec une architecture très ordonnée (néo-classique), le haras départemental de La Roche-sur-Yon a été conçu pour accueillir 200 étalons. Il est voué au tourisme, à la reproduction équine et à la conservation des espèces.

#### Activités culturelles
La ville organise le festival international du film de La Roche-sur-Yon, créé en 2001 sous le nom de festival En route vers le monde.

### Personnalités liées à la commune
- Louis de Bourbon-Vendôme (1473-1520), prince de la Roche-sur-Yon.
- Charles de Bourbon-Montpensier (1515-1565).
- Pauline Léon (1768-1838), féministe et révolutionnaire, y a vécu et y est morte.
- Claude-Raphaël Duvivier (1771-1821), bâtisseur de la ville, y est mort.
- Guillaume-Charles Rousseau (1772-1834), général des armées de la République et de l'Empire, y est mort.
- Léon Audé (1815-1870), maire de la ville de Napoléon-Vendée (La Roche-sur-Yon sous le Second Empire) du 11 août 1848 au 24 janvier 1852.
- Paul Baudry (1828-1886), artiste peintre, y est né.
- Joséphine-Blanche Bouchet (1833-1892), autrice de romans pour la jeunesse, y est née.
- Ambroise Baudry (1838-1906), architecte, y est né.
- Maurice Denécheau (1845-1926), homme politique, député de l'Aisne de 1893 à 1906.
- Émile Faguet, (1847-1916), écrivain et critique littéraire, y est né.
- Raoul Ponchon (1848-1937), écrivain et poète français, auteur du célèbre quatrain : « Quand mon verre est vide / Je le plains / Quand mon verre est plein / Je le vide », y est né.
- Benjamin Rabier, (1864-1939), illustrateur, auteur de bande dessinée, célèbre pour le dessin de la marque La vache qui rit, y est né.
- Léon Pervinquière, (1873-1913), géographe, géologue et paléontologue, y est né  et mort.
- René Rousseau-Decelle (1881-1964), artiste peintre, y est né.
- Cécile Sauvage (1883-1927), poétesse, écrivaine, mère d'Olivier Messiaen, y est née (une plaque est apposée sur sa maison natale place Napoléon).
- André Astoul (1886-1950), artiste peintre, y est né.
- Robert Sexé (1890-1986), reporter, motocycliste, photographe, y est né.
- Maurice-Edgar Coindreau (1892-1990), traducteur, y est né.
- Maurice Crouzet (1897-1973), historien, y est né.
- Jean-Baptiste Durand (1900-1988), né à La Roche-sur-Yon, architecte de la ville, commandant inspecteur des services d'incendie et de secours, artiste peintre, y est né.
- Magda Fontanges (1905-1960) actrice et journaliste, espionne au cours de la Seconde Guerre mondiale, y est née.
- André-Charles Nauleau (1908-1986), peintre, y est né.
- Jean Bouhier (1912-1999), poète, fondateur de l'École de Rochefort, y est né. Une rue de la ville porte son nom.
- Stéphane Piobetta (1913-1944), agrégé de philosophie, compagnon de la Libération, y est né.
- Pierre Pichot, (1918-2020), psychiatre, y est né.
- Paul Couteau (1923-2014), astronome spécialiste mondial des étoiles doubles[102], y est né.
- Max Bléneau (1934-2013), né au Bourg-sous-la-Roche, coureur cycliste professionnel de 1959 à 1961, y est mort.
- Jean Thibaudeau (1935-2013), écrivain, y est né.
- Raphaël Toussaint, artiste peintre, y est né.
- Michel Gautier auteur vendéen d'expression poitevine-saintongeaise, est né en 1942 au Bourg-sous-La-Roche.
- Danièle Festy (1943-2018), pharmacienne, écrivaine, spécialiste de l'aromathérapie, y est née.
- André Bodin Labode, artiste peintre de renommée internationale[103], y est né en 1947.
- Pierre Commoy, photographe, peintre, y est né.
- Vianney Piveteau, linguiste et psychothérapeute, y est né.
- Éric Chevillard, né à La Roche-sur-Yon le 18 juin 1964, écrivain.
- Patrick Savidan, philosophe, y est né.
- Félicia Ballanger, cycliste (trois titres de championne olympique, dix titres de championne du monde sur piste), y est née.
- Aymeric Jeanneau, basketteur, y est né.
- Nicolas de Villiers, directeur du Puy du Fou, y est né.
- Thomas Voeckler, cycliste professionnel, a fréquenté le lycée Notre-Dame-du-Roc.
- Marc Arnaud, acteur, y est né.
- Adlène Guedioura, footballeur professionnel, y est né.
- Alexandre Bonnet, footballeur professionnel, y est né.
- Nicolas Marroc, pilote automobile, y est né.
- Rudy Jomby, basketteur professionnel, y est né.
- Mélodie Chataigner, patineuse artistique, y est née.
- Ciryl Gane, pratiquant de muay-thaï et d'arts martiaux mixtes, y est né.
- Sébastien Simon, skipper, y est né.
- Mohamed Sylla (MHD), rappeur, y est né.
- Thomas Laurent, pilote automobile, y est né.

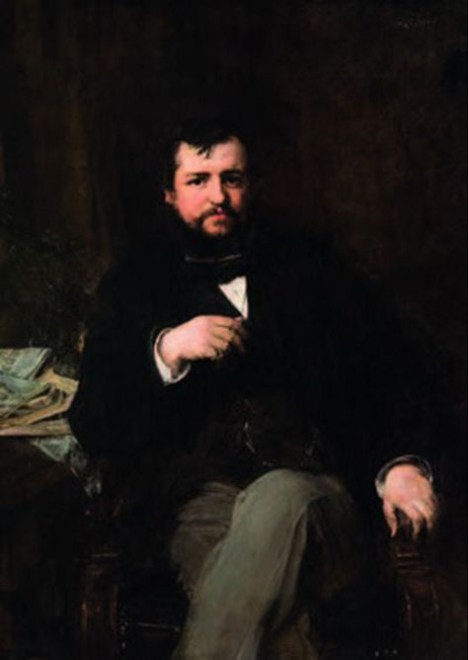
Paul Baudry.
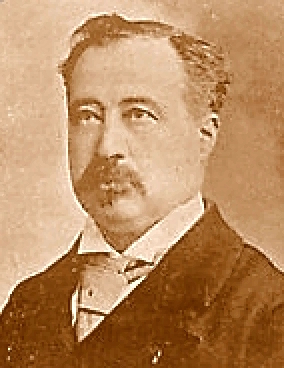
Émile Faguet.
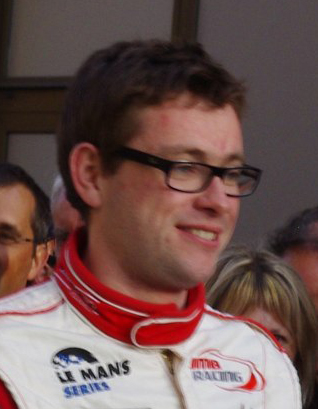
Nicolas Marroc.
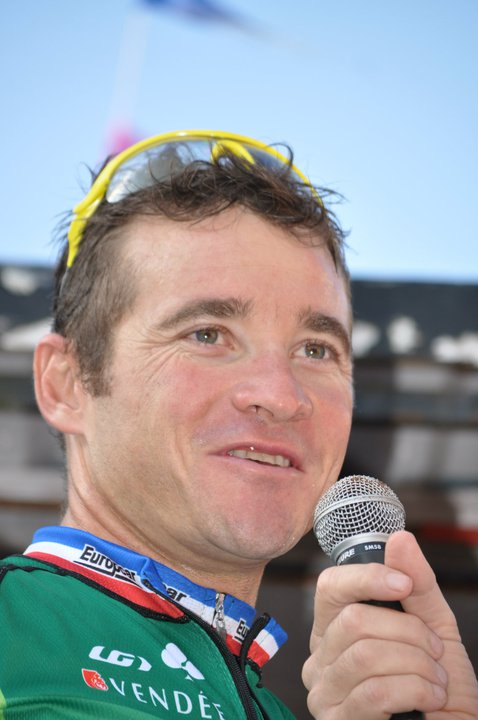
Thomas Voeckler.
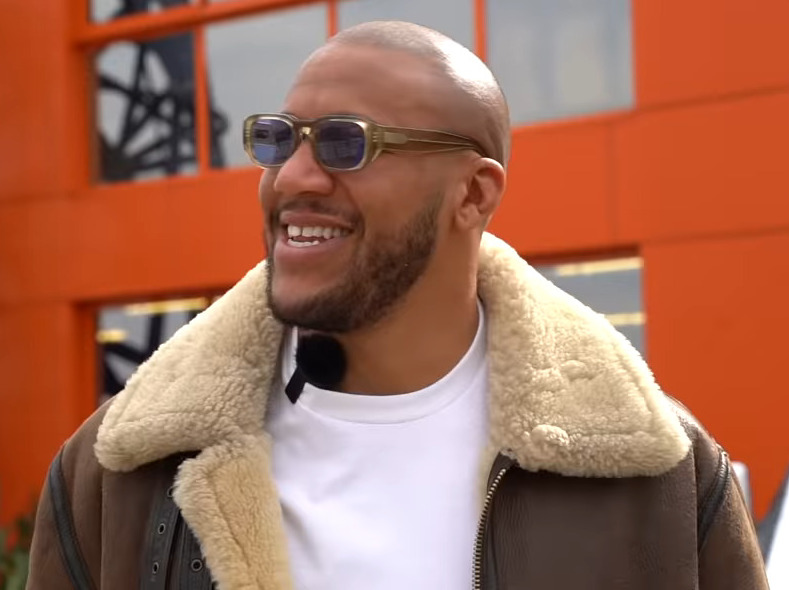
Ciryl Gane.

### Gastronomie
Dans une stratégie de marketing territorial, la mairie a lancé un concours pour la création ex nihilo d'une spécialité culinaire locale : le vainqueur, révélé le 6 décembre 2016, est « la napoline » créée par le maître chocolatier Patrick Gelencser. Elle est ornée d'une tête de Napoléon et composée de chocolat noir, d'un praliné croustillant et d'un caramel tendre.
On retrouve à La Roche-sur-Yon les spécialités qui ont fait la réputation de la Vendée comme le Pot à mogette, la gâche vendéenne, le préfou de Vendée, le jambon de Vendée, la mogette et la brioche vendéenne.

### Héraldique, logotype, spécialité et slogan
| Blason | Blasonnement : De gueules à une ville d'argent sur un rocher de sinople accompagnée en chef d'une foi d'or, au franc-canton des villes de second ordre, qui est à dextre, d'azur à la lettre capitale N d'or. |

Victor Adolphe Malte-Brun rapportait, dans la France illustrée, tome V (1884), que « cette ville n'a pas d'armes officiellement reconnues ; mais un ancien sceau de ses archives représente : un écu chargé mi-partie d'une croix potencée, cantonnée de quatre croisettes, qui est de Jérusalem, et semée de fleurs de lis, au lambel de trois pendants, qui est d'Anjou ».

Logo de la ville jusqu'en 2012.
Logo depuis 2012.